# Vitesse in het seizoen 2021/22
|               | Eredivisie | Play- offs | KNVB beker | ECL | Totaal |
| ------------- | ---------- | ---------- | ---------- | --- | ------ |
| Wedstrijden   | 34         | 4          | 3          | 14  | 55     |
| Gewonnen      | 15         | 2          | 2          | 6   | 25     |
| Gelijk        | 6          | 0          | 0          | 4   | 10     |
| Verloren      | 13         | 2          | 1          | 4   | 20     |
| Thuis         | 17         | 2          | 2          | 7   | 28     |
| Uit           | 17         | 2          | 1          | 7   | 27     |
| Gele kaarten  | 69         | 13         | 6          | 45  | 133    |
| 2× gele kaart | 2          | 1          | 0          | 1   | 4      |
| Rode kaarten  | 6          | 1          | 0          | 3   | 10     |
| Doelsaldo     | −9         | −3         | −2         | +5  | −9     |
| voor          | 42         | 7          | 4          | 25  | 78     |
| tegen         | 51         | 10         | 6          | 20  | 87     |
| ‘De Nul’      | 8          | 1          | 1          | 3   | 13     |

Vitesse kwam in het seizoen 2021/2022 voor het 33e seizoen op rij uit in de hoogste klasse van het betaald voetbal, de Eredivisie. Daarnaast nam het Arnhemse elftal deel aan de KNVB Beker en werd de achtste finale bereikt in de UEFA Europa Conference League, het Europees-voetbaltoernooi dat dit seizoen voor het eerst georganiseerd werd.

## Voorbereiding

### Mei
- Op 17 mei maakte Vitesse bekend dat verdediger Jacob Rasmussen nog een jaar gehuurd wordt van Fiorentina.[1]
- Op 20 mei tekende voormalig voetballer Michael Jansen een contract bij Vitesse als jeugdtrainer.[2]
- Op 20 mei nam Vitesse doelman Daan Reiziger transfervrij over van Ajax.[3]
- Op 25 mei contracteerde Vitesse de centrale middenvelder Toni Domgjoni van FC Zürich.[4]

### Juni
- Op 2 juni maakte Vitesse bekend de Zwitser Julian von Moos voor één seizoen te huren van FC Basel.[5]
- Op 8 juni werd bekend dat Joseph Oosting Vitesse verlaat om hoofdtrainer te worden bij RKC Waalwijk.[6]
- Op 12 juni maakte Vitesse bekend dat de staf compleet is, met het aanstellen van Dick Schreuder (assistent-trainer), Edwin Zoetebier (keeperstrainer) en Marink Reedijk (assistent-trainer).[7]
- Op 17 juni werd bekend dat Vitesse het huurcontract van Noah Ohio, dat in principe nog liep tot het einde van het seizoen, ontbond.[8]
- Op 22 juni vond de eerste training van het nieuwe seizoen plaats. Matúš Bero, Eli Dasa en Danilho Doekhi ontbreken nog, na interlandverplichtingen kregen zij langer vakantie.
- Op 23 juni maakte Vitesse bekend Loïs Openda nog een seizoen te huren van Club Brugge.[9]
- Van 28 juni tot en met 2 juli heeft Vitesse een trainingskamp in Burgh-Haamstede (Zeeland).
- Op 29 juni maakte Vitesse bekend dat algemeen directeur Pascal van Wijk zijn functie verruilt voor die van directeur Financiën en Bedrijfsvoering.[10] Van Wijk blijft aan als ad interim totdat een nieuwe algemeen directeur aangesteld is.
- Op 30 juni maakte Vitesse bekend dat technisch directeur Johannes Spors zijn contract heeft verlengd tot medio 2024.[11] Later die dag verloor Vitesse een oefenwedstrijd tegen AEK Athene met 1–3, waarbij het Vitesse-doelpunt werd gemaakt door Oroz.

### Juli
- Op 1 juli werd het contract van Tomáš Hájek verlengd tot medio 2023, met optie voor een extra seizoen.[12]
- Op 2 juli verloor Vitesse een oefenwedstrijd van NK Lokomotiva Zagreb met 1–3. Het Vitesse-doelpunt werd gemaakt door Julian von Moos.
- Op 5 juli werd bekend dat het contract van assistent-trainer Jan Fießer is verlengd tot medio 2023.[13]
- Op 6 juli verloor Vitesse een oefenwedstrijd van FC Nordsjælland met 0–5.
- Op 9 juli werd het contract van Maximilian Wittek verlengd tot medio 2024.[14]
- Op 11 juli tekende Romaric Yapi een contract voor drie seizoenen.[15]
- Op 13 juli won Vitesse een oefenwedstrijd van OFI Kreta met 2–1; beide Vitesse-doelpunten werden gemaakt door Million Manhoef. Eerder deze dag werd het contract van Enzo Cornelisse verlengd tot medio 2024.[16]
- Op 14 juli maakte Vitesse bekend twee nieuwe spelers te hebben aangetrokken: Nikolai Baden Frederiksen en Markus Schubert.[17][18] Voor beiden is een driejarig contract overeengekomen met optie voor een extra seizoen.
- Op 16 juli verloor Vitesse een oefenwedstrijd tegen FC Schalke 04 met 2–3. De Vitesse-doelpunten werden gemaakt door Manhoef en Oroz.
- Op 19 juli vond de loting plaats voor de derde kwalificatieronde van de UEFA Europa Conference League waarbij voor Vitesse Dundalk FC of FCI Levadia Tallinn als tegenstander uit de bus kwam.
- Op 22 juli werd bekendgemaakt dat middenvelder Yann Gboho voor de duur van één seizoen gehuurd wordt.[19]
- Op 23 juli speelde Vitesse een oefenwedstrijd tegen Go Ahead Eagles met 1–1 gelijk. Het Vitesse-doelpunt werd gemaakt door Oussama Darfalou.
- Op 24 juli verloor Vitesse een oefenwedstrijd van Lommel SK met 0–1.
- Op 27 juli presenteerde Vitesse het nieuwe thuistenue met de nieuwe hoofdsponsor eToro.[20]
- Op 29 juli won Vitesse de laatste oefenwedstrijd in de voorbereiding tegen VfL Bochum met 2–1; de Vitesse-doelpunten werden gemaakt door Riechedly Bazoer en Loïs Openda.

### Augustus
- Op 2 augustus vond de loting plaats voor de play-offs ronde van de UEFA Europa Conference League. De winnaar van het tweeluik tussen Vitesse en Dundalk zal KF Laçi of RSC Anderlecht treffen. Tevens werd deze dag bekendgemaakt dat Danilho Doekhi dit seizoen is aangewezen als aanvoerder van de A-selectie; Matúš Bero is de vice-aanvoerder.[21]
- Op 4 augustus werd het nieuwe uittenue gepresenteerd.[22] Op dezelfde dag werd bekendgemaakt dat het contract van Enrico Hernández is verlengd tot medio 2024 én dat de jonge aanvaller dit seizoen wordt verhuurd aan FC Eindhoven.[23]

## Competitieseizoen

### Augustus
- Op 5 augustus speelde Vitesse de eerste wedstrijd in de derde kwalificatieronde van de Europa Conference League. Thuis tegen Dundalk FC werd het een 2–2 gelijkspel als resultaat, met Vitesse-doelpunten van Bero en Openda. Openda kreeg daarnaast een rode kaart in de 90e minuut.  De wedstrijd was het debuut van Nikolai Baden Frederiksen, Yann Gboho, Julian von Moos en Markus Schubert.
- Op 12 augustus won Vitesse de tweede wedstrijd in de derde kwalificatieronde van de Europa Conference League, uit tegen Dundalk FC werd het 1–2; Vitesse plaatste zich hiermee voor de play-offronde (totaal 4–3 overwinning). De Vitesse-doelpunten werden gemaakt door Bero en Gboho. De wedstrijd was het debuut van Toni Domgjoni.
- Op 15 augustus won Vitesse haar eerste competitiewedstrijd, uit bij PEC Zwolle werd het 0–1 door een doelpunt van Frederiksen. De wedstrijd was het debuut van Romaric Yapi.
- Op 19 augustus speelde Vitesse uit tegen Anderlecht met 3–3 gelijk in de eerste wedstrijd in de Europa Conference League play-offronde. De Vitesse-doelpunten werden gemaakt door Dasa, Frederiksen en Tannane.
- Op 22 augustus verloor Vitesse thuis van Willem II met 0–3.
- Op 26 augustus won Vitesse thuis van Anderlecht met 2–1 in de tweede wedstrijd in de Europa Conference League play-offronde (totaal 5–4 overwinning); Vitesse plaatste zich hiermee voor de groepsfase van de Europa Conference League. Beide Vitesse-doelpunten werden gemaakt door Wittek.
- Op 27 augustus werden Tottenham Hotspur, Stade Rennais en NŠ Mura als tegenstanders geloot voor de groepsfase van de Europa Conference League.
- Op 29 augustus verloor Vitesse uit van Ajax met 5–0.

### September
- Op 6 september werd bekend dat uitsupporters in principe weer welkom zijn bij Europese wedstrijden.[24]
- Op 12 september won Vitesse uit met 1–2 van RKC Waalwijk. De Vitesse-doelpunten werden gemaakt door Doekhi en Gboho.
- Op 16 september speelde Vitesse de eerste groepswedstrijd in de Europa Conference League. De wedstrijd uit tegen NŠ Mura werd met 0–2 gewonnen, door doelpunten van Tronstad en Doekhi.
- Op 19 september speelde Vitesse thuis tegen FC Twente in het jaarlijkse Airborne-duel; Vitesse verloor met 1–4. Het Vitesse-doelpunt werd gemaakt door Darfalou; Doekhi werd in de 85e minuut met een tweede gele kaart van het veld gestuurd.
- Op 22 september won Vitesse uit van FC Groningen met 0–1 door een doelpunt van Gboho. Kort voor de start van de tweede helft werd de wedstrijd een half uur stilgelegd omdat Markus Schubert vanuit het publiek werd geraakt door een gegooid object.
- Op 25 september speelde Vitesse thuis tegen Fortuna Sittard met 1–1 gelijk. Het Vitesse-doelpunt werd gemaakt door Frederiksen.
- Op 30 september speelde Vitesse de tweede groepswedstrijd in de Europa Conference League. Thuis tegen Stade Rennais werd met 1–2 verloren, waarbij het Vitesse-doelpunt werd gemaakt door Wittek.

### Oktober
- Op 3 oktober won Vitesse thuis van Feyenoord met 2–1. Beide Vitesse-doelpunten werden gemaakt door Openda; Bero kreeg een rode kaart in de 97e minuut, Buitink kreeg een rode kaart in de 102e minuut.
- Op 4 oktober werd bekendgemaakt dat Buitink twee duels (plus één voorwaardelijk) wordt geschorst voor zijn rode kaart tegen Feyenoord een dag eerder.
- Op 11 oktober maakte Vitesse bekend dat Oussama Tannane zou aansluiten bij de selectie van Vitesse Onder 21 vanwege de gebrouilleerde relatie met Thomas Letsch.
- Op 12 oktober presenteerde Vitesse de jaarcijfers en het jaarverslag over het seizoen 2020-2021; het netto resultaat was 6,8 miljoen euro negatief.[25]
- Op 13 oktober werd Million Manhoef aan zijn knie geopereerd en zou daardoor een aantal weken niet inzetbaar zijn.
- Op 17 oktober won Vitesse de Gelderse derby uit tegen N.E.C. met 0–1. Het doelpunt werd gemaakt door Frederiksen. Na het laatste fluitsignaal stortte een deel van de tribune van het uitvak in.[26]
- Op 21 oktober speelde Vitesse de derde groepswedstrijd in de Europa Conference League. Thuis tegen Tottenham Hotspur werd met 1–0 gewonnen in een uitverkocht GelreDome, het doelpunt werd gemaakt door Wittek.
- Op 24 oktober verloor Vitesse thuis van Go Ahead Eagles met 1–2. Het Vitesse-doelpunt werd gemaakt door Openda.
- Op 26, 27 en 28 oktober vond de eerste ronde van de KNVB beker plaats. Vitesse sloeg deze ronde als Europees spelende ploeg over.
- Op 30 oktober won Vitesse uit van sc Heerenveen met 1–2. Beide Vitesse-doelpunten werden gemaakt door Openda. Later op de avond lootte Vitesse een bekerduel tegen Sparta Rotterdam in de tweede ronde.

### November
- Op 2 november maakte Vitesse bekend dat doelman Eric Verstappen een contract tot het einde van het seizoen heeft gekregen, met een optie voor een extra seizoen.[27]
- Op 4 november speelde Vitesse de vierde groepswedstrijd in de Europa Conference League waarbij 1.503 Vitesse-supporters zijn meegereisd naar Londen. Uit tegen Tottenham Hotspur werd met 3–2 verloren, waarbij de Vitesse-doelpunten werden gemaakt door Rasmussen en Bero.
- Op 7 november won Vitesse thuis van FC Utrecht met 2–1. De Vitesse-doelpunten werden gemaakt door Frederiksen en Bazoer.
- Op 9 november speelde Vitesse een oefenwedstrijd tegen De Graafschap met 1–1 gelijk. Het Vitesse-doelpunt werd gemaakt door Manhoef.
- Op 18 november maakte VItesse bekend dat het contract van Matúš Bero is verlengd tot medio 2023, met optie voor een extra seizoen.[28] Ook werd deze dag bekend dat assistent-trainer Dick Schreuder vertrekt om hoofdtrainer te worden bij PEC Zwolle.[29]
- Op 20 november verloor Vitesse uit van PSV met 2–0. Door nieuwe nationale coronamaatregelen was er vanaf deze speelronde geen publiek meer toegestaan.
- Op 25 november speelde Vitesse de vijfde groepswedstrijd in de Europa Conference League uit tegen Stade Rennais met 3–3 gelijk. De Vitesse-doelpunten werden gemaakt door Huisman, Buitink en Openda. De ticketverkoop voor het uitvak werd voortijdig stilgelegd, door beperkingen was het uitvak met 580 Vitesse-supporters uitverkocht.[30]
- Op 28 november speelde Vitesse thuis tegen AZ met 0–0 gelijk.

### December
- Op 4 december won Vitesse uit van SC Cambuur met 1–6. De Vitesse-doelpunten werden gemaakt door Tronstad (2x), Openda (2x), Buitink en Frederiksen.
- Op 9 december speelde Vitesse de zesde groepswedstrijd in de Europa Conference League, thuis tegen NŠ Mura werd met 3–1 gewonnen. De Vitesse-doelpunten werden gemaakt door Buitink, Openda en Huisman. Vitesse behaalde hiermee een totaal van tien punten in de groepsfase, maar is deze dag nog niet zeker of het Europees voetbal na de winterstop een voortzetting krijgt; de wedstrijd tussen Tottenham Hotspur en Stade Rennais werd namelijk niet gespeeld.
- Op 10 december werd bekendgemaakt dat technisch directeur Johannes Spors vertrekt naar Genoa CFC.[31]
- Op 11 december werd bekendgemaakt dat de Europa Conference League wedstrijd tussen Tottenham Hotspur en Stade Rennais niet ingehaald gaat worden; er is geen geschikte datum gevonden.[32] Vitesse heeft echter nog geen bevestiging van Europese overwintering.
- Op 12 december won Vitesse thuis van Heracles Almelo met 2–1. De Vitesse-doelpunten werden gemaakt door Openda (2x).
- Op 13 december vond de loting voor de tussenronde van de Europa Conference League plaats. De nummer twee van Groep G, Vitesse of Tottenham Hotspur, werd hierbij gekoppeld aan Rapid Wien als tegenstander.
- Op 15 december won Vitesse thuis van Sparta Rotterdam met 2–1 in de tweede ronde van de KNVB beker. De Vitesse-doelpunten werden gemaakt door Frederiksen (2x).
- Op 18 december speelde Vitesse uit tegen Sparta Rotterdam met 2–2 gelijk. De Vitesse-doelpunten werden gemaakt door Frederiksen (2x).
- Op 20 december kwam de UEFA met duidelijkheid: Vitesse eindigt als tweede in Groep G en plaatst zich dus voor de tussenronde van de Europa Conference League.[33]
- Op 21 december won Vitesse thuis van PEC Zwolle met 1–0 door een doelpunt van Openda.

### Januari
- Vanaf 2 januari had Vitesse een trainingskamp in Alcantarilha (Portugal). Deze dag maakte Vitesse ook bekend dat de huurovereenkomst met Julian von Moos per direct is beëindigd.[34]
- Op 3 januari maakte Vitesse bekend dat Oussama Darfalou tot het einde van het seizoen wordt verhuurd aan PEC Zwolle; daarna loopt het contract van Darfalou bij Vitesse af.[35]
- Op 6 januari werd het trainingskamp voortijdig afgebroken vanwege enkele positieve corona-testen.
- Op 7 januari maakte Vitesse bekend dat het contract van Oussama Tannane per direct is ontbonden.[36] Tannane was al enkele maanden uit de selectie gezet.
- Op 8 januari zou Vitesse tijdens het trainingskamp een oefenwedstrijd tegen Servette FC spelen.
- Op 11 januari maakte Vitesse bekend dat aanvaller Adrian Grbić tot het einde van het seizoen gehuurd wordt van FC Lorient.[37]
- Op 12 januari werd bekendgemaakt dat hoofdsponsor eToro tot (minimaal) medio 2023 aan Vitesse verbonden zal blijven.[38] Daarnaast werd het contract van Gyan de Regt verlengd tot 2025.[39]
- Op 14 januari maakte Vitesse bekend dat Nicky Hofs (weer) assistent-trainer wordt van het eerste elftal.[40]
- Op 15 januari won Vitesse uit met 0–1 van Feyenoord door een doelpunt van Openda. De wedstrijd was het debuut van Adrian Grbić.
- Op 18 januari won Vitesse thuis met 2–0 van DVS '33 Ermelo in de achtste finale van de KNVB beker. De doelpunten werden gemaakt door Huisman en Openda. De wedstrijd was het debuut van Gyan de Regt.
- Op 21 januari werd bekendgemaakt dat Vitesse definitief geen supporters zou mogen meenemen naar de Europese uitwedstrijd tegen Rapid Wien.[41]
- Op 22 januari verloor Vitesse thuis met 1–3 van FC Groningen. Het Vitesse-doelpunt werd gemaakt door Oroz. Openda kreeg een rode kaart in de 35e minuut.
- Op 27 januari verloor Vitesse een oefenwedstrijd uit tegen Feyenoord met 6–2. De Vitesse-doelpunten werden gemaakt door Frederiksen en Grbić.
- Op 28 januari werd na beroep duidelijk dat Openda twee duels (plus één voorwaardelijk) geschorst wordt als gevolg van zijn rode kaart tegen FC Groningen.[42]

### Februari
- Op 5 februari verloor Vitesse uit tegen FC Twente met 3–0. Rasmussen kreeg een rode kaart in de 45e minuut.
- Op 7 februari werd bekendgemaakt dat Rasmussen één duel schorsing kreeg als gevolg van zijn rode kaart tegen FC Twente.
- Op 9 februari verloor Vitesse de uitwedstrijd tegen Ajax in de kwartfinale van de KNVB beker met 5–0.
- Op 12 februari verloor Vitesse thuis tegen PSV met 0–5.
- Op 15 februari werd bekendgemaakt dat Benjamin Schmedes is aangesteld als nieuwe technisch directeur, tot medio 2024.[43]
- Op 17 februari verloor Vitesse uit tegen Rapid Wien met 2–1, in de eerste wedstrijd van de tussenronde van de Europa Conference League. Het Vitesse-doelpunt werd gemaakt door Openda. Er was geen uitpubliek toegestaan door een straf van de UEFA.
- Vanaf 18 mogen stadions weer voor de volledige capaciteit gebruikt worden en is ook uitpubliek weer welkom, als gevolg van versoepelingen van coronamaatregelen.
- Op 20 februari speelde Vitesse uit tegen FC Utrecht met 1–1 gelijk. Het Vitesse-doelpunt werd gemaakt door Doekhi; Grbić kreeg een rode kaart in de 66e minuut.
- Op 24 februari won Vitesse thuis van Rapid Wien met 2–0 in de tweede wedstrijd van de tussenronde van de Europa Conference League; Vitesse plaatste zich hiermee voor de achtste finale. De doelpunten werden gemaakt door Grbić en Bero. Op dezelfde dag kreeg Grbić een schorsing van twee duels opgelegd voor zijn rode kaart tegen FC Utrecht.[44]
- Op 25 februari lootte Vitesse een tweeluik tegen AS Roma voor de achtste finale van de Europa Conference League.
- Op 27 februari won Vitesse de derby thuis tegen N.E.C. met 4–1. De Vitesse-doelpunten werden gemaakt door Oroz (2x), Doekhi en Buitink. Ondanks de versoepelde coronamaatregelen was er geen uitpubliek welkom.[45]

### Maart
- Op 4 maart speelde Vitesse thuis tegen Sparta Rotterdam. In de 92e minuut werd de wedstrijd gestaakt bij een 0–1 stand, nadat de doelman van Sparta was geraakt vanuit het publiek. De resterende blessuretijd werd uiteindelijk gespeeld op 19 april.
- Op 8 maart maakte de KNVB bekend dat de resterende (blessure)tijd van "ruim zes minuten" van het thuisduel tegen Sparta Rotterdam alsnog zal worden uitgespeeld, op een nader te bepalen datum.
- Op 9 maart maakte Vitesse bekend dat het contract met Hilary Gong per direct is ontbonden.[46]
- Op 10 maart verloor Vitesse thuis met 0–1 van AS Roma in de eerste wedstrijd van de achtste finale van de Europa Conference League.
- Op 11 maart maakte Vitesse bekend dat eigenaar Valeriy Oyf zijn aandelen B.V. Vitesse gaat verkopen; tevens treedt hij per direct terug uit de Raad van Commissarissen.[47]
- Op 13 maart speelde Vitesse uit tegen Heracles Almelo met 0–0 gelijk.
- Op 17 maart speelde Vitesse uit tegen AS Roma met 1–1 gelijk in de tweede wedstrijd van de achtste finale van de Europa Conference League; met dit resultaat is Vitesse uitgeschakeld. Het Vitesse-doelpunt werd gemaakt door Wittek.
- Op 20 maart verloor Vitesse thuis van RKC Waalwijk met 1–2. Het Vitesse-doelpunt werd gemaakt door Openda.

### April
- Op 2 april verloor Vitesse uit met 3–1 van AZ. Het Vitesse-doelpunt werd gemaakt door Tronstad en de wedstrijd was het debuut van Simon van Duivenbooden.
- Op 4 april maakte Vitesse bekend dat Yann Gboho een liesoperatie moest ondergaan en hierdoor zeker enkele weken niet inzetbaar zou zijn.[48]
- Op 10 april won Vitesse thuis met 1–0 van SC Cambuur door een doelpunt van Openda.
- Op 11 april maakte Vitesse bekend dat Jeroen Houwen en Maximilian Wittek een operatie moesten ondergaan en hierdoor zeker enkele weken niet inzetbaar zouden zijn.[49]
- Op 19 april speelde Vitesse thuis het restant van de wedstrijd tegen Sparta Rotterdam van 4 maart uit. In de 6 minuten en 14 seconden werd niet meer gescoord, Vitesse verloor dus met 0–1.
- Op 24 april verloor Vitesse uit van Willem II met 1–0. De wedstrijd was het debuut van Miliano Jonathans.
- Op 28 april kreeg Vitesse twee boetes opgelegd door de KNVB vanwege "wanordelijkheden door aanhang van Vitesse" bij competitiewedstrijden tegen FC Utrecht (uit) en Sparta (thuis).[50]

### Mei
- Op 1 mei won Vitesse uit bij Go Ahead Eagles met 1–2, waarbij beide Vitesse-doelpunten werden gemaakt door Openda. Met dit resultaat is Vitesse zeker van de Play-offs om Europees voetbal.
- Op 8 mei verloor Vitesse thuis met 1–2 van sc Heerenveen. Het Vitesse-doelpunt werd gemaakt door Bero.
- Op 11 mei won Vitesse uit van Fortuna Sittard met 1–2. De Vitesse-doelpunten werden gemaakt door Manhoef en Openda.
- Op 12 mei maakte Vitesse bekend dat BetCity met ingang van het komende seizoen sponsor op de rug van het spelersshirt wordt en daarmee Prins Petfoods vervangt.[51]
- Op 14 mei bestond Vitesse 130 jaar. Het thuis-tenue van het komende seizoen werd gepresenteerd, met verschillende details geïnspireerd op de historie en het jubileum van de club.[52]
- Op 15 mei speelde Vitesse thuis tegen Ajax met 2–2 gelijk waarbij beide Vitesse-doelpunten werden gemaakt door Openda. Met dit resultaat eindigde Vitesse het seizoen op de zesde plaats.
- Op 19 mei verloor Vitesse de eerste wedstrijd in de halve finale van Play-offs om Europees voetbal, uit tegen FC Utrecht werd het 3–1. Het Vitesse-doelpunt werd gemaakt door Vroegh. Vitesse kon 'slechts' 362 supporters meenemen naar Utrecht door combi-verplichting en beperkte beschikbaarheid van bussen.[53]
- Op 22 mei won Vitesse de return in de halve finale van Play-offs om Europees voetbal, thuis tegen FC Utrecht werd het 3–0 na verlenging door doelpunten van Manhoef, Tronstad en Frederiksen. Met dit resultaat plaatste Vitesse zich voor de finale van de Play-offs. De wedstrijd was het debuut van Marcus Steffen.
- Op 26 mei won Vitesse de eerste wedstrijd in de finale van Play-offs om Europees voetbal, thuis tegen AZ werd het 2–1. De Vitesse-doelpunten werden gemaakt door Buitink en Openda.
- Op 29 mei verloor Vitesse de return in de finale van Play-offs om Europees voetbal, uit tegen AZ werd het 6–1 met Vitesse-doelpunt van Bazoer. Vitesse plaatste zich hierdoor niet voor Europees voetbal.

## Tenue
- Op 27 juli presenteerde Vitesse het nieuwe thuistenue met de nieuwe hoofdsponsor eToro.[20] Er is een verbintenis van één seizoen aangegaan met de nieuwe sponsor.
- Op 4 augustus presenteerde Vitesse het nieuwe uittenue.[22]
- In de 'Nummer 4-thuiswedstrijd' tegen FC Utrecht op 7 november staat het logo van "Support Casper" op het shirt in plaats van eToro.[54]

| Thuis |  | Uit |

## Clubstatistieken seizoen 2021/22

### Eindstand in Nederlandse Eredivisie
| Stand | Gespeeld | Gewonnen | Gelijk | Verloren | Punten | Doelpunten voor | Doelpunten tegen | Gele kaarten | Twee gele kaarten | Rode kaarten |
| ----- | -------- | -------- | ------ | -------- | ------ | --------------- | ---------------- | ------------ | ----------------- | ------------ |
| 6     | 34       | 15       | 6      | 13       | 51     | 42              | 51               | 69           | 2                 | 6            |

### Stand, punten en doelpunten per speelronde
Winst
Gelijk
Verlies
| Speelronde              | 01            | 02            | 03            | 04            | 05            | 06            | 07            | 08            | 09            | 10            | 11            | 12            | 13            | 14            | 15            | 16            | 17            | 18            | 19            | 20            | 21            | 22            | 23            | 24            | 25            | 26            | 27            | 28            | 29            | 30            | 31            | 32            | 33            | 34            |
| ----------------------- | ------------- | ------------- | ------------- | ------------- | ------------- | ------------- | ------------- | ------------- | ------------- | ------------- | ------------- | ------------- | ------------- | ------------- | ------------- | ------------- | ------------- | ------------- | ------------- | ------------- | ------------- | ------------- | ------------- | ------------- | ------------- | ------------- | ------------- | ------------- | ------------- | ------------- | ------------- | ------------- | ------------- | ------------- |
| Trainer                 | Thomas Letsch | Thomas Letsch | Thomas Letsch | Thomas Letsch | Thomas Letsch | Thomas Letsch | Thomas Letsch | Thomas Letsch | Thomas Letsch | Thomas Letsch | Thomas Letsch | Thomas Letsch | Thomas Letsch | Thomas Letsch | Thomas Letsch | Thomas Letsch | Thomas Letsch | Thomas Letsch | Thomas Letsch | Thomas Letsch | Thomas Letsch | Thomas Letsch | Thomas Letsch | Thomas Letsch | Thomas Letsch | Thomas Letsch | Thomas Letsch | Thomas Letsch | Thomas Letsch | Thomas Letsch | Thomas Letsch | Thomas Letsch | Thomas Letsch | Thomas Letsch |
| Punten per speelronde   | 3             | 0             | 0             | 3             | 0             | 3             | 1             | 3             | 3             | 0             | 3             | 3             | 0             | 1             | 3             | 3             | 1             | 3             | 3             | 0             | 0             | 0             | 1             | 3             | 0             | 1             | 0             | 0             | 3             | 0             | 3             | 0             | 3             | 1             |
| Punten na speelronde    | 3             | 3             | 3             | 6             | 6             | 9             | 10            | 13            | 16            | 16            | 19            | 22            | 22            | 23            | 26            | 29            | 30            | 33            | 36            | 36            | 36            | 36            | 37            | 40            | 40            | 41            | 41            | 41            | 44            | 44            | 47            | 47            | 50            | 51            |
| Stand na speelronde     | 9             | 11            | 14            | 10            | 12            | 9             | 9             | 8             | 6             | 6             | 5             | 5             | 5             | 6             | 5             | 4             | 5             | 4             | 4             | 6             | 6             | 6             | 6             | 6             | 7             | 6             | 6             | 7             | 6             | 6             | 6             | 6             | 6             | 6             |
| Goals per speelronde    | 1             | 0             | 0             | 2             | 1             | 1             | 1             | 2             | 1             | 1             | 2             | 2             | 0             | 0             | 6             | 2             | 2             | 1             | 1             | 1             | 0             | 0             | 1             | 4             | 0             | 0             | 1             | 1             | 1             | 0             | 2             | 1             | 2             | 2             |
| Goals na speelronde     | 1             | 1             | 1             | 3             | 4             | 5             | 6             | 8             | 9             | 10            | 12            | 14            | 14            | 14            | 20            | 22            | 24            | 25            | 26            | 27            | 27            | 27            | 28            | 32            | 32            | 32            | 33            | 34            | 35            | 35            | 37            | 38            | 40            | 42            |
| Doelsaldo na speelronde | +1            | −2            | −7            | −6            | −9            | −8            | −8            | −7            | −6            | −7            | −6            | −5            | −7            | −7            | −2            | −1            | −1            | 0             | +1            | −1            | −4            | −9            | −9            | −6            | −7            | −7            | −8            | −10           | −9            | −10           | −9            | −10           | −9            | −9            |

| (Eind)stand | Kwalificatie voor                                                          |
| ----------- | -------------------------------------------------------------------------- |
| 1           | Kampioen, groepsfase Champions League                                      |
| 2           | Derde voorronde (niet kampioenen) Champions League                         |
| 3           | Derde voorronde (niet kampioenen) Europa Conference League                 |
| 4 t/m 7     | Play-offs voor tweede voorronde (niet kampioenen) Europa Conference League |
|             | Bekerwinnaar: play-offronde Europa League                                  |
| 8 t/m 15    | –                                                                          |
| 16          | Play-offs tegen degradatie naar de Eerste divisie                          |
| 17 & 18     | Degradatie naar de Eerste divisie                                          |

### Toeschouwersaantallen
| Tegenstander              | AJA    | AZ  | CAM    | FEY    | FOR    | GAE    | GRO | HEE    | HER | NEC    | PEC   | PSV     | RKC    | SPA   | TWE    | UTR    | WIL         | Totaal (Gem.)    |
| ------------------------- | ------ | --- | ------ | ------ | ------ | ------ | --- | ------ | --- | ------ | ----- | ------- | ------ | ----- | ------ | ------ | ----------- | ---------------- |
| Vitesse thuis (GelreDome) | 18.920 | -*2 | 14.970 | 14.238 | 11.631 | 12.783 | -*2 | 14.710 | -*2 | 13.877 | -*2   | 9.177*2 | 13.625 | 9.771 | 13.808 | 15.867 | 11.329      | 174.706 (13.439) |
| Vitesse uit               | 485    | 245 | -*2    | -*2    | 118    | 400*1  | 63  | 218    | -*3 | 500*1  | 350*1 | -*2     | 365    | -*2   | -*2    | 367    | ? (24 apr.) | 3.111 (311)      |

*1; Uitverkocht

*2; Coronamaatregelen

*3; Restricties i.v.m. veiligheid stadion

### Topscorers
| Nr.    | Naam                      | Goal |
| ------ | ------------------------- | ---- |
| 1      | Loïs Openda               | 18   |
| 2      | Nikolai Baden Frederiksen | 7    |
| 3      | Danilho Doekhi            | 3    |
| 3      | Alois Oroz                | 3    |
| 3      | Sondre Tronstad           | 3    |
| 6      | Thomas Buitink            | 2    |
| 6      | Yann Gboho                | 2    |
| 8      | Riechedly Bazoer          | 1    |
| 8      | Matúš Bero                | 1    |
| 8      | Oussama Darfalou          | 1    |
| 8      | Million Manhoef           | 1    |
| Totaal | Totaal                    | 42   |

| Nr.    | Naam                      | Goal |
| ------ | ------------------------- | ---- |
| 1      | Nikolai Baden Frederiksen | 1    |
| 1      | Riechedly Bazoer          | 1    |
| 1      | Thomas Buitink            | 1    |
| 1      | Million Manhoef           | 1    |
| 1      | Loïs Openda               | 1    |
| 1      | Sondre Tronstad           | 1    |
| 1      | Patrick Vroegh            | 1    |
| Totaal | Totaal                    | 7    |

| Nr.    | Naam                      | Goal |
| ------ | ------------------------- | ---- |
| 1      | Nikolai Baden Frederiksen | 2    |
| 2      | Daan Huisman              | 1    |
| 2      | Loïs Openda               | 1    |
| Totaal | Totaal                    | 4    |

| Nr.    | Naam                      | Goal |
| ------ | ------------------------- | ---- |
| 1      | Maximilian Wittek         | 5    |
| 2      | Matúš Bero                | 4    |
| 2      | Loïs Openda               | 4    |
| 4      | Thomas Buitink            | 2    |
| 4      | Daan Huisman              | 2    |
| 6      | Eli Dasa                  | 1    |
| 6      | Danilho Doekhi            | 1    |
| 6      | Nikolai Baden Frederiksen | 1    |
| 6      | Yann Gboho                | 1    |
| 6      | Adrian Grbić              | 1    |
| 6      | Jacob Rasmussen           | 1    |
| 6      | Oussama Tannane           | 1    |
| 6      | Sondre Tronstad           | 1    |
| Totaal | Totaal                    | 25   |

| Nr.    | Naam                      | Goal |
| ------ | ------------------------- | ---- |
| 1      | Loïs Openda               | 24   |
| 2      | Nikolai Baden Frederiksen | 11   |
| 3      | Matúš Bero                | 5    |
| 3      | Thomas Buitink            | 5    |
| 3      | Sondre Tronstad           | 5    |
| 3      | Maximilian Wittek         | 5    |
| 7      | Danilho Doekhi            | 4    |
| 8      | Yann Gboho                | 3    |
| 8      | Daan Huisman              | 3    |
| 8      | Alois Oroz                | 3    |
| 11     | Riechedly Bazoer          | 2    |
| 11     | Million Manhoef           | 2    |
| 13     | Oussama Darfalou          | 1    |
| 13     | Eli Dasa                  | 1    |
| 13     | Adrian Grbić              | 1    |
| 13     | Jacob Rasmussen           | 1    |
| 13     | Oussama Tannane           | 1    |
| 13     | Patrick Vroegh            | 1    |
| Totaal | Totaal                    | 78   |

## Selectie in het seizoen 2021/22
Tot de selectie 2021/22 worden alle spelers gerekend die gedurende (een deel van) het seizoen tot de selectie van het eerste elftal hebben behoord volgens de Vitesse-website, dus ook als ze bijvoorbeeld geen wedstrijd gespeeld hebben of tijdens het seizoen zijn vertrokken naar een andere club. De spelers van de Vitesse Voetbal Academie worden hier ook tot de selectie gerekend, als ze bij minimaal één officiële wedstrijd van het eerste elftal tot de wedstrijdselectie behoorden.

### Selectie
| Nr.             | Nat.                                                      | Naam                      | Contract        | Geboortedatum     | Seizoen         | Vorige club                       | Debuut Vitesse    |
| Doelverdediging | Doelverdediging                                           | Doelverdediging           | Doelverdediging | Doelverdediging   | Doelverdediging | Doelverdediging                   | Doelverdediging   |
| --------------- | --------------------------------------------------------- | ------------------------- | --------------- | ----------------- | --------------- | --------------------------------- | ----------------- |
| 49              | Vlag van Nederland                                        | Job Froeling*1            | ?               | 15 april 2002     | 2e              | Vitesse Voetbal Academie          | –                 |
| 48              | Vlag van Nederland                                        | Nigel van Haveren*1       | ?               | 14 augustus 2003  | 1e              | Vitesse Voetbal Academie          | –                 |
| 24              | Vlag van Nederland                                        | Jeroen Houwen             | 2023            | 18 februari 1996  | 9e              | Go Ahead Eagles (verhuur Vitesse) | 19 november 2017  |
| 33              | Vlag van Nederland                                        | Daan Reiziger             | 2024            | 18 juni 2001      | 1e              | Ajax                              | –                 |
| 01              | Vlag van Duitsland                                        | Markus Schubert           | 2024            | 12 juli 1998      | 1e              | FC Schalke 04                     | 5 augustus 2021   |
| 23              | Vlag van Nederland                                        | Eric Verstappen           | 2022            | 19 mei 1994       | 1e              | FC Würzburger Kickers             | –                 |
| Verdediging     |                                                           |                           |                 |                   |                 |                                   |                   |
| 10              | Vlag van Nederland                                        | Riechedly Bazoer          | 2022            | 12 oktober 1996   | 3e              | VfL Wolfsburg                     | 3 augustus 2019   |
| 39              | Vlag van Nederland                                        | Enzo Cornelisse           | 2024            | 1 januari 2003    | 2e              | Vitesse Voetbal Academie          | 3 oktober 2020    |
| 02              | Vlag van Israël                                           | Eli Dasa                  | 2022            | 3 december 1992   | 3e              | Maccabi Tel Aviv FC               | 29 september 2019 |
| 03              | Vlag van Nederland                                        | Danilho Doekhi            | 2022            | 30 juni 1998      | 4e              | AFC Ajax                          | 26 september 2018 |
| 18              | Vlag van Tsjechië                                         | Tomáš Hájek               | 2023            | 1 december 1991   | 3e              | FC Viktoria Pilsen                | 29 oktober 2019   |
| 42              | Vlag van Nederland                                        | Million Manhoef           | 2023            | 3 januari 2002    | 2e              | Vitesse Voetbal Academie          | 26 september 2020 |
| 16              | Vlag van Kroatië                                          | Dominik Oroz              | 2023            | 29 oktober 2000   | 2e              | FC Liefering                      | 12 januari 2021   |
| 06              | Vlag van Denemarken                                       | Jacob Rasmussen           | 2022 (huur)     | 28 mei 1997       | 2e              | ACF Fiorentina                    | 13 september 2020 |
| 55              | Vlag van Nederland                                        | Marcus Steffen*1          | ?               | 1 februari 2003   | 1e              | Vitesse Voetbal Academie          | 22 mei 2022       |
| 32              | Vlag van Duitsland                                        | Maximilian Wittek         | 2024            | 21 augustus 1995  | 2e              | SpVgg Greuther Fürth              | 13 september 2020 |
| 27              | Vlag van Frankrijk · Vlag van Ivoorkust                   | Romaric Yapi              | 2024            | 13 juli 2000      | 1e              | Brighton & Hove Albion FC         | 15 augustus 2021  |
| 52              | Vlag van Nederland                                        | Giovanni van Zwam*1       | 2024            | 2 januari 2004    | 2e              | Vitesse Voetbal Academie          | –                 |
| Middenveld      |                                                           |                           |                 |                   |                 |                                   |                   |
| 21              | Vlag van Slowakije                                        | Matúš Bero                | 2023            | 6 september 1995  | 4e              | Trabzonspor                       | 26 juli 2018      |
| 22              | Vlag van Kosovo · Vlag van Zwitserland · Vlag van Kroatië | Toni Domgjoni             | 2024            | 4 september 1998  | 1e              | FC Zürich                         | 12 augustus 2021  |
| 20              | Vlag van Frankrijk · Vlag van Ivoorkust                   | Yann Gboho                | 2022 (huur)     | 14 januari 2001   | 1e              | Stade Rennais                     | 5 augustus 2021   |
| 44              | Vlag van Nederland · Vlag van El Salvador                 | Enrico Hernández          | 2024            | 23 februari 2001  | 2e              | FC Eindhoven (verhuur Vitesse)    | 17 december 2020  |
| 40              | Vlag van Nederland                                        | Daan Huisman              | 2023            | 26 juli 2002      | 2e              | Vitesse Voetbal Academie          | 19 september 2020 |
| 08              | Vlag van Noorwegen                                        | Sondre Tronstad           | 2023            | 26 augustus 1995  | 3e              | FK Haugesund                      | 1 februari 2020   |
| 36              | Vlag van Nederland                                        | Patrick Vroegh            | 2023            | 29 november 1999  | 3e              | Vitesse Voetbal Academie          | 19 oktober 2019   |
| Aanval          |                                                           |                           |                 |                   |                 |                                   |                   |
| 29              | Vlag van Nederland                                        | Thomas Buitink            | 2023            | 14 juni 2000      | 5e              | PEC Zwolle (verhuur Vitesse)      | 11 februari 2018  |
| 09              | Vlag van Algerije                                         | Oussama Darfalou          | 2022            | 29 september 1993 | 4e              | VVV-Venlo (verhuur Vitesse)       | 12 augustus 2018  |
| 53              | Vlag van Nederland                                        | Simon van Duivenbooden*1  | 2023            | 11 mei 2002       | 1e              | PSV                               | 2 april 2022      |
| 11              | Vlag van Denemarken                                       | Nikolai Baden Frederiksen | 2024            | 18 mei 2000       | 1e              | Juventus FC                       | 5 augustus 2021   |
| 17              | Vlag van Nigeria                                          | Hilary Gong               | 2022            | 10 oktober 1998   | 4e              | AS Trenčín                        | 26 juli 2018      |
| 09              | Vlag van Oostenrijk · Vlag van Kroatië                    | Adrian Grbić              | 2022 (huur)     | 4 augustus 1996   | 1e              | FC Lorient                        | 15 januari 2022   |
| 50              | Vlag van Nederland                                        | Miliano Jonathans*1       | 2023            | 5 april 2004      | 1e              | Vitesse Voetbal Academie          | 24 april 2022     |
| 19              | Vlag van Zwitserland                                      | Julian von Moos           | 2022 (huur)     | 1 april 2001      | 1e              | FC Basel                          | 5 augustus 2021   |
| 07              | Vlag van België                                           | Loïs Openda               | 2022 (huur)     | 15 februari 2000  | 2e              | Club Brugge                       | 13 september 2020 |
| 54              | Vlag van Nederland                                        | Gyan de Regt*1            | 2025            | 14 augustus 2002  | 1e              | Vitesse Voetbal Academie          | 18 januari 2022   |
| 14              | Vlag van Marokko · Vlag van Nederland                     | Oussama Tannane           | 2022            | 23 maart 1994     | 3e              | AS Saint-Étienne                  | 3 augustus 2019   |

*1 Betreft een speler van de Vitesse Voetbal Academie.

### Statistieken
Legenda
| - W Wedstrijden - Doelpunten | - Gele kaarten (inclusief 2× geel) - 2× gele kaart in 1 wedstrijd - Rode kaarten (inclusief 2× geel) | - B Bankzitter, zonder speeltijd - min Speelminuten (exclusief blessuretijd) |

| Naam                      | Eredivisie      | Eredivisie      | Eredivisie      | Eredivisie      | Eredivisie      | Eredivisie      | Eredivisie      |                 | Play-offs       | Play-offs       | Play-offs       | Play-offs       | Play-offs       | Play-offs       | Play-offs       |                 | KNVB beker      | KNVB beker      | KNVB beker      | KNVB beker      | KNVB beker      | KNVB beker      | KNVB beker      |                          | Europa Conference League | Europa Conference League | Europa Conference League | Europa Conference League | Europa Conference League | Europa Conference League | Europa Conference League |                 | Totaal          | Totaal          | Totaal          | Totaal          | Totaal          | Totaal          | Totaal          |                 |                 |                 |                 |                 |                 |                 |                 |
| Naam                      | W               |                 |                 |                 |                 | B               | min             |                 | W               |                 |                 |                 |                 | B               | min             |                 | W               |                 |                 |                 |                 | B               | min             |                          | W                        |                          |                          |                          |                          | B                        | min                      |                 | W               |                 |                 |                 |                 | B               | min             |                 |                 |                 |                 |                 |                 |                 |                 |
| Doelverdediging           | Doelverdediging | Doelverdediging | Doelverdediging | Doelverdediging | Doelverdediging | Doelverdediging | Doelverdediging | Doelverdediging | Doelverdediging | Doelverdediging | Doelverdediging | Doelverdediging | Doelverdediging | Doelverdediging | Doelverdediging | Doelverdediging | Doelverdediging | Doelverdediging | Doelverdediging | Doelverdediging | Doelverdediging | Doelverdediging | Doelverdediging | Doelverdediging          | Doelverdediging          | Doelverdediging          | Doelverdediging          | Doelverdediging          | Doelverdediging          | Doelverdediging          | Doelverdediging          | Doelverdediging | Doelverdediging | Doelverdediging | Doelverdediging | Doelverdediging | Doelverdediging | Doelverdediging | Doelverdediging | Doelverdediging | Doelverdediging | Doelverdediging | Doelverdediging | Doelverdediging | Doelverdediging | Doelverdediging | Doelverdediging |
| ------------------------- | --------------- | --------------- | --------------- | --------------- | --------------- | --------------- | --------------- | --------------- | --------------- | --------------- | --------------- | --------------- | --------------- | --------------- | --------------- | --------------- | --------------- | --------------- | --------------- | --------------- | --------------- | --------------- | --------------- | ------------------------ | ------------------------ | ------------------------ | ------------------------ | ------------------------ | ------------------------ | ------------------------ | ------------------------ | --------------- | --------------- | --------------- | --------------- | --------------- | --------------- | --------------- | --------------- | --------------- | --------------- | --------------- | --------------- | --------------- | --------------- | --------------- | --------------- |
| Job Froeling              | 0               | 0               | 0               | 0               | 0               | 0               | 0               |                 | 0               | 0               | 0               | 0               | 0               | 0               | 0               |                 | 0               | 0               | 0               | 0               | 0               | 0               | 0               |                          | 0                        | 0                        | 0                        | 0                        | 0                        | 2                        | 0                        |                 | 0               | 0               | 0               | 0               | 0               | 2               | 0               |                 |                 |                 |                 |                 |                 |                 |                 |
| Nigel van Haveren         | 0               | 0               | 0               | 0               | 0               | 11              | 0               |                 | 0               | 0               | 0               | 0               | 0               | 1               | 0               |                 | 0               | 0               | 0               | 0               | 0               | 0               | 0               |                          | 0                        | 0                        | 0                        | 0                        | 0                        | 9                        | 0                        |                 | 0               | 0               | 0               | 0               | 0               | 21              | 0               |                 |                 |                 |                 |                 |                 |                 |                 |
| Jeroen Houwen             | 15              | 0               | 0               | 0               | 0               | 15              | 1306            |                 | 4               | 0               | 1               | 0               | 0               | 0               | 390             |                 | 3               | 0               | 0               | 0               | 0               | 0               | 270             |                          | 7                        | 0                        | 0                        | 0                        | 0                        | 7                        | 544                      |                 | 29              | 0               | 1               | 0               | 0               | 22              | 2510            |                 |                 |                 |                 |                 |                 |                 |                 |
| Daan Reiziger             | 0               | 0               | 0               | 0               | 0               | 13              | 0               |                 | 0               | 0               | 0               | 0               | 0               | 2               | 0               |                 | 0               | 0               | 0               | 0               | 0               | 1               | 0               |                          | 0                        | 0                        | 0                        | 0                        | 0                        | 3                        | 0                        |                 | 0               | 0               | 0               | 0               | 0               | 19              | 0               |                 |                 |                 |                 |                 |                 |                 |                 |
| Markus Schubert           | 21              | 0               | 1               | 0               | 0               | 9               | 1754            |                 | 0               | 0               | 0               | 0               | 0               | 3               | 0               |                 | 0               | 0               | 0               | 0               | 0               | 3               | 0               |                          | 8                        | 0                        | 2                        | 0                        | 1                        | 4                        | 714                      |                 | 29              | 0               | 3               | 0               | 1               | 19              | 2468            |                 |                 |                 |                 |                 |                 |                 |                 |
| Eric Verstappen           | 0               | 0               | 0               | 0               | 0               | 16              | 0               |                 | 0               | 0               | 0               | 0               | 0               | 3               | 0               |                 | 0               | 0               | 0               | 0               | 0               | 2               | 0               |                          | 0                        | 0                        | 0                        | 0                        | 0                        | 1                        | 0                        |                 | 0               | 0               | 0               | 0               | 0               | 22              | 0               |                 |                 |                 |                 |                 |                 |                 |                 |
| Verdediging               |                 |                 |                 |                 |                 |                 |                 |                 |                 |                 |                 |                 |                 |                 |                 |                 |                 |                 |                 |                 |                 |                 |                 |                          |                          |                          |                          |                          |                          |                          |                          |                 |                 |                 |                 |                 |                 |                 |                 |                 |                 |                 |                 |                 |                 |                 |                 |
| Riechedly Bazoer          | 26              | 1               | 9               | 0               | 0               | 2               | 1973            |                 | 4               | 1               | 0               | 0               | 0               | 0               | 390             |                 | 3               | 0               | 1               | 0               | 0               | 0               | 201             |                          | 12                       | 0                        | 5                        | 0                        | 0                        | 0                        | 914                      |                 | 45              | 2               | 15              | 0               | 0               | 2               | 3478            |                 |                 |                 |                 |                 |                 |                 |                 |
| Enzo Cornelisse           | 13              | 0               | 0               | 0               | 0               | 19              | 829             |                 | 2               | 0               | 0               | 0               | 0               | 1               | 102             |                 | 1               | 0               | 0               | 0               | 0               | 1               | 17              |                          | 0                        | 0                        | 0                        | 0                        | 0                        | 12                       | 0                        |                 | 16              | 0               | 0               | 0               | 0               | 33              | 948             |                 |                 |                 |                 |                 |                 |                 |                 |
| Eli Dasa                  | 31              | 0               | 1               | 0               | 0               | 0               | 2624            |                 | 2               | 0               | 0               | 0               | 0               | 0               | 209             |                 | 2               | 0               | 0               | 0               | 0               | 0               | 162             |                          | 11                       | 1                        | 2                        | 0                        | 0                        | 0                        | 937                      |                 | 46              | 1               | 3               | 0               | 0               | 0               | 3932            |                 |                 |                 |                 |                 |                 |                 |                 |
| Danilho Doekhi            | 29              | 3               | 4               | 1               | 1               | 0               | 2605            |                 | 4               | 0               | 1               | 0               | 0               | 0               | 390             |                 | 2               | 0               | 0               | 0               | 0               | 1               | 180             |                          | 11                       | 1                        | 4                        | 1                        | 1                        | 0                        | 973                      |                 | 46              | 4               | 9               | 2               | 2               | 1               | 4148            |                 |                 |                 |                 |                 |                 |                 |                 |
| Tomáš Hájek               | 22              | 0               | 1               | 0               | 0               | 10              | 903             |                 | 2               | 0               | 2               | 0               | 0               | 1               | 58              |                 | 2               | 0               | 0               | 0               | 0               | 1               | 98              |                          | 7                        | 0                        | 2                        | 0                        | 0                        | 5                        | 422                      |                 | 33              | 0               | 5               | 0               | 0               | 17              | 1481            |                 |                 |                 |                 |                 |                 |                 |                 |
| Million Manhoef           | 11              | 1               | 1               | 0               | 0               | 13              | 763             |                 | 4               | 1               | 0               | 0               | 0               | 0               | 376             |                 | 1               | 0               | 0               | 0               | 0               | 2               | 26              |                          | 4                        | 0                        | 1                        | 0                        | 0                        | 5                        | 191                      |                 | 20              | 2               | 2               | 0               | 0               | 20              | 1356            |                 |                 |                 |                 |                 |                 |                 |                 |
| Dominik Oroz              | 21              | 3               | 4               | 0               | 0               | 3               | 806             |                 | 0               | 0               | 0               | 0               | 0               | 0               | 0               |                 | 3               | 0               | 0               | 0               | 0               | 0               | 125             |                          | 11                       | 0                        | 4                        | 0                        | 0                        | 1                        | 654                      |                 | 35              | 3               | 8               | 0               | 0               | 4               | 1585            |                 |                 |                 |                 |                 |                 |                 |                 |
| Jacob Rasmussen           | 27              | 0               | 5               | 0               | 1               | 0               | 2188            |                 | 0               | 0               | 0               | 0               | 0               | 0               | 0               |                 | 2               | 0               | 0               | 0               | 0               | 0               | 180             |                          | 10                       | 1                        | 2                        | 0                        | 0                        | 0                        | 816                      |                 | 39              | 1               | 7               | 0               | 1               | 0               | 3184            |                 |                 |                 |                 |                 |                 |                 |                 |
| Marcus Steffen            | 0               | 0               | 0               | 0               | 0               | 1               | 0               |                 | 3               | 0               | 0               | 0               | 0               | 0               | 9               |                 | 0               | 0               | 0               | 0               | 0               | 0               | 0               |                          | 0                        | 0                        | 0                        | 0                        | 0                        | 0                        | 0                        |                 | 3               | 0               | 0               | 0               | 0               | 1               | 9               |                 |                 |                 |                 |                 |                 |                 |                 |
| Maximilian Wittek         | 25              | 0               | 8               | 0               | 0               | 0               | 2230            |                 | 0               | 0               | 0               | 0               | 0               | 0               | 0               |                 | 3               | 0               | 2               | 0               | 0               | 0               | 254             |                          | 14                       | 5                        | 3                        | 0                        | 0                        | 0                        | 1257                     |                 | 42              | 5               | 13              | 0               | 0               | 0               | 3741            |                 |                 |                 |                 |                 |                 |                 |                 |
| Romaric Yapi              | 11              | 0               | 0               | 0               | 0               | 19              | 288             |                 | 3               | 0               | 0               | 0               | 0               | 1               | 151             |                 | 2               | 0               | 1               | 0               | 0               | 0               | 89              |                          | 3                        | 0                        | 0                        | 0                        | 0                        | 7                        | 143                      |                 | 19              | 0               | 1               | 0               | 0               | 27              | 671             |                 |                 |                 |                 |                 |                 |                 |                 |
| Giovanni van Zwam         | 0               | 0               | 0               | 0               | 0               | 1               | 0               |                 | 0               | 0               | 0               | 0               | 0               | 3               | 0               |                 | 0               | 0               | 0               | 0               | 0               | 0               | 0               |                          | 0                        | 0                        | 0                        | 0                        | 0                        | 0                        | 0                        |                 | 0               | 0               | 0               | 0               | 0               | 4               | 0               |                 |                 |                 |                 |                 |                 |                 |                 |
| Middenveld                |                 |                 |                 |                 |                 |                 |                 |                 |                 |                 |                 |                 |                 |                 |                 |                 |                 |                 |                 |                 |                 |                 |                 |                          |                          |                          |                          |                          |                          |                          |                          |                 |                 |                 |                 |                 |                 |                 |                 |                 |                 |                 |                 |                 |                 |                 |                 |
| Matúš Bero                | 27              | 1               | 12              | 1               | 1               | 0               | 2182            |                 | 4               | 0               | 1               | 0               | 0               | 0               | 390             |                 | 2               | 0               | 1               | 0               | 0               | 0               | 180             |                          | 12                       | 4                        | 5                        | 0                        | 0                        | 0                        | 1080                     |                 | 45              | 5               | 19              | 1               | 1               | 0               | 3832            |                 |                 |                 |                 |                 |                 |                 |                 |
| Toni Domgjoni             | 19              | 0               | 1               | 0               | 0               | 15              | 1076            |                 | 4               | 0               | 1               | 0               | 0               | 0               | 208             |                 | 3               | 0               | 0               | 0               | 0               | 0               | 157             |                          | 5                        | 0                        | 0                        | 0                        | 0                        | 9                        | 350                      |                 | 31              | 0               | 2               | 0               | 0               | 24              | 1791            |                 |                 |                 |                 |                 |                 |                 |                 |
| Yann Gboho                | 17              | 2               | 0               | 0               | 0               | 9               | 964             |                 | 0               | 0               | 0               | 0               | 0               | 0               | 0               |                 | 2               | 0               | 0               | 0               | 0               | 1               | 121             |                          | 11                       | 1                        | 0                        | 0                        | 0                        | 3                        | 652                      |                 | 30              | 3               | 0               | 0               | 0               | 13              | 1737            |                 |                 |                 |                 |                 |                 |                 |                 |
| Daan Huisman              | 23              | 0               | 1               | 0               | 0               | 11              | 885             |                 | 4               | 0               | 0               | 0               | 0               | 0               | 128             |                 | 2               | 1               | 1               | 0               | 0               | 1               | 134             |                          | 5                        | 2                        | 0                        | 0                        | 0                        | 9                        | 243                      |                 | 34              | 3               | 2               | 0               | 0               | 21              | 1390            |                 |                 |                 |                 |                 |                 |                 |                 |
| Sondre Tronstad           | 32              | 3               | 5               | 0               | 0               | 0               | 2660            |                 | 4               | 1               | 2               | 0               | 0               | 0               | 383             |                 | 2               | 0               | 0               | 0               | 0               | 0               | 117             |                          | 14                       | 1                        | 3                        | 0                        | 0                        | 0                        | 1260                     |                 | 52              | 5               | 10              | 0               | 0               | 0               | 4420            |                 |                 |                 |                 |                 |                 |                 |                 |
| Patrick Vroegh            | 22              | 0               | 1               | 0               | 0               | 11              | 638             |                 | 4               | 1               | 0               | 0               | 0               | 0               | 257             |                 | 1               | 0               | 0               | 0               | 0               | 2               | 32              |                          | 5                        | 0                        | 0                        | 0                        | 0                        | 8                        | 26                       |                 | 32              | 1               | 1               | 0               | 0               | 21              | 953             |                 |                 |                 |                 |                 |                 |                 |                 |
| Aanval                    |                 |                 |                 |                 |                 |                 |                 |                 |                 |                 |                 |                 |                 |                 |                 |                 |                 |                 |                 |                 |                 |                 |                 |                          |                          |                          |                          |                          |                          |                          |                          |                 |                 |                 |                 |                 |                 |                 |                 |                 |                 |                 |                 |                 |                 |                 |                 |
| Thomas Buitink            | 28              | 2               | 7               | 0               | 1               | 2               | 1146            |                 | 4               | 1               | 1               | 0               | 0               | 0               | 272             |                 | 3               | 0               | 0               | 0               | 0               | 0               | 96              |                          | 9                        | 2                        | 4                        | 0                        | 0                        | 4                        | 219                      |                 | 44              | 5               | 12              | 0               | 1               | 6               | 1733            |                 |                 |                 |                 |                 |                 |                 |                 |
| Oussama Darfalou          | 12              | 1               | 1               | 0               | 0               | 2               | 536             |                 | 0               | 0               | 0               | 0               | 0               | 0               | 0               |                 | 0               | 0               | 0               | 0               | 0               | 0               | 0               |                          | 8                        | 0                        | 2                        | 0                        | 0                        | 0                        | 364                      |                 | 20              | 1               | 3               | 0               | 0               | 2               | 900             |                 |                 |                 |                 |                 |                 |                 |                 |
| Simon van Duivenbooden    | 2               | 0               | 0               | 0               | 0               | 1               | 22              |                 | 0               | 0               | 0               | 0               | 0               | 0               | 0               |                 | 0               | 0               | 0               | 0               | 0               | 0               | 0               |                          | 0                        | 0                        | 0                        | 0                        | 0                        | 1                        | 0                        |                 | 2               | 0               | 0               | 0               | 0               | 2               | 22              |                 |                 |                 |                 |                 |                 |                 |                 |
| Nikolai Baden Frederiksen | 24              | 7               | 2               | 0               | 0               | 4               | 1311            |                 | 3               | 1               | 2               | 1               | 1               | 0               | 126             |                 | 3               | 2               | 0               | 0               | 0               | 0               | 186             |                          | 14                       | 1                        | 0                        | 0                        | 0                        | 0                        | 714                      |                 | 44              | 11              | 4               | 1               | 1               | 4               | 2337            |                 |                 |                 |                 |                 |                 |                 |                 |
| Hilary Gong               | 2               | 0               | 0               | 0               | 0               | 5               | 60              |                 | 0               | 0               | 0               | 0               | 0               | 0               | 0               |                 | 0               | 0               | 0               | 0               | 0               | 0               | 0               |                          | 0                        | 0                        | 0                        | 0                        | 0                        | 3                        | 0                        |                 | 2               | 0               | 0               | 0               | 0               | 8               | 60              |                 |                 |                 |                 |                 |                 |                 |                 |
| Adrian Grbić              | 14              | 0               | 0               | 0               | 1               | 0               | 759             |                 | 2               | 0               | 0               | 0               | 0               | 0               | 35              |                 | 2               | 0               | 0               | 0               | 0               | 0               | 132             |                          | 4                        | 1                        | 1                        | 0                        | 0                        | 0                        | 356                      |                 | 22              | 1               | 1               | 0               | 1               | 0               | 1282            |                 |                 |                 |                 |                 |                 |                 |                 |
| Enrico Hernández          | 0               | 0               | 0               | 0               | 0               | 3               | 0               |                 | 0               | 0               | 0               | 0               | 0               | 2               | 0               |                 | 1               | 0               | 0               | 0               | 0               | 1               | 16              |                          | 0                        | 0                        | 0                        | 0                        | 0                        | 3                        | 0                        |                 | 1               | 0               | 0               | 0               | 0               | 9               | 16              |                 |                 |                 |                 |                 |                 |                 |                 |
| Miliano Jonathans         | 1               | 0               | 0               | 0               | 0               | 1               | 6               |                 | 1               | 0               | 0               | 0               | 0               | 1               | 14              |                 | 0               | 0               | 0               | 0               | 0               | 0               | 0               |                          | 0                        | 0                        | 0                        | 0                        | 0                        | 0                        | 0                        |                 | 2               | 0               | 0               | 0               | 0               | 2               | 20              |                 |                 |                 |                 |                 |                 |                 |                 |
| Julian von Moos           | 5               | 0               | 0               | 0               | 0               | 11              | 113             |                 | 0               | 0               | 0               | 0               | 0               | 0               | 0               |                 | 0               | 0               | 0               | 0               | 0               | 1               | 0               |                          | 2                        | 0                        | 1                        | 0                        | 0                        | 7                        | 40                       |                 | 7               | 0               | 1               | 0               | 0               | 19              | 153             |                 |                 |                 |                 |                 |                 |                 |                 |
| Loïs Openda               | 33              | 18              | 3               | 0               | 1               | 0               | 2660            |                 | 4               | 1               | 2               | 0               | 0               | 0               | 388             |                 | 2               | 1               | 0               | 0               | 0               | 0               | 172             |                          | 11                       | 4                        | 3                        | 0                        | 1                        | 0                        | 863                      |                 | 50              | 24              | 8               | 0               | 2               | 0               | 4083            |                 |                 |                 |                 |                 |                 |                 |                 |
| Gyan de Regt              | 1               | 0               | 0               | 0               | 0               | 6               | 37              |                 | 1               | 0               | 0               | 0               | 0               | 2               | 14              |                 | 2               | 0               | 0               | 0               | 0               | 1               | 25              |                          | 0                        | 0                        | 0                        | 0                        | 0                        | 3                        | 0                        |                 | 4               | 0               | 0               | 0               | 0               | 12              | 76              |                 |                 |                 |                 |                 |                 |                 |                 |
| Oussama Tannane           | 4               | 0               | 2               | 0               | 0               | 2               | 207             |                 | 0               | 0               | 0               | 0               | 0               | 0               | 0               |                 | 0               | 0               | 0               | 0               | 0               | 0               | 0               |                          | 3                        | 1                        | 1                        | 0                        | 0                        | 1                        | 112                      |                 | 7               | 1               | 3               | 0               | 0               | 3               | 319             |                 |                 |                 |                 |                 |                 |                 |                 |
| Totaal                    | 34              | 42              | 69              | 2               | 6               | 215             | 3060            |                 | 4               | 7               | 13              | 1               | 1               | 20              | 390             |                 | 3               | 4               | 6               | 0               | 0               | 18              | 270             |                          | 14                       | 25                       | 45                       | 1                        | 3                        | 107                      | 1260                     |                 | 55              | 78              | 133             | 4               | 10              | 360             | 4980            |                 |                 |                 |                 |                 |                 |                 |                 |
|                           | W               |                 |                 |                 |                 | B               | min             |                 | W               |                 |                 |                 |                 | B               | min             |                 | W               |                 |                 |                 |                 | B               | min             |                          | W                        |                          |                          |                          |                          | B                        | min                      |                 | W               |                 |                 |                 |                 | B               | min             |                 |                 |                 |                 |                 |                 |                 |                 |
| Eredivisie                | Eredivisie      | Eredivisie      | Eredivisie      | Eredivisie      | Eredivisie      | Eredivisie      |                 | Play-offs       | Play-offs       | Play-offs       | Play-offs       | Play-offs       | Play-offs       | Play-offs       |                 | KNVB beker      | KNVB beker      | KNVB beker      | KNVB beker      | KNVB beker      | KNVB beker      | KNVB beker      |                 | Europa Conference League | Europa Conference League | Europa Conference League | Europa Conference League | Europa Conference League | Europa Conference League | Europa Conference League |                          | Totaal          | Totaal          | Totaal          | Totaal          | Totaal          | Totaal          | Totaal          |                 |                 |                 |                 |                 |                 |                 |                 |                 |

Bijgewerkt op 29 mei 2022.

### Mutaties

#### Aangetrokken in de zomer
| Speler                    | Vorige club               | Contract                            |
| ------------------------- | ------------------------- | ----------------------------------- |
| Thomas Buitink            | PEC Zwolle                | 2023 (was verhuurd)                 |
| Toni Domgjoni             | FC Zürich                 | 2024 (optie +1 seizoen)             |
| Simon van Duivenbooden    | PSV                       | 2023                                |
| Nikolai Baden Frederiksen | Juventus FC               | 2024 (optie +1 seizoen)             |
| Yann Gboho                | Stade Rennais             | 2022 (op huurbasis)                 |
| Julian von Moos           | FC Basel                  | 2022 (op huurbasis, optie tot koop) |
| Daan Reiziger             | Ajax                      | 2024                                |
| Markus Schubert           | FC Schalke 04             | 2024 (optie +1 seizoen)             |
| Romaric Yapi              | Brighton & Hove Albion FC | 2024                                |

#### Vertrokken in de zomer
| Speler           | Nieuwe club  | Mutatietype            |
| ---------------- | ------------ | ---------------------- |
| Armando Broja    | Chelsea FC   | Einde huurperiode      |
| Bilal Bayazit    | Kayserispor  | Einde contract         |
| Thomas Bruns     | Adanaspor    | Einde contract         |
| Enrico Hernández | FC Eindhoven | Verhuurd               |
| Noah Ohio        | RB Leipzig   | Huurcontract ontbonden |
| Remko Pasveer    | Ajax         | Einde contract         |
| Idrissa Touré    | Juventus FC  | Einde huurperiode      |

#### Aangetrokken in de winter
| Speler           | Vorige club  | Contract            |
| ---------------- | ------------ | ------------------- |
| Enrico Hernández | FC Eindhoven | 2024 (was verhuurd) |
| Adrian Grbić     | FC Lorient   | 2022 (op huurbasis) |

#### Vertrokken in de winter
| Speler           | Nieuwe club | Mutatietype                   |
| ---------------- | ----------- | ----------------------------- |
| Julian von Moos  | FC Basel    | Huur beëindigd                |
| Oussama Darfalou | PEC Zwolle  | Verhuurd (tot einde contract) |
| Oussama Tannane  | Göztepe SK  | Contract ontbonden            |

#### Aangetrokken buiten transferperiode
| Speler          | Vorige club           | Contract                |
| --------------- | --------------------- | ----------------------- |
| Eric Verstappen | FC Würzburger Kickers | 2022 (optie +1 seizoen) |

#### Vertrokken buiten transferperiode
| Speler      | Nieuwe club  | Mutatietype        |
| ----------- | ------------ | ------------------ |
| Hilary Gong | FK Haugesund | Contract ontbonden |

#### Contractverlenging
| Speler            | Contract oud             | Contract nieuw          |
| ----------------- | ------------------------ | ----------------------- |
| Jordi Altena      | Vitesse Voetbal Academie | 2024                    |
| Jordy de Beer     | Vitesse Voetbal Academie | 2024                    |
| Matúš Bero        | 2022                     | 2023 (optie +1 seizoen) |
| Tom Bramel        | Vitesse Voetbal Academie | 2024                    |
| Enzo Cornelisse   | 2022                     | 2024                    |
| Tomáš Hájek       | 2022                     | 2023 (optie +1 seizoen) |
| Enrico Hernández  | 2023                     | 2024                    |
| Jomairo Kogeldans | Vitesse Voetbal Academie | 2022                    |
| Loïs Openda       | 2021 (huur)              | 2022 (huur)             |
| Jacob Rasmussen   | 2021 (huur)              | 2022 (huur)             |
| Kaya Symons       | Vitesse Voetbal Academie | 2024                    |
| Stef Vullinghs    | Vitesse Voetbal Academie | 2024                    |
| Maximilian Wittek | 2023                     | 2024                    |
| Giovanni van Zwam | Vitesse Voetbal Academie | 2024                    |
| Gyan de Regt      | 2022                     | 2025                    |

## Wedstrijden

### Eredivisie
Speelronde 1:
| zondag 15 augustus 2021, 14:30 | PEC Zwolle | 0–1 (0–1) | Vitesse         | Opstelling PEC Zwolle | Opstelling Vitesse |  |
| Stadion: MAC³PARK stadion, Zwolle Toeschouwers: 9.000 Arbiter: Martens Assistenten: Brondijk Assistenten: Van Kampen 4de official: Eijgelsheim Video-assistenten: Mulder Video-assistenten: Osseweijer |            |           | 20' Frederiksen | Lamprou, De Wit, Kersten, Van Polen , Paal, Huiberts 87' ( Voet), Saymak 65' ( Reijnders), Strieder 54' ( Van den Belt), Kastaneer 65' ( Landu), Tedić, Clement RESERVEBANK: Schendelaar, Hauptmeijer, Lagsir, Pabai, Van den Berg | Schubert, Manhoef 66' ( Dasa), Oroz, Bazoer 39' ( Cornelisse), Hájek, Wittek 86' ( Yapi), Bero 31', Gboho 67' ( Buitink 72'), Tronstad, Openda, Frederiksen 67' ( Darfalou) RESERVEBANK: Houwen, Van Haveren, Von Moos, Domgjoni, Vroegh, Huisman |  |
| Stadion: MAC³PARK stadion, Zwolle Toeschouwers: 9.000 Arbiter: Martens Assistenten: Brondijk Assistenten: Van Kampen 4de official: Eijgelsheim Video-assistenten: Mulder Video-assistenten: Osseweijer |            |           |                 | Lamprou, De Wit, Kersten, Van Polen , Paal, Huiberts 87' ( Voet), Saymak 65' ( Reijnders), Strieder 54' ( Van den Belt), Kastaneer 65' ( Landu), Tedić, Clement RESERVEBANK: Schendelaar, Hauptmeijer, Lagsir, Pabai, Van den Berg | Schubert, Manhoef 66' ( Dasa), Oroz, Bazoer 39' ( Cornelisse), Hájek, Wittek 86' ( Yapi), Bero 31', Gboho 67' ( Buitink 72'), Tronstad, Openda, Frederiksen 67' ( Darfalou) RESERVEBANK: Houwen, Van Haveren, Von Moos, Domgjoni, Vroegh, Huisman |  |
| Stadion: MAC³PARK stadion, Zwolle Toeschouwers: 9.000 Arbiter: Martens Assistenten: Brondijk Assistenten: Van Kampen 4de official: Eijgelsheim Video-assistenten: Mulder Video-assistenten: Osseweijer |            |           |                 | Lamprou, De Wit, Kersten, Van Polen , Paal, Huiberts 87' ( Voet), Saymak 65' ( Reijnders), Strieder 54' ( Van den Belt), Kastaneer 65' ( Landu), Tedić, Clement RESERVEBANK: Schendelaar, Hauptmeijer, Lagsir, Pabai, Van den Berg | Schubert, Manhoef 66' ( Dasa), Oroz, Bazoer 39' ( Cornelisse), Hájek, Wittek 86' ( Yapi), Bero 31', Gboho 67' ( Buitink 72'), Tronstad, Openda, Frederiksen 67' ( Darfalou) RESERVEBANK: Houwen, Van Haveren, Von Moos, Domgjoni, Vroegh, Huisman |  |
| Bijz.: Debuut Yapi Afwezig: Doekhi, Rasmussen, Reiziger (geblesseerd) |            |           |                 | | |  |

Speelronde 2:
| zondag 22 augustus 2021, 16:45 | Vitesse | 0–3 (0–2) | Willem II                             | Opstelling Vitesse | Opstelling Willem II |  |
| Stadion: GelreDome, Arnhem Toeschouwers: 11.329 Arbiter: Lindhout Assistenten: Van de Ven Assistenten: Koopman 4de official: Timmer Video-assistenten: Martens Video-assistenten: Polman |         |           | 18' Wriedt 36' Nunnely 82' Spieringhs | Schubert, Yapi 46' ( Dasa), Oroz 24' 46' ( Frederiksen), Cornelisse, Hájek, Wittek 78', Bero 55', Domgjoni 46' ( Gboho), Tronstad 80' ( Buitink), Tannane 65' 73' ( Bazoer), Openda RESERVEBANK: Houwen, Van Haveren, Darfalou, Von Moos, Vroegh, Huisman | Wellenreuther, Owusu, Jenssen 28' 76' ( Michelis), Heerkens, Köhn, Llonch, Sağlam 70' ( Svensson), Saddiki 81' ( Zuijderwijk), Nunnely 82' ( Spieringhs), Wriedt 70' ( Kabangu 71'), Köhlert RESERVEBANK: Van den Berg, Brondeel, Ryan, Yeboah, Schippers |  |
| Stadion: GelreDome, Arnhem Toeschouwers: 11.329 Arbiter: Lindhout Assistenten: Van de Ven Assistenten: Koopman 4de official: Timmer Video-assistenten: Martens Video-assistenten: Polman |         |           |                                       | Schubert, Yapi 46' ( Dasa), Oroz 24' 46' ( Frederiksen), Cornelisse, Hájek, Wittek 78', Bero 55', Domgjoni 46' ( Gboho), Tronstad 80' ( Buitink), Tannane 65' 73' ( Bazoer), Openda RESERVEBANK: Houwen, Van Haveren, Darfalou, Von Moos, Vroegh, Huisman | Wellenreuther, Owusu, Jenssen 28' 76' ( Michelis), Heerkens, Köhn, Llonch, Sağlam 70' ( Svensson), Saddiki 81' ( Zuijderwijk), Nunnely 82' ( Spieringhs), Wriedt 70' ( Kabangu 71'), Köhlert RESERVEBANK: Van den Berg, Brondeel, Ryan, Yeboah, Schippers |  |
| Stadion: GelreDome, Arnhem Toeschouwers: 11.329 Arbiter: Lindhout Assistenten: Van de Ven Assistenten: Koopman 4de official: Timmer Video-assistenten: Martens Video-assistenten: Polman |         |           |                                       | Schubert, Yapi 46' ( Dasa), Oroz 24' 46' ( Frederiksen), Cornelisse, Hájek, Wittek 78', Bero 55', Domgjoni 46' ( Gboho), Tronstad 80' ( Buitink), Tannane 65' 73' ( Bazoer), Openda RESERVEBANK: Houwen, Van Haveren, Darfalou, Von Moos, Vroegh, Huisman | Wellenreuther, Owusu, Jenssen 28' 76' ( Michelis), Heerkens, Köhn, Llonch, Sağlam 70' ( Svensson), Saddiki 81' ( Zuijderwijk), Nunnely 82' ( Spieringhs), Wriedt 70' ( Kabangu 71'), Köhlert RESERVEBANK: Van den Berg, Brondeel, Ryan, Yeboah, Schippers |  |
| Bijz.: Aanvangstijd aangepast i.v.m. UECL-uitduel op 19 augustus Afwezig: Doekhi, Manhoef, Rasmussen (geblesseerd)                                                                       |         |           |                                       | | |  |

Speelronde 3:
| zondag 29 augustus 2021, 14:30 | Ajax                                                                | 5–0 (3–0) | Vitesse | Opstelling Ajax | Opstelling Vitesse |  |
| Stadion: Johan Cruijff ArenA, Amsterdam Toeschouwers: 36.816 Arbiter: Makkelie Assistenten: Steegstra Assistenten: De Vries 4de official: Van der Eijk Video-assistenten: Manschot Video-assistenten: De Nas | Antony 5' Álvarez 31' Gravenberch 43' Hájek 60' (e.d.) Klaassen 67' |           |         | Stekelenburg, Mazraoui 68' ( Rensch), Timber, Martínez, Blind 68' ( Tagliafico), Álvarez 84' ( Schuurs), Klaassen 75' ( Berghuis), Gravenberch, Antony 75' ( Neres), Haller, Tadić RESERVEBANK: Pasveer, Setford, Danilo, Labyad, Taylor, Jensen, Magallán | Schubert, Dasa, Oroz 85', Bazoer 41' 46' ( Gong), Hájek, Wittek, Bero , Gboho 46' ( Vroegh), Tronstad, Openda 69' ( Cornelisse), Frederiksen 46' ( Buitink) RESERVEBANK: Houwen, Van Haveren, Darfalou, Tannane, Domgjoni, Yapi, Huisman |  |
| Stadion: Johan Cruijff ArenA, Amsterdam Toeschouwers: 36.816 Arbiter: Makkelie Assistenten: Steegstra Assistenten: De Vries 4de official: Van der Eijk Video-assistenten: Manschot Video-assistenten: De Nas |                                                                     |           |         | Stekelenburg, Mazraoui 68' ( Rensch), Timber, Martínez, Blind 68' ( Tagliafico), Álvarez 84' ( Schuurs), Klaassen 75' ( Berghuis), Gravenberch, Antony 75' ( Neres), Haller, Tadić RESERVEBANK: Pasveer, Setford, Danilo, Labyad, Taylor, Jensen, Magallán | Schubert, Dasa, Oroz 85', Bazoer 41' 46' ( Gong), Hájek, Wittek, Bero , Gboho 46' ( Vroegh), Tronstad, Openda 69' ( Cornelisse), Frederiksen 46' ( Buitink) RESERVEBANK: Houwen, Van Haveren, Darfalou, Tannane, Domgjoni, Yapi, Huisman |  |
| Stadion: Johan Cruijff ArenA, Amsterdam Toeschouwers: 36.816 Arbiter: Makkelie Assistenten: Steegstra Assistenten: De Vries 4de official: Van der Eijk Video-assistenten: Manschot Video-assistenten: De Nas |                                                                     |           |         | Stekelenburg, Mazraoui 68' ( Rensch), Timber, Martínez, Blind 68' ( Tagliafico), Álvarez 84' ( Schuurs), Klaassen 75' ( Berghuis), Gravenberch, Antony 75' ( Neres), Haller, Tadić RESERVEBANK: Pasveer, Setford, Danilo, Labyad, Taylor, Jensen, Magallán | Schubert, Dasa, Oroz 85', Bazoer 41' 46' ( Gong), Hájek, Wittek, Bero , Gboho 46' ( Vroegh), Tronstad, Openda 69' ( Cornelisse), Frederiksen 46' ( Buitink) RESERVEBANK: Houwen, Van Haveren, Darfalou, Tannane, Domgjoni, Yapi, Huisman |  |
| Afwezig: Doekhi, Manhoef, Rasmussen, Reiziger (geblesseerd) |                                                                     |           |         | | |  |

Speelronde 4:
| zondag 12 september 2021, 16:45 | RKC Waalwijk | 1–2 (1–1) | Vitesse             | Opstelling RKC Waalwijk | Opstelling Vitesse |  |
| Stadion: Mandemakers Stadion, Waalwijk Arbiter: Kamphuis Assistenten: Zeinstra Assistenten: Bodde 4de official: Eijgelsheim Video-assistenten: Van der Eijk Video-assistenten: Overtoom | Bakari 27'   |           | 8' Doekhi 54' Gboho | Vaessen 89', Gaari, Meulensteen , Touba, Büttner 21', Odgaard, Azhil 71' ( Daneels), Van der Venne 50' 71' ( Bel Hassani), Anita, Bakari, Kramer 30' RESERVEBANK: Teunckens, El Maach, Adewoye, Lutonda, Stokkers, El Bouchataoui, Nieuwpoort, Van den Buijs, Augustijns, Oukili | Schubert, Dasa, Doekhi , Cornelisse, Hájek 46' ( Tannane), Wittek 77', Tronstad, Gboho 59' ( Huisman), Domgjoni 59' ( Vroegh), Openda 73' ( Frederiksen), Darfalou 90' ( Rasmussen) RESERVEBANK: Houwen, Van Haveren, Bazoer, Von Moos, Yapi, Buitink |  |
| Stadion: Mandemakers Stadion, Waalwijk Arbiter: Kamphuis Assistenten: Zeinstra Assistenten: Bodde 4de official: Eijgelsheim Video-assistenten: Van der Eijk Video-assistenten: Overtoom |              |           |                     | Vaessen 89', Gaari, Meulensteen , Touba, Büttner 21', Odgaard, Azhil 71' ( Daneels), Van der Venne 50' 71' ( Bel Hassani), Anita, Bakari, Kramer 30' RESERVEBANK: Teunckens, El Maach, Adewoye, Lutonda, Stokkers, El Bouchataoui, Nieuwpoort, Van den Buijs, Augustijns, Oukili | Schubert, Dasa, Doekhi , Cornelisse, Hájek 46' ( Tannane), Wittek 77', Tronstad, Gboho 59' ( Huisman), Domgjoni 59' ( Vroegh), Openda 73' ( Frederiksen), Darfalou 90' ( Rasmussen) RESERVEBANK: Houwen, Van Haveren, Bazoer, Von Moos, Yapi, Buitink |  |
| Stadion: Mandemakers Stadion, Waalwijk Arbiter: Kamphuis Assistenten: Zeinstra Assistenten: Bodde 4de official: Eijgelsheim Video-assistenten: Van der Eijk Video-assistenten: Overtoom |              |           |                     | Vaessen 89', Gaari, Meulensteen , Touba, Büttner 21', Odgaard, Azhil 71' ( Daneels), Van der Venne 50' 71' ( Bel Hassani), Anita, Bakari, Kramer 30' RESERVEBANK: Teunckens, El Maach, Adewoye, Lutonda, Stokkers, El Bouchataoui, Nieuwpoort, Van den Buijs, Augustijns, Oukili | Schubert, Dasa, Doekhi , Cornelisse, Hájek 46' ( Tannane), Wittek 77', Tronstad, Gboho 59' ( Huisman), Domgjoni 59' ( Vroegh), Openda 73' ( Frederiksen), Darfalou 90' ( Rasmussen) RESERVEBANK: Houwen, Van Haveren, Bazoer, Von Moos, Yapi, Buitink |  |
| Bijz.: Aanvangstijd aangepast i.v.m. Europees voetbal Afwezig: Oroz (Covid); Bero (ziek); Manhoef, Reiziger (geblesseerd)                                                               |              |           |                     | | |  |

Speelronde 5:
| zondag 19 september 2021, 16:45 | Vitesse      | 1–4 (0–2) | FC Twente                                            | Opstelling Vitesse | Opstelling FC Twente |  |
| Stadion: GelreDome, Arnhem Toeschouwers: 13.808 Arbiter: Van Boekel Assistenten: De Nas Assistenten: Weterings 4de official: Blank Video-assistenten: Dieperink Video-assistenten: Westhof | Darfalou 61' |           | 3' 56' Pröpper 45+1' (pen.) Van Wolfswinkel 60' Vlap | Schubert 45+2', Dasa, Doekhi 42', 85', Bazoer, Rasmussen 46' ( Cornelisse), Wittek 80' ( Buitink), Tannane 46' ( Gboho), Tronstad, Bero 60' ( Vroegh), Openda, Frederiksen 46' ( Darfalou) RESERVEBANK: Houwen, Van Haveren, Hájek, Von Moos, Domgjoni, Yapi, Huisman | Unnerstall, Troupée, Hilgers 80' ( Đumić), Pröpper, Sadílek 39', Zerrouki 45+2', Brama 18' 74' ( Smal), Vlap, Rots 86' ( Cleonise), Van Wolfswinkel 73' ( Ugalde), Limnios 74' ( Misidjan) RESERVEBANK: De Lange, Van der Gouw, Pleguezuelo, Ilić, Oosterwolde, Bosch, Everink |  |
| Stadion: GelreDome, Arnhem Toeschouwers: 13.808 Arbiter: Van Boekel Assistenten: De Nas Assistenten: Weterings 4de official: Blank Video-assistenten: Dieperink Video-assistenten: Westhof |              |           |                                                      | Schubert 45+2', Dasa, Doekhi 42', 85', Bazoer, Rasmussen 46' ( Cornelisse), Wittek 80' ( Buitink), Tannane 46' ( Gboho), Tronstad, Bero 60' ( Vroegh), Openda, Frederiksen 46' ( Darfalou) RESERVEBANK: Houwen, Van Haveren, Hájek, Von Moos, Domgjoni, Yapi, Huisman | Unnerstall, Troupée, Hilgers 80' ( Đumić), Pröpper, Sadílek 39', Zerrouki 45+2', Brama 18' 74' ( Smal), Vlap, Rots 86' ( Cleonise), Van Wolfswinkel 73' ( Ugalde), Limnios 74' ( Misidjan) RESERVEBANK: De Lange, Van der Gouw, Pleguezuelo, Ilić, Oosterwolde, Bosch, Everink |  |
| Stadion: GelreDome, Arnhem Toeschouwers: 13.808 Arbiter: Van Boekel Assistenten: De Nas Assistenten: Weterings 4de official: Blank Video-assistenten: Dieperink Video-assistenten: Westhof |              |           |                                                      | Schubert 45+2', Dasa, Doekhi 42', 85', Bazoer, Rasmussen 46' ( Cornelisse), Wittek 80' ( Buitink), Tannane 46' ( Gboho), Tronstad, Bero 60' ( Vroegh), Openda, Frederiksen 46' ( Darfalou) RESERVEBANK: Houwen, Van Haveren, Hájek, Von Moos, Domgjoni, Yapi, Huisman | Unnerstall, Troupée, Hilgers 80' ( Đumić), Pröpper, Sadílek 39', Zerrouki 45+2', Brama 18' 74' ( Smal), Vlap, Rots 86' ( Cleonise), Van Wolfswinkel 73' ( Ugalde), Limnios 74' ( Misidjan) RESERVEBANK: De Lange, Van der Gouw, Pleguezuelo, Ilić, Oosterwolde, Bosch, Everink |  |
| Bijz.: Aanvangstijd aangepast i.v.m. Europees voetbal Afwezig: Manhoef, Reiziger (geblesseerd); Oroz (Covid)                                                                               |              |           |                                                      | | |  |

Speelronde 6:
| woensdag 22 september 2021, 20:00 | FC Groningen | 0–1 (0–1) | Vitesse     | Opstelling FC Groningen | Opstelling Vitesse |  |
| Stadion: Euroborg, Groningen Arbiter: Lindhout Assistenten: Dobre Assistenten: Janssen 4de official: Vos Video-assistenten: Van Boekel Video-assistenten: Jansen              |              |           | 45+3' Gboho | Leeuwenburgh, Te Wierik 36', Dammers, Kasanwirjo, El Hankouri , Suslov 90+2' ( Abraham), Van Kaam 45+5', Van Hintum 90+2' ( Dankerlui), Ngonge 74' ( De Leeuw), Strand Larsen 75' ( Postema), Irandust 46' ( Šverko) RESERVEBANK: De Boer, Van der Vlag, Joosten, Kalley, Meijer | Schubert, Dasa, Hájek, Bazoer 90+2' ( Oroz), Rasmussen 90+4', Wittek, Bero 51' 63' ( Vroegh), Tronstad 46' ( Tannane 61'), Gboho 80' ( Huisman), Frederiksen, Openda 81' ( Darfalou) RESERVEBANK: Houwen, Von Moos, Domgjoni, Yapi, Buitink, Cornelisse, Manhoef |  |
| Stadion: Euroborg, Groningen Arbiter: Lindhout Assistenten: Dobre Assistenten: Janssen 4de official: Vos Video-assistenten: Van Boekel Video-assistenten: Jansen              |              |           |             | Leeuwenburgh, Te Wierik 36', Dammers, Kasanwirjo, El Hankouri , Suslov 90+2' ( Abraham), Van Kaam 45+5', Van Hintum 90+2' ( Dankerlui), Ngonge 74' ( De Leeuw), Strand Larsen 75' ( Postema), Irandust 46' ( Šverko) RESERVEBANK: De Boer, Van der Vlag, Joosten, Kalley, Meijer | Schubert, Dasa, Hájek, Bazoer 90+2' ( Oroz), Rasmussen 90+4', Wittek, Bero 51' 63' ( Vroegh), Tronstad 46' ( Tannane 61'), Gboho 80' ( Huisman), Frederiksen, Openda 81' ( Darfalou) RESERVEBANK: Houwen, Von Moos, Domgjoni, Yapi, Buitink, Cornelisse, Manhoef |  |
| Stadion: Euroborg, Groningen Arbiter: Lindhout Assistenten: Dobre Assistenten: Janssen 4de official: Vos Video-assistenten: Van Boekel Video-assistenten: Jansen              |              |           |             | Leeuwenburgh, Te Wierik 36', Dammers, Kasanwirjo, El Hankouri , Suslov 90+2' ( Abraham), Van Kaam 45+5', Van Hintum 90+2' ( Dankerlui), Ngonge 74' ( De Leeuw), Strand Larsen 75' ( Postema), Irandust 46' ( Šverko) RESERVEBANK: De Boer, Van der Vlag, Joosten, Kalley, Meijer | Schubert, Dasa, Hájek, Bazoer 90+2' ( Oroz), Rasmussen 90+4', Wittek, Bero 51' 63' ( Vroegh), Tronstad 46' ( Tannane 61'), Gboho 80' ( Huisman), Frederiksen, Openda 81' ( Darfalou) RESERVEBANK: Houwen, Von Moos, Domgjoni, Yapi, Buitink, Cornelisse, Manhoef |  |
| Bijz.: Wedstrijd stilgelegd voor start tweede helft nadat Schubert geraakt werd vanuit het publiek; na ~30 minuten hervat Afwezig: Doekhi (geschorst); Reiziger (geblesseerd) |              |           |             | | |  |

Speelronde 7:
| zaterdag 25 september 2021, 18:45 | Vitesse         | 1–1 (0–1) | Fortuna Sittard | Opstelling Vitesse | Opstelling Fortuna Sittard |  |
| Stadion: GelreDome, Arnhem Toeschouwers: 11.631 Arbiter: Oostrom Assistenten: Vandeursen Assistenten: Küçükerbir 4de official: Timmer Video-assistenten: Pérez Video-assistenten: Krijt | Frederiksen 49' |           | 2' Seuntjens    | Schubert, Dasa, Doekhi , Bazoer 76', Rasmussen, Wittek, Bero, Huisman 30' 46' ( Darfalou), Tronstad, Frederiksen 88' ( Oroz), Gboho 46' ( Openda) RESERVEBANK: Houwen, Van Haveren, Tannane, Gong, Hájek, Domgjoni, Vroegh, Cornelisse, Manhoef | Van Osch, Pinto 89' ( Lonwijk), Angha, Janssen 34', Cox, Tekie 73' ( Noslin), Rienstra , Duarte 36', Baghdadi 61' ( Musaba), Sambou 69' 74' ( Lake), Seuntjens RESERVEBANK: Dornebusch, Hendriks, Hansson, Çeltik, Johansson, Hogervorst |  |
| Stadion: GelreDome, Arnhem Toeschouwers: 11.631 Arbiter: Oostrom Assistenten: Vandeursen Assistenten: Küçükerbir 4de official: Timmer Video-assistenten: Pérez Video-assistenten: Krijt |                 |           |                 | Schubert, Dasa, Doekhi , Bazoer 76', Rasmussen, Wittek, Bero, Huisman 30' 46' ( Darfalou), Tronstad, Frederiksen 88' ( Oroz), Gboho 46' ( Openda) RESERVEBANK: Houwen, Van Haveren, Tannane, Gong, Hájek, Domgjoni, Vroegh, Cornelisse, Manhoef | Van Osch, Pinto 89' ( Lonwijk), Angha, Janssen 34', Cox, Tekie 73' ( Noslin), Rienstra , Duarte 36', Baghdadi 61' ( Musaba), Sambou 69' 74' ( Lake), Seuntjens RESERVEBANK: Dornebusch, Hendriks, Hansson, Çeltik, Johansson, Hogervorst |  |
| Stadion: GelreDome, Arnhem Toeschouwers: 11.631 Arbiter: Oostrom Assistenten: Vandeursen Assistenten: Küçükerbir 4de official: Timmer Video-assistenten: Pérez Video-assistenten: Krijt |                 |           |                 | Schubert, Dasa, Doekhi , Bazoer 76', Rasmussen, Wittek, Bero, Huisman 30' 46' ( Darfalou), Tronstad, Frederiksen 88' ( Oroz), Gboho 46' ( Openda) RESERVEBANK: Houwen, Van Haveren, Tannane, Gong, Hájek, Domgjoni, Vroegh, Cornelisse, Manhoef | Van Osch, Pinto 89' ( Lonwijk), Angha, Janssen 34', Cox, Tekie 73' ( Noslin), Rienstra , Duarte 36', Baghdadi 61' ( Musaba), Sambou 69' 74' ( Lake), Seuntjens RESERVEBANK: Dornebusch, Hendriks, Hansson, Çeltik, Johansson, Hogervorst |  |
| |                 |           |                 | | |  |

Speelronde 8:
| zondag 3 oktober 2021, 16:45 | Vitesse       | 2–1 (1–1) | Feyenoord | Opstelling Vitesse | Opstelling Feyenoord |  |
| Stadion: GelreDome, Arnhem Toeschouwers: 14.238 Arbiter: Gözübüyük Assistenten: Van Zuilen Assistenten: Balder 4de official: Nagtegaal Video-assistenten: Martens Video-assistenten: Bluemink | Openda 6' 46' |           | 29' Til   | Houwen, Dasa, Doekhi , Bazoer 45' 90+14' ( Oroz), Rasmussen 78', Wittek 90+6' ( Hájek), Bero 61', 90+7', Gboho 90+1' ( Vroegh), Tronstad, Darfalou, Openda 90+5' ( Buitink 90+12') RESERVEBANK: Van Haveren, Gong, Von Moos, Domgjoni, Yapi, Cornelisse, Huisman, Manhoef | Bijlow , Pedersen, Trauner, Senesi 25' ( Geertruida), Malacia, Aursnes 69' ( Toornstra), Til 73', Kökçü, Jahanbakhsh 86', Linssen 27' 68' ( Dessers), Sinisterra RESERVEBANK: Marciano, Jansen, Hendriks, Teixeira, Bannis, Nelson |  |
| Stadion: GelreDome, Arnhem Toeschouwers: 14.238 Arbiter: Gözübüyük Assistenten: Van Zuilen Assistenten: Balder 4de official: Nagtegaal Video-assistenten: Martens Video-assistenten: Bluemink |               |           |           | Houwen, Dasa, Doekhi , Bazoer 45' 90+14' ( Oroz), Rasmussen 78', Wittek 90+6' ( Hájek), Bero 61', 90+7', Gboho 90+1' ( Vroegh), Tronstad, Darfalou, Openda 90+5' ( Buitink 90+12') RESERVEBANK: Van Haveren, Gong, Von Moos, Domgjoni, Yapi, Cornelisse, Huisman, Manhoef | Bijlow , Pedersen, Trauner, Senesi 25' ( Geertruida), Malacia, Aursnes 69' ( Toornstra), Til 73', Kökçü, Jahanbakhsh 86', Linssen 27' 68' ( Dessers), Sinisterra RESERVEBANK: Marciano, Jansen, Hendriks, Teixeira, Bannis, Nelson |  |
| Stadion: GelreDome, Arnhem Toeschouwers: 14.238 Arbiter: Gözübüyük Assistenten: Van Zuilen Assistenten: Balder 4de official: Nagtegaal Video-assistenten: Martens Video-assistenten: Bluemink |               |           |           | Houwen, Dasa, Doekhi , Bazoer 45' 90+14' ( Oroz), Rasmussen 78', Wittek 90+6' ( Hájek), Bero 61', 90+7', Gboho 90+1' ( Vroegh), Tronstad, Darfalou, Openda 90+5' ( Buitink 90+12') RESERVEBANK: Van Haveren, Gong, Von Moos, Domgjoni, Yapi, Cornelisse, Huisman, Manhoef | Bijlow , Pedersen, Trauner, Senesi 25' ( Geertruida), Malacia, Aursnes 69' ( Toornstra), Til 73', Kökçü, Jahanbakhsh 86', Linssen 27' 68' ( Dessers), Sinisterra RESERVEBANK: Marciano, Jansen, Hendriks, Teixeira, Bannis, Nelson |  |
| Bijz.: Aanvangstijd aangepast i.v.m. Europees voetbal; Schubert viel uit tijdens warming-up Afwezig: Tannane (uit selectie gezet); Reiziger (geblesseerd)                                     |               |           |           | | |  |

Speelronde 9:
| zondag 17 oktober 2021, 14:30 | N.E.C. | 0–1 (0–1) | Vitesse         | Opstelling N.E.C. | Opstelling Vitesse |  |
| Stadion: Goffertstadion, Nijmegen Toeschouwers: 12.500 Arbiter: Lindhout Assistenten: Van Roekel Assistenten: Bluemink 4de official: Van der Eijk Video-assistenten: Manschot Video-assistenten: Vandeursen |        |           | 16' Frederiksen | Branderhorst, Van Rooij 44', Barreto 53' 69' ( Akman), Márquez 39', Odenthal, El Karouani 83' ( Verdonk), Duelund 60' ( Ruiz), Bruijn 84' ( Vet), Schöne, Tavşan, Okita RESERVEBANK: Vukovic, Roefs, Bronkhorst, Guth, Romeny, Van der Sluijs, Beekman, Proper | Schubert, Dasa, Doekhi , Bazoer 68', Rasmussen, Wittek 66' 84' ( Hájek), Frederiksen 65' ( Huisman), Gboho 74' ( Vroegh), Tronstad 59', Darfalou 90+1' ( Von Moos), Openda 58' 85' ( Oroz) RESERVEBANK: Houwen, Van Haveren, Gong, Domgjoni, Yapi, Cornelisse |  |
| Stadion: Goffertstadion, Nijmegen Toeschouwers: 12.500 Arbiter: Lindhout Assistenten: Van Roekel Assistenten: Bluemink 4de official: Van der Eijk Video-assistenten: Manschot Video-assistenten: Vandeursen |        |           |                 | Branderhorst, Van Rooij 44', Barreto 53' 69' ( Akman), Márquez 39', Odenthal, El Karouani 83' ( Verdonk), Duelund 60' ( Ruiz), Bruijn 84' ( Vet), Schöne, Tavşan, Okita RESERVEBANK: Vukovic, Roefs, Bronkhorst, Guth, Romeny, Van der Sluijs, Beekman, Proper | Schubert, Dasa, Doekhi , Bazoer 68', Rasmussen, Wittek 66' 84' ( Hájek), Frederiksen 65' ( Huisman), Gboho 74' ( Vroegh), Tronstad 59', Darfalou 90+1' ( Von Moos), Openda 58' 85' ( Oroz) RESERVEBANK: Houwen, Van Haveren, Gong, Domgjoni, Yapi, Cornelisse |  |
| Stadion: Goffertstadion, Nijmegen Toeschouwers: 12.500 Arbiter: Lindhout Assistenten: Van Roekel Assistenten: Bluemink 4de official: Van der Eijk Video-assistenten: Manschot Video-assistenten: Vandeursen |        |           |                 | Branderhorst, Van Rooij 44', Barreto 53' 69' ( Akman), Márquez 39', Odenthal, El Karouani 83' ( Verdonk), Duelund 60' ( Ruiz), Bruijn 84' ( Vet), Schöne, Tavşan, Okita RESERVEBANK: Vukovic, Roefs, Bronkhorst, Guth, Romeny, Van der Sluijs, Beekman, Proper | Schubert, Dasa, Doekhi , Bazoer 68', Rasmussen, Wittek 66' 84' ( Hájek), Frederiksen 65' ( Huisman), Gboho 74' ( Vroegh), Tronstad 59', Darfalou 90+1' ( Von Moos), Openda 58' 85' ( Oroz) RESERVEBANK: Houwen, Van Haveren, Gong, Domgjoni, Yapi, Cornelisse |  |
| Afwezig: Bero, Buitink (geschorst); Tannane (uit selectie gezet); Manhoef (geblesseerd) |        |           |                 | | |  |

Speelronde 10:
| zondag 24 oktober 2021, 14:30 | Vitesse          | 1–2 (1–0) | Go Ahead Eagles                   | Opstelling Vitesse | Opstelling Go Ahead Eagles |  |
| Stadion: GelreDome, Arnhem Toeschouwers: 12.783 Arbiter: Higler Assistenten: Diks Assistenten: Schaap 4de official: Vos Video-assistenten: Kamphuis Video-assistenten: Waleveld | Openda 3' (pen.) |           | 53' Córdoba 90+1' (pen.) Brouwers | Schubert, Dasa, Doekhi , Cornelisse, Rasmussen 89', Yapi, Tronstad 75', Bero 32', Gboho 74' ( Von Moos), Openda 74' ( Gong), Darfalou 61' 64' ( Frederiksen) RESERVEBANK: Houwen, Van Haveren, Oroz, Hájek, Domgjoni, Vroegh, Huisman | Hahn, Lucassen, Idzes, Kramer, Kuipers , Córdoba 85' ( Mulenga), Rommens 64' ( Heil), Brouwers, Oratmangoen 90+2' ( Bourhane), Cardona 64' ( Berden), Deijl 17' 85' ( Nauber) RESERVEBANK: Noppert, Schuurman, Dumay, Bakker |  |
| Stadion: GelreDome, Arnhem Toeschouwers: 12.783 Arbiter: Higler Assistenten: Diks Assistenten: Schaap 4de official: Vos Video-assistenten: Kamphuis Video-assistenten: Waleveld |                  |           |                                   | Schubert, Dasa, Doekhi , Cornelisse, Rasmussen 89', Yapi, Tronstad 75', Bero 32', Gboho 74' ( Von Moos), Openda 74' ( Gong), Darfalou 61' 64' ( Frederiksen) RESERVEBANK: Houwen, Van Haveren, Oroz, Hájek, Domgjoni, Vroegh, Huisman | Hahn, Lucassen, Idzes, Kramer, Kuipers , Córdoba 85' ( Mulenga), Rommens 64' ( Heil), Brouwers, Oratmangoen 90+2' ( Bourhane), Cardona 64' ( Berden), Deijl 17' 85' ( Nauber) RESERVEBANK: Noppert, Schuurman, Dumay, Bakker |  |
| Stadion: GelreDome, Arnhem Toeschouwers: 12.783 Arbiter: Higler Assistenten: Diks Assistenten: Schaap 4de official: Vos Video-assistenten: Kamphuis Video-assistenten: Waleveld |                  |           |                                   | Schubert, Dasa, Doekhi , Cornelisse, Rasmussen 89', Yapi, Tronstad 75', Bero 32', Gboho 74' ( Von Moos), Openda 74' ( Gong), Darfalou 61' 64' ( Frederiksen) RESERVEBANK: Houwen, Van Haveren, Oroz, Hájek, Domgjoni, Vroegh, Huisman | Hahn, Lucassen, Idzes, Kramer, Kuipers , Córdoba 85' ( Mulenga), Rommens 64' ( Heil), Brouwers, Oratmangoen 90+2' ( Bourhane), Cardona 64' ( Berden), Deijl 17' 85' ( Nauber) RESERVEBANK: Noppert, Schuurman, Dumay, Bakker |  |
| Afwezig: Bazoer, Buitink (geschorst); Manhoef, Reiziger, Wittek (geblesseerd); Tannane (uit selectie gezet)                                                                     |                  |           |                                   | | |  |

Speelronde 11:
| zaterdag 30 oktober 2021, 20:00 | sc Heerenveen   | 1–2 (1–0) | Vitesse          | Opstelling sc Heerenveen | Opstelling Vitesse |  |
| Stadion: Abe Lenstra Stadion, Heerenveen Toeschouwers: 17.187 Arbiter: Van den Kerkhof Assistenten: Dobre Assistenten: Bodde 4de official: Cantineau Video-assistenten: Hensgens Video-assistenten: Inia | Van Ewijk 45+2' |           | 55' 90+2' Openda | Mous, Van Ewijk, Van Beek, Drešević 10', Kaib, Madsen, Kongolo, Halilović 82' ( Akujobi), Musaba 82' ( J. Veerman), De Jong 61' ( H. Veerman), Stevanović 14' ( Bakker) RESERVEBANK: Bekkema, Kroesen, Van Ottele, Woudenberg, Al Hajj, Van der Heide, Nygren | Schubert, Dasa, Doekhi , Bazoer 90' ( Oroz), Rasmussen, Hájek 46' ( Domgjoni), Gboho, Tronstad 25' 59' ( Buitink), Frederiksen 46' ( Von Moos), Openda 64', Darfalou 66' ( Huisman) RESERVEBANK: Houwen, Van Haveren, Gong, Yapi, Vroegh, Cornelisse |  |
| Stadion: Abe Lenstra Stadion, Heerenveen Toeschouwers: 17.187 Arbiter: Van den Kerkhof Assistenten: Dobre Assistenten: Bodde 4de official: Cantineau Video-assistenten: Hensgens Video-assistenten: Inia |                 |           |                  | Mous, Van Ewijk, Van Beek, Drešević 10', Kaib, Madsen, Kongolo, Halilović 82' ( Akujobi), Musaba 82' ( J. Veerman), De Jong 61' ( H. Veerman), Stevanović 14' ( Bakker) RESERVEBANK: Bekkema, Kroesen, Van Ottele, Woudenberg, Al Hajj, Van der Heide, Nygren | Schubert, Dasa, Doekhi , Bazoer 90' ( Oroz), Rasmussen, Hájek 46' ( Domgjoni), Gboho, Tronstad 25' 59' ( Buitink), Frederiksen 46' ( Von Moos), Openda 64', Darfalou 66' ( Huisman) RESERVEBANK: Houwen, Van Haveren, Gong, Yapi, Vroegh, Cornelisse |  |
| Stadion: Abe Lenstra Stadion, Heerenveen Toeschouwers: 17.187 Arbiter: Van den Kerkhof Assistenten: Dobre Assistenten: Bodde 4de official: Cantineau Video-assistenten: Hensgens Video-assistenten: Inia |                 |           |                  | Mous, Van Ewijk, Van Beek, Drešević 10', Kaib, Madsen, Kongolo, Halilović 82' ( Akujobi), Musaba 82' ( J. Veerman), De Jong 61' ( H. Veerman), Stevanović 14' ( Bakker) RESERVEBANK: Bekkema, Kroesen, Van Ottele, Woudenberg, Al Hajj, Van der Heide, Nygren | Schubert, Dasa, Doekhi , Bazoer 90' ( Oroz), Rasmussen, Hájek 46' ( Domgjoni), Gboho, Tronstad 25' 59' ( Buitink), Frederiksen 46' ( Von Moos), Openda 64', Darfalou 66' ( Huisman) RESERVEBANK: Houwen, Van Haveren, Gong, Yapi, Vroegh, Cornelisse |  |
| Afwezig: Bero (geschorst); Manhoef, Reiziger, Wittek (geblesseerd); Tannane (uit selectie gezet) |                 |           |                  | | |  |

Speelronde 12:
| zondag 7 november 2021, 16:45 | Vitesse                     | 2–1 (2–0) | FC Utrecht | Opstelling Vitesse | Opstelling FC Utrecht |  |
| Stadion: GelreDome, Arnhem Toeschouwers: 15.867 Arbiter: Kamphuis Assistenten: Steegstra Assistenten: De Vries 4de official: Oostrom Video-assistenten: Blank Video-assistenten: Van de Ven                                                                                                   | Frederiksen 7' Bazoer 45+2' |           | 77' Zagre  | Schubert, Dasa, Doekhi , Bazoer 87' ( Oroz), Rasmussen, Wittek, Bero, Tronstad, Openda 90+10' ( Darfalou), Buitink 67' ( Vroegh), Frederiksen 87' ( Huisman) RESERVEBANK: Verstappen, Houwen, Hájek, Von Moos, Gboho, Domgjoni, Yapi, Cornelisse | Paes, Ter Avest 71' ( Balk), Benamar, Janssen 64', Warmerdam 85' ( Mallahi 90+9'), Maher 90+1', Ramselaar, Timber 71' ( Mahi), Sylla 46' ( Zagre), Van de Streek 46' ( Douvikas), Boussaid RESERVEBANK: De Keijzer, Oelschlägel, Van Overeem, Dalmau, Van den Berg, Meissen |  |
| Stadion: GelreDome, Arnhem Toeschouwers: 15.867 Arbiter: Kamphuis Assistenten: Steegstra Assistenten: De Vries 4de official: Oostrom Video-assistenten: Blank Video-assistenten: Van de Ven                                                                                                   |                             |           |            | Schubert, Dasa, Doekhi , Bazoer 87' ( Oroz), Rasmussen, Wittek, Bero, Tronstad, Openda 90+10' ( Darfalou), Buitink 67' ( Vroegh), Frederiksen 87' ( Huisman) RESERVEBANK: Verstappen, Houwen, Hájek, Von Moos, Gboho, Domgjoni, Yapi, Cornelisse | Paes, Ter Avest 71' ( Balk), Benamar, Janssen 64', Warmerdam 85' ( Mallahi 90+9'), Maher 90+1', Ramselaar, Timber 71' ( Mahi), Sylla 46' ( Zagre), Van de Streek 46' ( Douvikas), Boussaid RESERVEBANK: De Keijzer, Oelschlägel, Van Overeem, Dalmau, Van den Berg, Meissen |  |
| Stadion: GelreDome, Arnhem Toeschouwers: 15.867 Arbiter: Kamphuis Assistenten: Steegstra Assistenten: De Vries 4de official: Oostrom Video-assistenten: Blank Video-assistenten: Van de Ven                                                                                                   |                             |           |            | Schubert, Dasa, Doekhi , Bazoer 87' ( Oroz), Rasmussen, Wittek, Bero, Tronstad, Openda 90+10' ( Darfalou), Buitink 67' ( Vroegh), Frederiksen 87' ( Huisman) RESERVEBANK: Verstappen, Houwen, Hájek, Von Moos, Gboho, Domgjoni, Yapi, Cornelisse | Paes, Ter Avest 71' ( Balk), Benamar, Janssen 64', Warmerdam 85' ( Mallahi 90+9'), Maher 90+1', Ramselaar, Timber 71' ( Mahi), Sylla 46' ( Zagre), Van de Streek 46' ( Douvikas), Boussaid RESERVEBANK: De Keijzer, Oelschlägel, Van Overeem, Dalmau, Van den Berg, Meissen |  |
| Bijz.: Aanvangstijd aangepast i.v.m. Europees voetbal; 'Nummer 4-wedstrijd', logo van "Support Casper" op het shirt in plaats van eToro; wedstrijd in tweede helft enkele minuten onderbroken door vuurwerk uit uitvak Afwezig: Manhoef, Reiziger (geblesseerd); Tannane (uit selectie gezet) |                             |           |            | | |  |

Speelronde 13:
| zaterdag 20 november 2021, 16:30 | PSV                   | 2–0 (2–0) | Vitesse | Opstelling PSV | Opstelling Vitesse |  |
| Stadion: Philips Stadion, Eindhoven Toeschouwers: - Arbiter: Nijhuis Assistenten: Honig Assistenten: Vandeursen 4de official: Van der Laan Video-assistenten: Blom Video-assistenten: De Groot | Sangaré 19' Bruma 30' |           |         | Drommel, Mwene, Ramalho , Boscagli, Mauro Júnior, Doan 90' ( Pröpper), Gutiérrez, Götze, Sangaré, Bruma 74' ( Vertessen), Vinícius 85' ( Romero) RESERVEBANK: Delanghe, Mvogo, Obispo, Van Ginkel | Schubert, Dasa 80' ( Yapi), Doekhi , Bazoer 80' ( Darfalou), Rasmussen, Wittek 45', Bero, Tronstad, Frederiksen 46' ( Huisman), Buitink 46' ( Von Moos), Openda 25' RESERVEBANK: Verstappen, Houwen, Oroz, Hájek, Gboho, Domgjoni, Vroegh |  |
| Stadion: Philips Stadion, Eindhoven Toeschouwers: - Arbiter: Nijhuis Assistenten: Honig Assistenten: Vandeursen 4de official: Van der Laan Video-assistenten: Blom Video-assistenten: De Groot |                       |           |         | Drommel, Mwene, Ramalho , Boscagli, Mauro Júnior, Doan 90' ( Pröpper), Gutiérrez, Götze, Sangaré, Bruma 74' ( Vertessen), Vinícius 85' ( Romero) RESERVEBANK: Delanghe, Mvogo, Obispo, Van Ginkel | Schubert, Dasa 80' ( Yapi), Doekhi , Bazoer 80' ( Darfalou), Rasmussen, Wittek 45', Bero, Tronstad, Frederiksen 46' ( Huisman), Buitink 46' ( Von Moos), Openda 25' RESERVEBANK: Verstappen, Houwen, Oroz, Hájek, Gboho, Domgjoni, Vroegh |  |
| Stadion: Philips Stadion, Eindhoven Toeschouwers: - Arbiter: Nijhuis Assistenten: Honig Assistenten: Vandeursen 4de official: Van der Laan Video-assistenten: Blom Video-assistenten: De Groot |                       |           |         | Drommel, Mwene, Ramalho , Boscagli, Mauro Júnior, Doan 90' ( Pröpper), Gutiérrez, Götze, Sangaré, Bruma 74' ( Vertessen), Vinícius 85' ( Romero) RESERVEBANK: Delanghe, Mvogo, Obispo, Van Ginkel | Schubert, Dasa 80' ( Yapi), Doekhi , Bazoer 80' ( Darfalou), Rasmussen, Wittek 45', Bero, Tronstad, Frederiksen 46' ( Huisman), Buitink 46' ( Von Moos), Openda 25' RESERVEBANK: Verstappen, Houwen, Oroz, Hájek, Gboho, Domgjoni, Vroegh |  |
| Bijz.: Geen publiek toegestaan i.v.m. nationale coronamaatregelen Afwezig: Reiziger (geblesseerd); Tannane (uit selectie gezet)                                                                |                       |           |         | | |  |

Speelronde 14:
| zondag 28 november 2021, 20:00 | Vitesse | 0–0 | AZ | Opstelling Vitesse | Opstelling AZ |  |
| Stadion: GelreDome, Arnhem Toeschouwers: - Arbiter: Makkelie Assistenten: Steegstra Assistenten: De Vries 4de official: Martens Video-assistenten: Dieperink Video-assistenten: Van Roekel |         |     |    | Schubert, Dasa, Doekhi , Bazoer 26' 60' ( Oroz), Rasmussen, Wittek, Bero 46' ( Domgjoni), Tronstad 60' ( Vroegh), Huisman 60' ( Gboho), Buitink 60' ( Frederiksen), Openda 84' ( Manhoef) RESERVEBANK: Verstappen, Houwen, Gong, Hájek, Von Moos, Cornelisse | Vindahl, Witry 80' ( Sugawara), Hatzidiakos, Beukema, Martins Indi, Wijndal , Midtsjø, De Wit 68' ( Guðmundsson), Clasie 76' ( Reijnders), Pavlidis 68' ( Aboukhlal), Karlsson 62' RESERVEBANK: Verhulst, Reus, Koopmeiners, Duin, Taabouni, Oosting |  |
| Stadion: GelreDome, Arnhem Toeschouwers: - Arbiter: Makkelie Assistenten: Steegstra Assistenten: De Vries 4de official: Martens Video-assistenten: Dieperink Video-assistenten: Van Roekel |         |     |    | Schubert, Dasa, Doekhi , Bazoer 26' 60' ( Oroz), Rasmussen, Wittek, Bero 46' ( Domgjoni), Tronstad 60' ( Vroegh), Huisman 60' ( Gboho), Buitink 60' ( Frederiksen), Openda 84' ( Manhoef) RESERVEBANK: Verstappen, Houwen, Gong, Hájek, Von Moos, Cornelisse | Vindahl, Witry 80' ( Sugawara), Hatzidiakos, Beukema, Martins Indi, Wijndal , Midtsjø, De Wit 68' ( Guðmundsson), Clasie 76' ( Reijnders), Pavlidis 68' ( Aboukhlal), Karlsson 62' RESERVEBANK: Verhulst, Reus, Koopmeiners, Duin, Taabouni, Oosting |  |
| Stadion: GelreDome, Arnhem Toeschouwers: - Arbiter: Makkelie Assistenten: Steegstra Assistenten: De Vries 4de official: Martens Video-assistenten: Dieperink Video-assistenten: Van Roekel |         |     |    | Schubert, Dasa, Doekhi , Bazoer 26' 60' ( Oroz), Rasmussen, Wittek, Bero 46' ( Domgjoni), Tronstad 60' ( Vroegh), Huisman 60' ( Gboho), Buitink 60' ( Frederiksen), Openda 84' ( Manhoef) RESERVEBANK: Verstappen, Houwen, Gong, Hájek, Von Moos, Cornelisse | Vindahl, Witry 80' ( Sugawara), Hatzidiakos, Beukema, Martins Indi, Wijndal , Midtsjø, De Wit 68' ( Guðmundsson), Clasie 76' ( Reijnders), Pavlidis 68' ( Aboukhlal), Karlsson 62' RESERVEBANK: Verhulst, Reus, Koopmeiners, Duin, Taabouni, Oosting |  |
| Bijz.: Geen publiek toegestaan i.v.m. nationale coronamaatregelen Afwezig: Darfalou, Reiziger, Yapi (geblesseerd); Tannane (uit selectie gezet)                                            |         |     |    | | |  |

Speelronde 15:
| zaterdag 4 december 2021, 18:45 | SC Cambuur | 1–6 (1–3) | Vitesse                                                     | Opstelling SC Cambuur | Opstelling Vitesse |  |
| Stadion: Cambuurstadion, Leeuwarden Toeschouwers: - Arbiter: Gözübüyük Assistenten: Van Zuilen Assistenten: Balder 4de official: Blank Video-assistenten: Pérez Video-assistenten: Koopman | Tol 41'    |           | 26' 49' Tronstad 30' 64' Openda 36' Buitink 79' Frederiksen | Stevens, Schmidt, Mac-Intosch, Schouten , Bangura, Jacobs 72' ( Hendriks), Paulissen 34' ( Tol), Maulun, Breij 56' ( Gullit), Uldriķis 72' ( Boere), Kallon RESERVEBANK: Bos, Minnema, Ter Heide, Doodeman, Kiss, Krastev, Van der Meer | Houwen, Dasa, Doekhi , Bazoer, Rasmussen 72' ( Hájek), Wittek, Huisman, Gboho 59' ( Vroegh), Tronstad 72' ( Domgjoni), Buitink 59' ( Frederiksen), Openda 84' ( Darfalou) RESERVEBANK: Verstappen, Van Haveren, Oroz, Von Moos, Yapi, Cornelisse, Manhoef |  |
| Stadion: Cambuurstadion, Leeuwarden Toeschouwers: - Arbiter: Gözübüyük Assistenten: Van Zuilen Assistenten: Balder 4de official: Blank Video-assistenten: Pérez Video-assistenten: Koopman |            |           |                                                             | Stevens, Schmidt, Mac-Intosch, Schouten , Bangura, Jacobs 72' ( Hendriks), Paulissen 34' ( Tol), Maulun, Breij 56' ( Gullit), Uldriķis 72' ( Boere), Kallon RESERVEBANK: Bos, Minnema, Ter Heide, Doodeman, Kiss, Krastev, Van der Meer | Houwen, Dasa, Doekhi , Bazoer, Rasmussen 72' ( Hájek), Wittek, Huisman, Gboho 59' ( Vroegh), Tronstad 72' ( Domgjoni), Buitink 59' ( Frederiksen), Openda 84' ( Darfalou) RESERVEBANK: Verstappen, Van Haveren, Oroz, Von Moos, Yapi, Cornelisse, Manhoef |  |
| Stadion: Cambuurstadion, Leeuwarden Toeschouwers: - Arbiter: Gözübüyük Assistenten: Van Zuilen Assistenten: Balder 4de official: Blank Video-assistenten: Pérez Video-assistenten: Koopman |            |           |                                                             | Stevens, Schmidt, Mac-Intosch, Schouten , Bangura, Jacobs 72' ( Hendriks), Paulissen 34' ( Tol), Maulun, Breij 56' ( Gullit), Uldriķis 72' ( Boere), Kallon RESERVEBANK: Bos, Minnema, Ter Heide, Doodeman, Kiss, Krastev, Van der Meer | Houwen, Dasa, Doekhi , Bazoer, Rasmussen 72' ( Hájek), Wittek, Huisman, Gboho 59' ( Vroegh), Tronstad 72' ( Domgjoni), Buitink 59' ( Frederiksen), Openda 84' ( Darfalou) RESERVEBANK: Verstappen, Van Haveren, Oroz, Von Moos, Yapi, Cornelisse, Manhoef |  |
| Bijz.: Geen publiek toegestaan i.v.m. nationale coronamaatregelen Afwezig: Bero, Reiziger (geblesseerd); Schubert (ziek); Tannane (uit selectie gezet)                                     |            |           |                                                             | | |  |

Speelronde 16:
| zondag 12 december 2021, 14:30 | Vitesse               | 2–1 (1–1) | Heracles Almelo | Opstelling Vitesse | Opstelling Heracles Almelo |  |
| Stadion: GelreDome, Arnhem Toeschouwers: - Arbiter: Manschot Assistenten: Brondijk Assistenten: De Groot 4de official: Timmer Video-assistenten: Higler Video-assistenten: Vandeursen | Openda 31' 49' (pen.) |           | 22' Laursen     | Houwen, Dasa 46' ( Manhoef 56'), Doekhi , Bazoer 81' ( Oroz), Rasmussen, Wittek, Bero, Huisman 65' ( Yapi), Tronstad, Buitink 72' 72' ( Vroegh), Openda 81' ( Von Moos) RESERVEBANK: Schubert, Verstappen, Frederiksen, Hájek, Gboho, Domgjoni, Cornelisse | Blaswich , Fadiga, Rente 46' ( Sonnenberg), Knoester, Quagliata, Kiomourtzoglou, De la Torre 48', Schoofs 90+2', Laursen 69' ( Szőke), Sierhuis, Sierra 69' ( Bakış) RESERVEBANK: Bucker, Damen, Başacıkoğlu, Roosken, Leš, Polley, Amissi, Agca |  |
| Stadion: GelreDome, Arnhem Toeschouwers: - Arbiter: Manschot Assistenten: Brondijk Assistenten: De Groot 4de official: Timmer Video-assistenten: Higler Video-assistenten: Vandeursen |                       |           |                 | Houwen, Dasa 46' ( Manhoef 56'), Doekhi , Bazoer 81' ( Oroz), Rasmussen, Wittek, Bero, Huisman 65' ( Yapi), Tronstad, Buitink 72' 72' ( Vroegh), Openda 81' ( Von Moos) RESERVEBANK: Schubert, Verstappen, Frederiksen, Hájek, Gboho, Domgjoni, Cornelisse | Blaswich , Fadiga, Rente 46' ( Sonnenberg), Knoester, Quagliata, Kiomourtzoglou, De la Torre 48', Schoofs 90+2', Laursen 69' ( Szőke), Sierhuis, Sierra 69' ( Bakış) RESERVEBANK: Bucker, Damen, Başacıkoğlu, Roosken, Leš, Polley, Amissi, Agca |  |
| Stadion: GelreDome, Arnhem Toeschouwers: - Arbiter: Manschot Assistenten: Brondijk Assistenten: De Groot 4de official: Timmer Video-assistenten: Higler Video-assistenten: Vandeursen |                       |           |                 | Houwen, Dasa 46' ( Manhoef 56'), Doekhi , Bazoer 81' ( Oroz), Rasmussen, Wittek, Bero, Huisman 65' ( Yapi), Tronstad, Buitink 72' 72' ( Vroegh), Openda 81' ( Von Moos) RESERVEBANK: Schubert, Verstappen, Frederiksen, Hájek, Gboho, Domgjoni, Cornelisse | Blaswich , Fadiga, Rente 46' ( Sonnenberg), Knoester, Quagliata, Kiomourtzoglou, De la Torre 48', Schoofs 90+2', Laursen 69' ( Szőke), Sierhuis, Sierra 69' ( Bakış) RESERVEBANK: Bucker, Damen, Başacıkoğlu, Roosken, Leš, Polley, Amissi, Agca |  |
| Bijz.: Geen publiek toegestaan i.v.m. nationale coronamaatregelen Afwezig: Darfalou, Reiziger (geblesseerd); Tannane (uit selectie gezet)                                             |                       |           |                 | | |  |

Speelronde 17:
| zaterdag 18 december 2021, 18:45 | Sparta Rotterdam  | 2–2 (0–2) | Vitesse             | Opstelling Sparta Rotterdam | Opstelling Vitesse |  |
| Stadion: Spartastadion Het Kasteel, Rotterdam Toeschouwers: - Arbiter: Nijhuis Assistenten: De Nas Assistenten: Weterings 4de official: Martens Video-assistenten: Kooij Video-assistenten: Waleveld | Mijnans 70' 90+3' |           | 16' 38' Frederiksen | Okoye, Masouras, Vriends, Beugelsdijk, Auassar , Pinto, Mijnans, Abels, Smeets 46' ( Van Crooij), Thy 46' ( Engels), Emegha 46' ( Osman) RESERVEBANK: Coremans, Janse, Jans, Van Mullem, Heylen, Meijers, Goudmijn, Madi | Houwen, Manhoef 80' ( Hájek), Doekhi , Oroz, Rasmussen, Wittek, Huisman 54' ( Domgjoni), Tronstad 54' ( Bero), Vroegh, Buitink 89' ( Yapi), Frederiksen 53' ( Openda) RESERVEBANK: Schubert, Verstappen, Bazoer, Von Moos, Gboho, Cornelisse, De Regt |  |
| Stadion: Spartastadion Het Kasteel, Rotterdam Toeschouwers: - Arbiter: Nijhuis Assistenten: De Nas Assistenten: Weterings 4de official: Martens Video-assistenten: Kooij Video-assistenten: Waleveld |                   |           |                     | Okoye, Masouras, Vriends, Beugelsdijk, Auassar , Pinto, Mijnans, Abels, Smeets 46' ( Van Crooij), Thy 46' ( Engels), Emegha 46' ( Osman) RESERVEBANK: Coremans, Janse, Jans, Van Mullem, Heylen, Meijers, Goudmijn, Madi | Houwen, Manhoef 80' ( Hájek), Doekhi , Oroz, Rasmussen, Wittek, Huisman 54' ( Domgjoni), Tronstad 54' ( Bero), Vroegh, Buitink 89' ( Yapi), Frederiksen 53' ( Openda) RESERVEBANK: Schubert, Verstappen, Bazoer, Von Moos, Gboho, Cornelisse, De Regt |  |
| Stadion: Spartastadion Het Kasteel, Rotterdam Toeschouwers: - Arbiter: Nijhuis Assistenten: De Nas Assistenten: Weterings 4de official: Martens Video-assistenten: Kooij Video-assistenten: Waleveld |                   |           |                     | Okoye, Masouras, Vriends, Beugelsdijk, Auassar , Pinto, Mijnans, Abels, Smeets 46' ( Van Crooij), Thy 46' ( Engels), Emegha 46' ( Osman) RESERVEBANK: Coremans, Janse, Jans, Van Mullem, Heylen, Meijers, Goudmijn, Madi | Houwen, Manhoef 80' ( Hájek), Doekhi , Oroz, Rasmussen, Wittek, Huisman 54' ( Domgjoni), Tronstad 54' ( Bero), Vroegh, Buitink 89' ( Yapi), Frederiksen 53' ( Openda) RESERVEBANK: Schubert, Verstappen, Bazoer, Von Moos, Gboho, Cornelisse, De Regt |  |
| Bijz.: Geen publiek toegestaan i.v.m. nationale coronamaatregelen Afwezig: Darfalou, Dasa, Reiziger (geblesseerd); Tannane (uit selectie gezet)                                                      |                   |           |                     | | |  |

Speelronde 18:
| dinsdag 21 december 2021, 18:45 | Vitesse    | 1–0 (0–0) | PEC Zwolle | Opstelling Vitesse | Opstelling PEC Zwolle |  |
| Stadion: GelreDome, Arnhem Toeschouwers: - Arbiter: Van Boekel Assistenten: Van Roekel Assistenten: Zeinstra 4de official: Dieperink Video-assistenten: Higler Video-assistenten: Fikkert | Openda 47' |           |            | Houwen, Dasa, Doekhi , Bazoer 9' 78' ( Hájek), Rasmussen, Wittek, Huisman 88' ( Buitink), Bero, Tronstad, Frederiksen 50' 71' ( Vroegh 81'), Openda RESERVEBANK: Schubert, Verstappen, Von Moos, Gboho, Domgjoni, Yapi, Cornelisse, Manhoef | Lamprou, Reijnders, Van Polen 68' ( Van den Berg), Nakayama, Voet 6', De Wit, Van den Belt 61' 84' ( Kastaneer), Saymak 55' 68' ( Clement), Strieder 68' ( Mbinga), Tedić, Adžić 82' ( Lagsir) RESERVEBANK: Schendelaar, Hauptmeijer, Fernandes, Caschili, Koolwijk, Landu |  |
| Stadion: GelreDome, Arnhem Toeschouwers: - Arbiter: Van Boekel Assistenten: Van Roekel Assistenten: Zeinstra 4de official: Dieperink Video-assistenten: Higler Video-assistenten: Fikkert |            |           |            | Houwen, Dasa, Doekhi , Bazoer 9' 78' ( Hájek), Rasmussen, Wittek, Huisman 88' ( Buitink), Bero, Tronstad, Frederiksen 50' 71' ( Vroegh 81'), Openda RESERVEBANK: Schubert, Verstappen, Von Moos, Gboho, Domgjoni, Yapi, Cornelisse, Manhoef | Lamprou, Reijnders, Van Polen 68' ( Van den Berg), Nakayama, Voet 6', De Wit, Van den Belt 61' 84' ( Kastaneer), Saymak 55' 68' ( Clement), Strieder 68' ( Mbinga), Tedić, Adžić 82' ( Lagsir) RESERVEBANK: Schendelaar, Hauptmeijer, Fernandes, Caschili, Koolwijk, Landu |  |
| Stadion: GelreDome, Arnhem Toeschouwers: - Arbiter: Van Boekel Assistenten: Van Roekel Assistenten: Zeinstra 4de official: Dieperink Video-assistenten: Higler Video-assistenten: Fikkert |            |           |            | Houwen, Dasa, Doekhi , Bazoer 9' 78' ( Hájek), Rasmussen, Wittek, Huisman 88' ( Buitink), Bero, Tronstad, Frederiksen 50' 71' ( Vroegh 81'), Openda RESERVEBANK: Schubert, Verstappen, Von Moos, Gboho, Domgjoni, Yapi, Cornelisse, Manhoef | Lamprou, Reijnders, Van Polen 68' ( Van den Berg), Nakayama, Voet 6', De Wit, Van den Belt 61' 84' ( Kastaneer), Saymak 55' 68' ( Clement), Strieder 68' ( Mbinga), Tedić, Adžić 82' ( Lagsir) RESERVEBANK: Schendelaar, Hauptmeijer, Fernandes, Caschili, Koolwijk, Landu |  |
| Bijz.: Geen publiek toegestaan i.v.m. nationale coronamaatregelen Afwezig: Darfalou, Reiziger (geblesseerd); Tannane (uit selectie gezet)                                                 |            |           |            | | |  |

Speelronde 19:
| zaterdag 15 januari 2022, 20:00 | Feyenoord | 0–1 (0–0) | Vitesse    | Opstelling Feyenoord | Opstelling Vitesse |  |
| Stadion: Stadion Feijenoord, Rotterdam Toeschouwers: - Arbiter: Lindhout Assistenten: Schaap Assistenten: Bluemink 4de official: Blank Video-assistenten: Kamphuis Video-assistenten: De Groot |           |           | 69' Openda | Bijlow , Pedersen, Trauner 82' ( Toornstra), Geertruida 21', Malacia, Aursnes, Til, Kökçü, Jahanbakhsh 76', Linssen, Nelson 68' ( Dessers) RESERVEBANK: Marciano, Jansen, Senesi, Hendriks, Hall, Hartjes, Milambo | Houwen, Dasa 90+1', Doekhi , Bazoer 89' ( Hájek), Rasmussen, Wittek, Domgjoni, Buitink 78' ( Oroz), Tronstad 69' ( Vroegh), Grbić 79' ( Huisman), Openda RESERVEBANK: Schubert, Verstappen, Yapi, Cornelisse, Manhoef, Hernández, De Regt |  |
| Stadion: Stadion Feijenoord, Rotterdam Toeschouwers: - Arbiter: Lindhout Assistenten: Schaap Assistenten: Bluemink 4de official: Blank Video-assistenten: Kamphuis Video-assistenten: De Groot |           |           |            | Bijlow , Pedersen, Trauner 82' ( Toornstra), Geertruida 21', Malacia, Aursnes, Til, Kökçü, Jahanbakhsh 76', Linssen, Nelson 68' ( Dessers) RESERVEBANK: Marciano, Jansen, Senesi, Hendriks, Hall, Hartjes, Milambo | Houwen, Dasa 90+1', Doekhi , Bazoer 89' ( Hájek), Rasmussen, Wittek, Domgjoni, Buitink 78' ( Oroz), Tronstad 69' ( Vroegh), Grbić 79' ( Huisman), Openda RESERVEBANK: Schubert, Verstappen, Yapi, Cornelisse, Manhoef, Hernández, De Regt |  |
| Stadion: Stadion Feijenoord, Rotterdam Toeschouwers: - Arbiter: Lindhout Assistenten: Schaap Assistenten: Bluemink 4de official: Blank Video-assistenten: Kamphuis Video-assistenten: De Groot |           |           |            | Bijlow , Pedersen, Trauner 82' ( Toornstra), Geertruida 21', Malacia, Aursnes, Til, Kökçü, Jahanbakhsh 76', Linssen, Nelson 68' ( Dessers) RESERVEBANK: Marciano, Jansen, Senesi, Hendriks, Hall, Hartjes, Milambo | Houwen, Dasa 90+1', Doekhi , Bazoer 89' ( Hájek), Rasmussen, Wittek, Domgjoni, Buitink 78' ( Oroz), Tronstad 69' ( Vroegh), Grbić 79' ( Huisman), Openda RESERVEBANK: Schubert, Verstappen, Yapi, Cornelisse, Manhoef, Hernández, De Regt |  |
| Bijz.: Geen publiek toegestaan i.v.m. nationale coronamaatregelen; debuut Grbić |           |           |            | | |  |

Speelronde 20:
| zaterdag 22 januari 2022, 18:45 | Vitesse  | 1–3 (0–1) | FC Groningen                                   | Opstelling Vitesse | Opstelling FC Groningen |  |
| Stadion: GelreDome, Arnhem Toeschouwers: - Arbiter: Higler Assistenten: Zeinstra Assistenten: Van Dongen 4de official: Cantineau Video-assistenten: Bos Video-assistenten: Fikkert | Oroz 76' |           | 39' Strand Larsen 67' (e.d.) Dasa 71' Van Kaam | Houwen, Dasa, Doekhi , Cornelisse 46' ( Oroz), Rasmussen, Wittek, Domgjoni 46' ( Bero 90+2'), Vroegh 46' ( Huisman), Buitink 75' ( Hájek), Openda 35', Grbić 75' ( Frederiksen 88') RESERVEBANK: Verstappen, Reiziger, Gboho, Yapi, Manhoef, Hernández | Leeuwenburgh, Dankerlui 68' ( Van Kaam), Te Wierik 80', Van Hintum, Meijer, Suslov, Kasanwirjo, De Leeuw 68' ( El Hankouri ()), Bogarde 77' ( Dammers 90'), Abraham 77' ( Postema 90+2'), Strand Larsen 18' 89' ( Šverko) RESERVEBANK: Hoekstra, De Boer, Duarte, Ngonge |  |
| Stadion: GelreDome, Arnhem Toeschouwers: - Arbiter: Higler Assistenten: Zeinstra Assistenten: Van Dongen 4de official: Cantineau Video-assistenten: Bos Video-assistenten: Fikkert |          |           |                                                | Houwen, Dasa, Doekhi , Cornelisse 46' ( Oroz), Rasmussen, Wittek, Domgjoni 46' ( Bero 90+2'), Vroegh 46' ( Huisman), Buitink 75' ( Hájek), Openda 35', Grbić 75' ( Frederiksen 88') RESERVEBANK: Verstappen, Reiziger, Gboho, Yapi, Manhoef, Hernández | Leeuwenburgh, Dankerlui 68' ( Van Kaam), Te Wierik 80', Van Hintum, Meijer, Suslov, Kasanwirjo, De Leeuw 68' ( El Hankouri ()), Bogarde 77' ( Dammers 90'), Abraham 77' ( Postema 90+2'), Strand Larsen 18' 89' ( Šverko) RESERVEBANK: Hoekstra, De Boer, Duarte, Ngonge |  |
| Stadion: GelreDome, Arnhem Toeschouwers: - Arbiter: Higler Assistenten: Zeinstra Assistenten: Van Dongen 4de official: Cantineau Video-assistenten: Bos Video-assistenten: Fikkert |          |           |                                                | Houwen, Dasa, Doekhi , Cornelisse 46' ( Oroz), Rasmussen, Wittek, Domgjoni 46' ( Bero 90+2'), Vroegh 46' ( Huisman), Buitink 75' ( Hájek), Openda 35', Grbić 75' ( Frederiksen 88') RESERVEBANK: Verstappen, Reiziger, Gboho, Yapi, Manhoef, Hernández | Leeuwenburgh, Dankerlui 68' ( Van Kaam), Te Wierik 80', Van Hintum, Meijer, Suslov, Kasanwirjo, De Leeuw 68' ( El Hankouri ()), Bogarde 77' ( Dammers 90'), Abraham 77' ( Postema 90+2'), Strand Larsen 18' 89' ( Šverko) RESERVEBANK: Hoekstra, De Boer, Duarte, Ngonge |  |
| Bijz.: Geen publiek toegestaan i.v.m. nationale coronamaatregelen Afwezig: Bazoer, Tronstad (geblesseerd/niet wedstrijdfit)                                                        |          |           |                                                | | |  |

Speelronde 21:
| zaterdag 5 februari 2022, 21:00 | FC Twente                                  | 3–0 (2–0) | Vitesse | Opstelling FC Twente | Opstelling Vitesse |  |
| Stadion: De Grolsch Veste, Enschede Toeschouwers: 0 Arbiter: Makkelie Assistenten: Steegstra Assistenten: De Vries 4de official: Nagtegaal Video-assistenten: Ruperti Video-assistenten: Inia | Bosch 18' Van Wolfswinkel 45+1' (pen.) 53' |           |         | Unnerstall, Troupée 87' ( Brenet), Hilgers, Pröpper , Smal, Zerrouki 87' ( Staring), Vlap 60' ( Černý), Bosch, Rots 77' ( Cleonise), Van Wolfswinkel, Limnios 77' ( Misidjan) RESERVEBANK: De Lange, Van der Gouw, Pleguezuelo, Markelo, Bruns | Houwen, Dasa, Doekhi 30', Bazoer 46' ( Hájek), Rasmussen 45', Wittek, Tronstad 75' ( Oroz), Bero, Huisman 46' ( Frederiksen), Grbić 75' ( Yapi), Gboho 46' ( Buitink) RESERVEBANK: Schubert, Verstappen, Domgjoni, Vroegh, Cornelisse |  |
| Stadion: De Grolsch Veste, Enschede Toeschouwers: 0 Arbiter: Makkelie Assistenten: Steegstra Assistenten: De Vries 4de official: Nagtegaal Video-assistenten: Ruperti Video-assistenten: Inia |                                            |           |         | Unnerstall, Troupée 87' ( Brenet), Hilgers, Pröpper , Smal, Zerrouki 87' ( Staring), Vlap 60' ( Černý), Bosch, Rots 77' ( Cleonise), Van Wolfswinkel, Limnios 77' ( Misidjan) RESERVEBANK: De Lange, Van der Gouw, Pleguezuelo, Markelo, Bruns | Houwen, Dasa, Doekhi 30', Bazoer 46' ( Hájek), Rasmussen 45', Wittek, Tronstad 75' ( Oroz), Bero, Huisman 46' ( Frederiksen), Grbić 75' ( Yapi), Gboho 46' ( Buitink) RESERVEBANK: Schubert, Verstappen, Domgjoni, Vroegh, Cornelisse |  |
| Stadion: De Grolsch Veste, Enschede Toeschouwers: 0 Arbiter: Makkelie Assistenten: Steegstra Assistenten: De Vries 4de official: Nagtegaal Video-assistenten: Ruperti Video-assistenten: Inia |                                            |           |         | Unnerstall, Troupée 87' ( Brenet), Hilgers, Pröpper , Smal, Zerrouki 87' ( Staring), Vlap 60' ( Černý), Bosch, Rots 77' ( Cleonise), Van Wolfswinkel, Limnios 77' ( Misidjan) RESERVEBANK: De Lange, Van der Gouw, Pleguezuelo, Markelo, Bruns | Houwen, Dasa, Doekhi 30', Bazoer 46' ( Hájek), Rasmussen 45', Wittek, Tronstad 75' ( Oroz), Bero, Huisman 46' ( Frederiksen), Grbić 75' ( Yapi), Gboho 46' ( Buitink) RESERVEBANK: Schubert, Verstappen, Domgjoni, Vroegh, Cornelisse |  |
| Bijz.: Door coronamaatregelen maximaal één derde van de stadioncapaciteit toegestaan, maar de thuisclub hield de poort gesloten voor publiek Afwezig: Openda (geschorst); Gong (ziek)         |                                            |           |         | | |  |

Speelronde 22:
| zaterdag 12 februari 2022, 20:00 | Vitesse | 0–5 (0–3) | PSV                                                        | Opstelling Vitesse | Opstelling PSV |  |
| Stadion: GelreDome, Arnhem Toeschouwers: 9.177 Arbiter: Gözübüyük Assistenten: Van Zuilen Assistenten: Balder 4de official: Van der Laan Video-assistenten: Blank Video-assistenten: Diks |         |           | 4' Zahavi 24' Mauro Júnior 28' Gakpo 62' Vinícius 88' Doan | Houwen, Dasa, Doekhi , Bazoer 38' 46' ( Oroz 67'), Rasmussen, Wittek, Tronstad 79' ( Vroegh), Bero, Grbić 74' ( Buitink), Frederiksen 46' ( Domgjoni), Openda RESERVEBANK: Schubert, Reiziger, Hájek, Gboho, Yapi, Huisman, Manhoef, De Regt | Drommel, Mwene, Teze, Boscagli, Mauro Júnior, Sangaré, Götze 72' ( Veerman), Gutiérrez 89' ( Van Ginkel ()), Madueke 59' ( Doan), Zahavi 60' ( Vinícius), Gakpo 73' ( Bruma) RESERVEBANK: Müller, Mvogo, Obispo, Max, Vertessen |  |
| Stadion: GelreDome, Arnhem Toeschouwers: 9.177 Arbiter: Gözübüyük Assistenten: Van Zuilen Assistenten: Balder 4de official: Van der Laan Video-assistenten: Blank Video-assistenten: Diks |         |           |                                                            | Houwen, Dasa, Doekhi , Bazoer 38' 46' ( Oroz 67'), Rasmussen, Wittek, Tronstad 79' ( Vroegh), Bero, Grbić 74' ( Buitink), Frederiksen 46' ( Domgjoni), Openda RESERVEBANK: Schubert, Reiziger, Hájek, Gboho, Yapi, Huisman, Manhoef, De Regt | Drommel, Mwene, Teze, Boscagli, Mauro Júnior, Sangaré, Götze 72' ( Veerman), Gutiérrez 89' ( Van Ginkel ()), Madueke 59' ( Doan), Zahavi 60' ( Vinícius), Gakpo 73' ( Bruma) RESERVEBANK: Müller, Mvogo, Obispo, Max, Vertessen |  |
| Stadion: GelreDome, Arnhem Toeschouwers: 9.177 Arbiter: Gözübüyük Assistenten: Van Zuilen Assistenten: Balder 4de official: Van der Laan Video-assistenten: Blank Video-assistenten: Diks |         |           |                                                            | Houwen, Dasa, Doekhi , Bazoer 38' 46' ( Oroz 67'), Rasmussen, Wittek, Tronstad 79' ( Vroegh), Bero, Grbić 74' ( Buitink), Frederiksen 46' ( Domgjoni), Openda RESERVEBANK: Schubert, Reiziger, Hájek, Gboho, Yapi, Huisman, Manhoef, De Regt | Drommel, Mwene, Teze, Boscagli, Mauro Júnior, Sangaré, Götze 72' ( Veerman), Gutiérrez 89' ( Van Ginkel ()), Madueke 59' ( Doan), Zahavi 60' ( Vinícius), Gakpo 73' ( Bruma) RESERVEBANK: Müller, Mvogo, Obispo, Max, Vertessen |  |
| Bijz.: Door coronamaatregelen maximaal één derde van de stadioncapaciteit toegestaan Afwezig: Cornelisse (niet wedstrijdfit)                                                              |         |           |                                                            | | |  |

Speelronde 23:
| zondag 20 februari 2022, 16:45 | FC Utrecht | 1–1 (1–0) | Vitesse      | Opstelling FC Utrecht | Opstelling Vitesse |  |
| Stadion: Stadion Galgenwaard, Utrecht Toeschouwers: 16.886 Arbiter: Lindhout Assistenten: Van de Ven Assistenten: Brondijk 4de official: Hensgens Video-assistenten: Oostrom Video-assistenten: Honig | Sylla 14'  |           | 90+2' Doekhi | De Keijzer, Ter Avest, Van der Maarel , Van der Hoorn 77' ( Janssen), Warmerdam, Sylla 62', Maher 72', Van de Streek 42', Timber 77' ( Van Overeem), Ramselaar, Veerman 86' ( Douvikas) RESERVEBANK: Oelschlägel, Gadellaa, St. Jago, Gustafson, Boussaid, Balk, Van der Kust, Meissen | Houwen, Dasa, Oroz 53' ( Grbić 66'), Doekhi , Rasmussen, Wittek 64', Bero 90+4' ( Hájek), Tronstad 59', Domgjoni 75' ( Buitink), Frederiksen 90+4' ( Huisman), Openda RESERVEBANK: Schubert, Reiziger, Gboho, Yapi, Vroegh, Cornelisse, Manhoef |  |
| Stadion: Stadion Galgenwaard, Utrecht Toeschouwers: 16.886 Arbiter: Lindhout Assistenten: Van de Ven Assistenten: Brondijk 4de official: Hensgens Video-assistenten: Oostrom Video-assistenten: Honig |            |           |              | De Keijzer, Ter Avest, Van der Maarel , Van der Hoorn 77' ( Janssen), Warmerdam, Sylla 62', Maher 72', Van de Streek 42', Timber 77' ( Van Overeem), Ramselaar, Veerman 86' ( Douvikas) RESERVEBANK: Oelschlägel, Gadellaa, St. Jago, Gustafson, Boussaid, Balk, Van der Kust, Meissen | Houwen, Dasa, Oroz 53' ( Grbić 66'), Doekhi , Rasmussen, Wittek 64', Bero 90+4' ( Hájek), Tronstad 59', Domgjoni 75' ( Buitink), Frederiksen 90+4' ( Huisman), Openda RESERVEBANK: Schubert, Reiziger, Gboho, Yapi, Vroegh, Cornelisse, Manhoef |  |
| Stadion: Stadion Galgenwaard, Utrecht Toeschouwers: 16.886 Arbiter: Lindhout Assistenten: Van de Ven Assistenten: Brondijk 4de official: Hensgens Video-assistenten: Oostrom Video-assistenten: Honig |            |           |              | De Keijzer, Ter Avest, Van der Maarel , Van der Hoorn 77' ( Janssen), Warmerdam, Sylla 62', Maher 72', Van de Streek 42', Timber 77' ( Van Overeem), Ramselaar, Veerman 86' ( Douvikas) RESERVEBANK: Oelschlägel, Gadellaa, St. Jago, Gustafson, Boussaid, Balk, Van der Kust, Meissen | Houwen, Dasa, Oroz 53' ( Grbić 66'), Doekhi , Rasmussen, Wittek 64', Bero 90+4' ( Hájek), Tronstad 59', Domgjoni 75' ( Buitink), Frederiksen 90+4' ( Huisman), Openda RESERVEBANK: Schubert, Reiziger, Gboho, Yapi, Vroegh, Cornelisse, Manhoef |  |
| Bijz.: Wedstrijd in beide helften onderbroken door vuurwerk uit uitvak; staflid Vitesse 87' Afwezig: Bazoer (niet wedstrijdfit)                                                                       |            |           |              | | |  |

Speelronde 24:
| zondag 27 februari 2022, 12:15 | Vitesse                               | 4–1 (0–0) | N.E.C.      | Opstelling Vitesse | Opstelling N.E.C. |  |
| Stadion: GelreDome, Arnhem Toeschouwers: 13.877 Arbiter: Makkelie Assistenten: Steegstra Assistenten: De Vries 4de official: Ruperti Video-assistenten: Bos Video-assistenten: De Groot | Doekhi 54' Oroz 56' 80' Buitink 90+5' |           | 49' Duelund | Houwen, Dasa, Doekhi , Oroz 81', Rasmussen, Manhoef 65' ( Hájek), Bero, Domgjoni 83' ( Vroegh), Tronstad, Frederiksen 66' ( Buitink 90+6'), Openda RESERVEBANK: Schubert, Verstappen, Gboho, Yapi, Cornelisse, Huisman, De Regt | Branderhorst, Van Rooij, Márquez, Guth, Odenthal 79' ( Akman), El Karouani, Proper 72' ( Vet), Barreto, Tavşan, Okita, Mattsson 46' ( Duelund) RESERVEBANK: Vukovic, Roefs, Bronkhorst, De Wolf, Verdonk, Rossen |  |
| Stadion: GelreDome, Arnhem Toeschouwers: 13.877 Arbiter: Makkelie Assistenten: Steegstra Assistenten: De Vries 4de official: Ruperti Video-assistenten: Bos Video-assistenten: De Groot |                                       |           |             | Houwen, Dasa, Doekhi , Oroz 81', Rasmussen, Manhoef 65' ( Hájek), Bero, Domgjoni 83' ( Vroegh), Tronstad, Frederiksen 66' ( Buitink 90+6'), Openda RESERVEBANK: Schubert, Verstappen, Gboho, Yapi, Cornelisse, Huisman, De Regt | Branderhorst, Van Rooij, Márquez, Guth, Odenthal 79' ( Akman), El Karouani, Proper 72' ( Vet), Barreto, Tavşan, Okita, Mattsson 46' ( Duelund) RESERVEBANK: Vukovic, Roefs, Bronkhorst, De Wolf, Verdonk, Rossen |  |
| Stadion: GelreDome, Arnhem Toeschouwers: 13.877 Arbiter: Makkelie Assistenten: Steegstra Assistenten: De Vries 4de official: Ruperti Video-assistenten: Bos Video-assistenten: De Groot |                                       |           |             | Houwen, Dasa, Doekhi , Oroz 81', Rasmussen, Manhoef 65' ( Hájek), Bero, Domgjoni 83' ( Vroegh), Tronstad, Frederiksen 66' ( Buitink 90+6'), Openda RESERVEBANK: Schubert, Verstappen, Gboho, Yapi, Cornelisse, Huisman, De Regt | Branderhorst, Van Rooij, Márquez, Guth, Odenthal 79' ( Akman), El Karouani, Proper 72' ( Vet), Barreto, Tavşan, Okita, Mattsson 46' ( Duelund) RESERVEBANK: Vukovic, Roefs, Bronkhorst, De Wolf, Verdonk, Rossen |  |
| Afwezig: Grbić, Wittek (geschorst); Bazoer (niet wedstrijdfit) |                                       |           |             | | |  |

Speelronde 26:
| zondag 13 maart 2022, 14:30 | Heracles Almelo | 0–0 | Vitesse | Opstelling Heracles Almelo | Opstelling Vitesse |  |
| Stadion: Erve Asito, Almelo Toeschouwers: 7.035 Arbiter: Kamphuis Assistenten: Van Dongen Assistenten: Polman 4de official: Smit Video-assistenten: Van der Laan Video-assistenten: Bodde |                 |     |         | Bucker, Fadiga, Rente, Knoester , Quagliata 84', Ouahim 46' ( Schoofs), Kiomourtzoglou, De la Torre 90+2' ( Sierra), Laursen 62' ( Lunding 64'), Bakış 46' ( Armenteros), Başacıkoğlu 62' ( Hansson) RESERVEBANK: Jalving, Roosken, Szőke, Hoogma, Polley, İbrahimoğlu | Schubert, Oroz 78' ( Huisman), Hájek, Rasmussen , De Regt 37' ( Cornelisse), Buitink 16' 61' ( Openda), Tronstad, Domgjoni 20', Wittek, Grbić 46' ( Bero 75'), Frederiksen 61' ( Gboho) RESERVEBANK: Houwen, Reiziger, Manhoef, Steffen |  |
| Stadion: Erve Asito, Almelo Toeschouwers: 7.035 Arbiter: Kamphuis Assistenten: Van Dongen Assistenten: Polman 4de official: Smit Video-assistenten: Van der Laan Video-assistenten: Bodde |                 |     |         | Bucker, Fadiga, Rente, Knoester , Quagliata 84', Ouahim 46' ( Schoofs), Kiomourtzoglou, De la Torre 90+2' ( Sierra), Laursen 62' ( Lunding 64'), Bakış 46' ( Armenteros), Başacıkoğlu 62' ( Hansson) RESERVEBANK: Jalving, Roosken, Szőke, Hoogma, Polley, İbrahimoğlu | Schubert, Oroz 78' ( Huisman), Hájek, Rasmussen , De Regt 37' ( Cornelisse), Buitink 16' 61' ( Openda), Tronstad, Domgjoni 20', Wittek, Grbić 46' ( Bero 75'), Frederiksen 61' ( Gboho) RESERVEBANK: Houwen, Reiziger, Manhoef, Steffen |  |
| Stadion: Erve Asito, Almelo Toeschouwers: 7.035 Arbiter: Kamphuis Assistenten: Van Dongen Assistenten: Polman 4de official: Smit Video-assistenten: Van der Laan Video-assistenten: Bodde |                 |     |         | Bucker, Fadiga, Rente, Knoester , Quagliata 84', Ouahim 46' ( Schoofs), Kiomourtzoglou, De la Torre 90+2' ( Sierra), Laursen 62' ( Lunding 64'), Bakış 46' ( Armenteros), Başacıkoğlu 62' ( Hansson) RESERVEBANK: Jalving, Roosken, Szőke, Hoogma, Polley, İbrahimoğlu | Schubert, Oroz 78' ( Huisman), Hájek, Rasmussen , De Regt 37' ( Cornelisse), Buitink 16' 61' ( Openda), Tronstad, Domgjoni 20', Wittek, Grbić 46' ( Bero 75'), Frederiksen 61' ( Gboho) RESERVEBANK: Houwen, Reiziger, Manhoef, Steffen |  |
| Bijz.: Door restricties (veiligheid stadion) geen Vitesse-supporters aanwezig Afwezig: Doekhi, Vroegh (ziek); Verstappen (niet wedstrijdfit); Dasa (rust)                                 |                 |     |         | | |  |

Speelronde 27:
| zondag 20 maart 2022, 16:45 | Vitesse   | 1–2 (1–1) | RKC Waalwijk                | Opstelling Vitesse | Opstelling RKC Waalwijk |  |
| Stadion: GelreDome, Arnhem Toeschouwers: 13.625 Arbiter: Kooij Assistenten: Vandeursen Assistenten: Janssen 4de official: Dröge Video-assistenten: Nijhuis Video-assistenten: Koopman | Openda 6' |           | 15' Meulensteen 51' Büttner | Houwen, Dasa, Doekhi , Bazoer, Oroz 60' ( Cornelisse), Wittek 74', Gboho 60' ( Buitink), Tronstad, Domgjoni 60' ( Grbić), Openda, Frederiksen RESERVEBANK: Schubert, Reiziger, Yapi, Vroegh, Huisman, Manhoef | Vaessen, Adewoye, Meulensteen , Touba, Bakari, Anita, Azhil 88' ( Mulder), Büttner 88' ( Wouters), Kramer 67' ( Van der Venne), Odgaard 90', Stokkers 79' ( Oukili) RESERVEBANK: Pereira, El Maach, Lutonda, El Bouchataoui, Nieuwpoort, Kuijpers, Daneels, Van den Buijs |  |
| Stadion: GelreDome, Arnhem Toeschouwers: 13.625 Arbiter: Kooij Assistenten: Vandeursen Assistenten: Janssen 4de official: Dröge Video-assistenten: Nijhuis Video-assistenten: Koopman |           |           |                             | Houwen, Dasa, Doekhi , Bazoer, Oroz 60' ( Cornelisse), Wittek 74', Gboho 60' ( Buitink), Tronstad, Domgjoni 60' ( Grbić), Openda, Frederiksen RESERVEBANK: Schubert, Reiziger, Yapi, Vroegh, Huisman, Manhoef | Vaessen, Adewoye, Meulensteen , Touba, Bakari, Anita, Azhil 88' ( Mulder), Büttner 88' ( Wouters), Kramer 67' ( Van der Venne), Odgaard 90', Stokkers 79' ( Oukili) RESERVEBANK: Pereira, El Maach, Lutonda, El Bouchataoui, Nieuwpoort, Kuijpers, Daneels, Van den Buijs |  |
| Stadion: GelreDome, Arnhem Toeschouwers: 13.625 Arbiter: Kooij Assistenten: Vandeursen Assistenten: Janssen 4de official: Dröge Video-assistenten: Nijhuis Video-assistenten: Koopman |           |           |                             | Houwen, Dasa, Doekhi , Bazoer, Oroz 60' ( Cornelisse), Wittek 74', Gboho 60' ( Buitink), Tronstad, Domgjoni 60' ( Grbić), Openda, Frederiksen RESERVEBANK: Schubert, Reiziger, Yapi, Vroegh, Huisman, Manhoef | Vaessen, Adewoye, Meulensteen , Touba, Bakari, Anita, Azhil 88' ( Mulder), Büttner 88' ( Wouters), Kramer 67' ( Van der Venne), Odgaard 90', Stokkers 79' ( Oukili) RESERVEBANK: Pereira, El Maach, Lutonda, El Bouchataoui, Nieuwpoort, Kuijpers, Daneels, Van den Buijs |  |
| Bijz.: nieuwe grasmat in GelreDome Afwezig: Bero, Hájek (ziek) |           |           |                             | | |  |

Speelronde 28:
| zaterdag 2 april 2022, 20:00 | AZ                                                    | 3–1 (1–0) | Vitesse      | Opstelling AZ | Opstelling Vitesse |  |
| Stadion: AFAS Stadion, Alkmaar Toeschouwers: 17.406 Arbiter: Manschot Assistenten: Honig Assistenten: De Nas 4de official: Ruperti Video-assistenten: Oostrom Video-assistenten: Steegstra | Pavlidis 32' Rasmussen 56' (e.d.) Karlsson 83' (pen.) |           | 63' Tronstad | Vindahl, Witry 80' ( Aboukhlal), Beukema, Martins Indi, Wijndal , Midtsjø 70' ( Reijnders), De Wit, Clasie, Sugawara, Pavlidis 77' 85' ( Hatzidiakos), Karlsson RESERVEBANK: Verhulst, Reus, Sowah, Koopmeiners, Evjen, Kerkez, Buurmeester | Houwen, Doekhi , Bazoer, Rasmussen, Yapi 64' ( Gboho), Bero 58', Domgjoni 64' ( Buitink), Tronstad 86' ( Van Duivenbooden), Wittek 90+6', Openda, Grbić RESERVEBANK: Verstappen, Reiziger, Hájek, Vroegh, Cornelisse, Huisman, Manhoef, De Regt |  |
| Stadion: AFAS Stadion, Alkmaar Toeschouwers: 17.406 Arbiter: Manschot Assistenten: Honig Assistenten: De Nas 4de official: Ruperti Video-assistenten: Oostrom Video-assistenten: Steegstra |                                                       |           |              | Vindahl, Witry 80' ( Aboukhlal), Beukema, Martins Indi, Wijndal , Midtsjø 70' ( Reijnders), De Wit, Clasie, Sugawara, Pavlidis 77' 85' ( Hatzidiakos), Karlsson RESERVEBANK: Verhulst, Reus, Sowah, Koopmeiners, Evjen, Kerkez, Buurmeester | Houwen, Doekhi , Bazoer, Rasmussen, Yapi 64' ( Gboho), Bero 58', Domgjoni 64' ( Buitink), Tronstad 86' ( Van Duivenbooden), Wittek 90+6', Openda, Grbić RESERVEBANK: Verstappen, Reiziger, Hájek, Vroegh, Cornelisse, Huisman, Manhoef, De Regt |  |
| Stadion: AFAS Stadion, Alkmaar Toeschouwers: 17.406 Arbiter: Manschot Assistenten: Honig Assistenten: De Nas 4de official: Ruperti Video-assistenten: Oostrom Video-assistenten: Steegstra |                                                       |           |              | Vindahl, Witry 80' ( Aboukhlal), Beukema, Martins Indi, Wijndal , Midtsjø 70' ( Reijnders), De Wit, Clasie, Sugawara, Pavlidis 77' 85' ( Hatzidiakos), Karlsson RESERVEBANK: Verhulst, Reus, Sowah, Koopmeiners, Evjen, Kerkez, Buurmeester | Houwen, Doekhi , Bazoer, Rasmussen, Yapi 64' ( Gboho), Bero 58', Domgjoni 64' ( Buitink), Tronstad 86' ( Van Duivenbooden), Wittek 90+6', Openda, Grbić RESERVEBANK: Verstappen, Reiziger, Hájek, Vroegh, Cornelisse, Huisman, Manhoef, De Regt |  |
| Bijz.: Debuut Van Duivenbooden Afwezig: Dasa (corona); Frederiksen (geblesseerd); Hernández (interlandverplichtingen); Oroz (dienstplichtredenen); Schubert (ziek)                         |                                                       |           |              | | |  |

Speelronde 29:
| zondag 10 april 2022, 14:30 | Vitesse    | 1–0 (1–0) | SC Cambuur | Opstelling Vitesse | Opstelling SC Cambuur |  |
| Stadion: GelreDome, Arnhem Toeschouwers: 14.970 Arbiter: Van de Graaf Assistenten: Kleinjan Assistenten: Brondijk 4de official: Smit Video-assistenten: Van den Kerkhof Video-assistenten: Ozinga | Openda 42' |           |            | Houwen 46' ( Schubert), Doekhi , Bazoer, Rasmussen 45+2', Dasa, Bero, Tronstad, Huisman 70' ( Vroegh), Manhoef 86' ( Hájek), Buitink 86' ( Domgjoni), Openda 86' ( Grbić) RESERVEBANK: Reiziger, Yapi, Cornelisse, Van Duivenbooden | Bos, Tol, Mac-Intosch 87' ( Kiss), Schouten , Bangura, Jacobs, Ter Heide 77' ( Smit), Paulissen, Joosten 80' ( Doodeman), Uldriķis, Kallon 45+2' RESERVEBANK: Minnema, Renkel, Schmidt, Van Mameren |  |
| Stadion: GelreDome, Arnhem Toeschouwers: 14.970 Arbiter: Van de Graaf Assistenten: Kleinjan Assistenten: Brondijk 4de official: Smit Video-assistenten: Van den Kerkhof Video-assistenten: Ozinga |            |           |            | Houwen 46' ( Schubert), Doekhi , Bazoer, Rasmussen 45+2', Dasa, Bero, Tronstad, Huisman 70' ( Vroegh), Manhoef 86' ( Hájek), Buitink 86' ( Domgjoni), Openda 86' ( Grbić) RESERVEBANK: Reiziger, Yapi, Cornelisse, Van Duivenbooden | Bos, Tol, Mac-Intosch 87' ( Kiss), Schouten , Bangura, Jacobs, Ter Heide 77' ( Smit), Paulissen, Joosten 80' ( Doodeman), Uldriķis, Kallon 45+2' RESERVEBANK: Minnema, Renkel, Schmidt, Van Mameren |  |
| Stadion: GelreDome, Arnhem Toeschouwers: 14.970 Arbiter: Van de Graaf Assistenten: Kleinjan Assistenten: Brondijk 4de official: Smit Video-assistenten: Van den Kerkhof Video-assistenten: Ozinga |            |           |            | Houwen 46' ( Schubert), Doekhi , Bazoer, Rasmussen 45+2', Dasa, Bero, Tronstad, Huisman 70' ( Vroegh), Manhoef 86' ( Hájek), Buitink 86' ( Domgjoni), Openda 86' ( Grbić) RESERVEBANK: Reiziger, Yapi, Cornelisse, Van Duivenbooden | Bos, Tol, Mac-Intosch 87' ( Kiss), Schouten , Bangura, Jacobs, Ter Heide 77' ( Smit), Paulissen, Joosten 80' ( Doodeman), Uldriķis, Kallon 45+2' RESERVEBANK: Minnema, Renkel, Schmidt, Van Mameren |  |
| Afwezig: Frederiksen, Gboho, Wittek (geblesseerd); Oroz (dienstplichtredenen) |            |           |            | | |  |

Speelronde 25:
| vrijdag 4 maart 2022, 20:00 / dinsdag 19 april 2022, 18:45 | Vitesse           | 0–1 (0–1) | Sparta Rotterdam | Opstelling Vitesse | Opstelling Sparta Rotterdam |  |
| Stadion: GelreDome, Arnhem Toeschouwers: 9.771 / - Arbiter: Dieperink / Nijhuis Assistenten: Inia / Honig Assistenten: Van Kampen / Goossens 4de official: Martens / Eijgelsheim Video-assistenten: Gerrets / Bos Video-assistenten: Boonman / Westhof                                 | Openda 64' (pen.) |           | 5' Dalmau        | Houwen 90+2' ( Schubert), Oroz 46' ( Bazoer), Doekhi , Rasmussen, Dasa, Bero 40', Tronstad, Domgjoni 46' ( Huisman 90+2' ( Vroegh)), Wittek 68' 90+2' ( Hájek), Frederiksen 46' ( Buitink 50'), Openda RESERVEBANK: Reiziger, Yapi, Cornelisse+, Manhoef+ | Okoye, Abels, Beugelsdijk 18', Auassar 40', Durmisi, Mijnans 59' ( Jans), Van Mullem, De Kamps, Van Crooij 59' ( Pinto 67' 90+2' ( Masouras)), Engels 87' 90+2' ( Thy+), Dalmau 79' ( Vriends) RESERVEBANK: Coremans, Van Leer, Heylen, Meijers, Tahiri, Doesburg |  |
| Stadion: GelreDome, Arnhem Toeschouwers: 9.771 / - Arbiter: Dieperink / Nijhuis Assistenten: Inia / Honig Assistenten: Van Kampen / Goossens 4de official: Martens / Eijgelsheim Video-assistenten: Gerrets / Bos Video-assistenten: Boonman / Westhof                                 |                   |           |                  | Houwen 90+2' ( Schubert), Oroz 46' ( Bazoer), Doekhi , Rasmussen, Dasa, Bero 40', Tronstad, Domgjoni 46' ( Huisman 90+2' ( Vroegh)), Wittek 68' 90+2' ( Hájek), Frederiksen 46' ( Buitink 50'), Openda RESERVEBANK: Reiziger, Yapi, Cornelisse+, Manhoef+ | Okoye, Abels, Beugelsdijk 18', Auassar 40', Durmisi, Mijnans 59' ( Jans), Van Mullem, De Kamps, Van Crooij 59' ( Pinto 67' 90+2' ( Masouras)), Engels 87' 90+2' ( Thy+), Dalmau 79' ( Vriends) RESERVEBANK: Coremans, Van Leer, Heylen, Meijers, Tahiri, Doesburg |  |
| Stadion: GelreDome, Arnhem Toeschouwers: 9.771 / - Arbiter: Dieperink / Nijhuis Assistenten: Inia / Honig Assistenten: Van Kampen / Goossens 4de official: Martens / Eijgelsheim Video-assistenten: Gerrets / Bos Video-assistenten: Boonman / Westhof                                 |                   |           |                  | Houwen 90+2' ( Schubert), Oroz 46' ( Bazoer), Doekhi , Rasmussen, Dasa, Bero 40', Tronstad, Domgjoni 46' ( Huisman 90+2' ( Vroegh)), Wittek 68' 90+2' ( Hájek), Frederiksen 46' ( Buitink 50'), Openda RESERVEBANK: Reiziger, Yapi, Cornelisse+, Manhoef+ | Okoye, Abels, Beugelsdijk 18', Auassar 40', Durmisi, Mijnans 59' ( Jans), Van Mullem, De Kamps, Van Crooij 59' ( Pinto 67' 90+2' ( Masouras)), Engels 87' 90+2' ( Thy+), Dalmau 79' ( Vriends) RESERVEBANK: Coremans, Van Leer, Heylen, Meijers, Tahiri, Doesburg |  |
| Bijz.: Wedstrijd 4 maart gestaakt in 92e minuut nadat Okoye geraakt werd vanuit het publiek; laatste 6 minuten werden uitgespeeld op 19 april (met spelers '+' toegevoegd) Afwezig: Grbić (geschorst); Cornelisse, Manhoef, De Regt (niet wedstrijdfit) / Houwen, Wittek (geblesseerd) |                   |           |                  | | |  |

Speelronde 30:
| zondag 24 april 2022, 12:15 | Willem II   | 1–0 (1–0) | Vitesse | Opstelling Willem II | Opstelling Vitesse |  |
| Stadion: Koning Willem II Stadion, Tilburg Toeschouwers: 13.478 Arbiter: Gözübüyük Assistenten: Van Zuilen Assistenten: Balder 4de official: Vereijken Video-assistenten: Van der Laan Video-assistenten: Nanninga | Hornkamp 4' |           |         | Wellenreuther, Owusu, Dammers, Köhn, Köhlert 90+2' ( Roemeratoe), Saddiki, Heerkens, Llonch, Nunnely, Hornkamp 73' ( Kabangu), Svensson 84' ( Crowley) RESERVEBANK: Van den Berg, Brondeel, Ludewig, Jenssen, Bergström, Kampetsis, Spieringhs, El Khayati | Schubert, Doekhi , Bazoer 57', Rasmussen 55', Dasa, Bero 79', Tronstad 62', Huisman 72' ( Van Duivenbooden), Manhoef 84' ( Jonathans), Grbić, Openda RESERVEBANK: Verstappen, Reiziger, Hájek, Domgjoni, Yapi, Vroegh, Cornelisse |  |
| Stadion: Koning Willem II Stadion, Tilburg Toeschouwers: 13.478 Arbiter: Gözübüyük Assistenten: Van Zuilen Assistenten: Balder 4de official: Vereijken Video-assistenten: Van der Laan Video-assistenten: Nanninga |             |           |         | Wellenreuther, Owusu, Dammers, Köhn, Köhlert 90+2' ( Roemeratoe), Saddiki, Heerkens, Llonch, Nunnely, Hornkamp 73' ( Kabangu), Svensson 84' ( Crowley) RESERVEBANK: Van den Berg, Brondeel, Ludewig, Jenssen, Bergström, Kampetsis, Spieringhs, El Khayati | Schubert, Doekhi , Bazoer 57', Rasmussen 55', Dasa, Bero 79', Tronstad 62', Huisman 72' ( Van Duivenbooden), Manhoef 84' ( Jonathans), Grbić, Openda RESERVEBANK: Verstappen, Reiziger, Hájek, Domgjoni, Yapi, Vroegh, Cornelisse |  |
| Stadion: Koning Willem II Stadion, Tilburg Toeschouwers: 13.478 Arbiter: Gözübüyük Assistenten: Van Zuilen Assistenten: Balder 4de official: Vereijken Video-assistenten: Van der Laan Video-assistenten: Nanninga |             |           |         | Wellenreuther, Owusu, Dammers, Köhn, Köhlert 90+2' ( Roemeratoe), Saddiki, Heerkens, Llonch, Nunnely, Hornkamp 73' ( Kabangu), Svensson 84' ( Crowley) RESERVEBANK: Van den Berg, Brondeel, Ludewig, Jenssen, Bergström, Kampetsis, Spieringhs, El Khayati | Schubert, Doekhi , Bazoer 57', Rasmussen 55', Dasa, Bero 79', Tronstad 62', Huisman 72' ( Van Duivenbooden), Manhoef 84' ( Jonathans), Grbić, Openda RESERVEBANK: Verstappen, Reiziger, Hájek, Domgjoni, Yapi, Vroegh, Cornelisse |  |
| Bijz.: Debuut Jonathans Afwezig: Buitink (geschorst); Frederiksen, Gboho, Houwen, Wittek (geblesseerd); Hernández (ziek); Oroz (dienstplichtredenen)                                                               |             |           |         | | |  |

Speelronde 31:
| zondag 1 mei 2022, 14:30 | Go Ahead Eagles | 1–2 (1–1) | Vitesse        | Opstelling Go Ahead Eagles | Opstelling Vitesse |  |
| Stadion: De Adelaarshorst, Deventer Toeschouwers: 9.814 Arbiter: Manschot Assistenten: Polman Assistenten: Van Kampen 4de official: Hensgens Video-assistenten: Dröge Video-assistenten: Steegstra | Lidberg 35'     |           | 13' 69' Openda | Noppert, Lucassen, Nauber, Kramer 48' ( Bakker), Kuipers , Deijl, Rommens, Brouwers 74' ( Mulenga), Oratmangoen, Córdoba 85' ( Berden), Lidberg 74' ( Heil) RESERVEBANK: Schuurman, Hengelman, Tuzlacık, Dumay, Aventisian, Cardona, Linthorst | Schubert, Dasa, Doekhi , Cornelisse, Hájek 3', Manhoef 73' ( Buitink 90+4'), Domgjoni, Bazoer 62', Vroegh, Openda 90+2' ( Huisman), Grbić 60' ( Yapi) RESERVEBANK: Verstappen, Reiziger, Hernández, Jonathans, De Regt |  |
| Stadion: De Adelaarshorst, Deventer Toeschouwers: 9.814 Arbiter: Manschot Assistenten: Polman Assistenten: Van Kampen 4de official: Hensgens Video-assistenten: Dröge Video-assistenten: Steegstra |                 |           |                | Noppert, Lucassen, Nauber, Kramer 48' ( Bakker), Kuipers , Deijl, Rommens, Brouwers 74' ( Mulenga), Oratmangoen, Córdoba 85' ( Berden), Lidberg 74' ( Heil) RESERVEBANK: Schuurman, Hengelman, Tuzlacık, Dumay, Aventisian, Cardona, Linthorst | Schubert, Dasa, Doekhi , Cornelisse, Hájek 3', Manhoef 73' ( Buitink 90+4'), Domgjoni, Bazoer 62', Vroegh, Openda 90+2' ( Huisman), Grbić 60' ( Yapi) RESERVEBANK: Verstappen, Reiziger, Hernández, Jonathans, De Regt |  |
| Stadion: De Adelaarshorst, Deventer Toeschouwers: 9.814 Arbiter: Manschot Assistenten: Polman Assistenten: Van Kampen 4de official: Hensgens Video-assistenten: Dröge Video-assistenten: Steegstra |                 |           |                | Noppert, Lucassen, Nauber, Kramer 48' ( Bakker), Kuipers , Deijl, Rommens, Brouwers 74' ( Mulenga), Oratmangoen, Córdoba 85' ( Berden), Lidberg 74' ( Heil) RESERVEBANK: Schuurman, Hengelman, Tuzlacık, Dumay, Aventisian, Cardona, Linthorst | Schubert, Dasa, Doekhi , Cornelisse, Hájek 3', Manhoef 73' ( Buitink 90+4'), Domgjoni, Bazoer 62', Vroegh, Openda 90+2' ( Huisman), Grbić 60' ( Yapi) RESERVEBANK: Verstappen, Reiziger, Hernández, Jonathans, De Regt |  |
| Afwezig: Bero, Rasmussen, Tronstad (geschorst); Frederiksen, Gboho, Houwen, Wittek (geblesseerd); Oroz (dienstplichtredenen)                                                                       |                 |           |                | | |  |

Speelronde 32:
| zondag 8 mei 2022, 14:30 | Vitesse           | 1–2 (1–0) | sc Heerenveen | Opstelling Vitesse | Opstelling sc Heerenveen |  |
| Stadion: GelreDome, Arnhem Toeschouwers: 14.710 Arbiter: Martens Assistenten: Vandeursen Assistenten: Overtoom 4de official: Eijgelsheim Video-assistenten: Hensgens Video-assistenten: Van Vlokhoven                    | Bero 45+1' (pen.) |           | 75' 83' Sarr  | Schubert, Dasa, Doekhi , Hájek, Rasmussen 45' ( Huisman), Manhoef 80' ( Grbić), Bero, Cornelisse, Tronstad, Buitink 23' 65' ( Vroegh), Openda RESERVEBANK: Verstappen, Reiziger, Frederiksen, Domgjoni | Mulder , Van Ewijk 72' ( Musaba), Van Beek, Drešević, Woudenberg, Kaib 72' ( Madsen), Tahiri 84' ( De Jong), Haye, Halilović 9' 46' ( Al Hajj), Van Hooijdonk, Sarr 84' ( Van der Heide) RESERVEBANK: Mous, Bekkema, Van Ottele, Stevanović, Akujobi, Zaal, Nunumete |  |
| Stadion: GelreDome, Arnhem Toeschouwers: 14.710 Arbiter: Martens Assistenten: Vandeursen Assistenten: Overtoom 4de official: Eijgelsheim Video-assistenten: Hensgens Video-assistenten: Van Vlokhoven                    |                   |           |               | Schubert, Dasa, Doekhi , Hájek, Rasmussen 45' ( Huisman), Manhoef 80' ( Grbić), Bero, Cornelisse, Tronstad, Buitink 23' 65' ( Vroegh), Openda RESERVEBANK: Verstappen, Reiziger, Frederiksen, Domgjoni | Mulder , Van Ewijk 72' ( Musaba), Van Beek, Drešević, Woudenberg, Kaib 72' ( Madsen), Tahiri 84' ( De Jong), Haye, Halilović 9' 46' ( Al Hajj), Van Hooijdonk, Sarr 84' ( Van der Heide) RESERVEBANK: Mous, Bekkema, Van Ottele, Stevanović, Akujobi, Zaal, Nunumete |  |
| Stadion: GelreDome, Arnhem Toeschouwers: 14.710 Arbiter: Martens Assistenten: Vandeursen Assistenten: Overtoom 4de official: Eijgelsheim Video-assistenten: Hensgens Video-assistenten: Van Vlokhoven                    |                   |           |               | Schubert, Dasa, Doekhi , Hájek, Rasmussen 45' ( Huisman), Manhoef 80' ( Grbić), Bero, Cornelisse, Tronstad, Buitink 23' 65' ( Vroegh), Openda RESERVEBANK: Verstappen, Reiziger, Frederiksen, Domgjoni | Mulder , Van Ewijk 72' ( Musaba), Van Beek, Drešević, Woudenberg, Kaib 72' ( Madsen), Tahiri 84' ( De Jong), Haye, Halilović 9' 46' ( Al Hajj), Van Hooijdonk, Sarr 84' ( Van der Heide) RESERVEBANK: Mous, Bekkema, Van Ottele, Stevanović, Akujobi, Zaal, Nunumete |  |
| Bijz.: Aftrap vervroegd na Europese uitgeschakeling; een deel van de Theo Bos Zuid-tribune is gesloten i.v.m. de veiligheid Afwezig: Bazoer (geschorst); Gboho, Houwen, Wittek (geblesseerd); Oroz (dienstplichtredenen) |                   |           |               | | |  |

Speelronde 33:
| woensdag 11 mei 2022, 20:00 | Fortuna Sittard   | 1–2 (1–1) | Vitesse                  | Opstelling Fortuna Sittard | Opstelling Vitesse |  |
| Stadion: Fortuna Sittard Stadion, Sittard Toeschouwers: 10.883 Arbiter: Van Boekel Assistenten: Van de Ven Assistenten: Kucukerbir 4de official: Vereijken Video-assistenten: Pérez Video-assistenten: Balder | Gladon 44' (pen.) |           | 45+1' Manhoef 63' Openda | Van Osch, Angha 12' 69' ( Benschop), Siovas, Samaris 30' ( Lonwijk), Botaka 69' ( Noslin), Tekie, Rienstra 79' ( Baghdadi), Tirpan, Cox, Gladon, Semedo RESERVEBANK: Dornebusch, Verrips, Johansson, Musaba, Taşçı, Hogervorst | Schubert, Dasa, Doekhi 43', Bazoer, Hájek 46' ( Cornelisse), Manhoef, Domgjoni 84' ( Vroegh), Bero, Tronstad, Grbić 76' ( Buitink), Openda 88' ( Yapi) RESERVEBANK: Verstappen, Reiziger, Frederiksen, Huisman |  |
| Stadion: Fortuna Sittard Stadion, Sittard Toeschouwers: 10.883 Arbiter: Van Boekel Assistenten: Van de Ven Assistenten: Kucukerbir 4de official: Vereijken Video-assistenten: Pérez Video-assistenten: Balder |                   |           |                          | Van Osch, Angha 12' 69' ( Benschop), Siovas, Samaris 30' ( Lonwijk), Botaka 69' ( Noslin), Tekie, Rienstra 79' ( Baghdadi), Tirpan, Cox, Gladon, Semedo RESERVEBANK: Dornebusch, Verrips, Johansson, Musaba, Taşçı, Hogervorst | Schubert, Dasa, Doekhi 43', Bazoer, Hájek 46' ( Cornelisse), Manhoef, Domgjoni 84' ( Vroegh), Bero, Tronstad, Grbić 76' ( Buitink), Openda 88' ( Yapi) RESERVEBANK: Verstappen, Reiziger, Frederiksen, Huisman |  |
| Stadion: Fortuna Sittard Stadion, Sittard Toeschouwers: 10.883 Arbiter: Van Boekel Assistenten: Van de Ven Assistenten: Kucukerbir 4de official: Vereijken Video-assistenten: Pérez Video-assistenten: Balder |                   |           |                          | Van Osch, Angha 12' 69' ( Benschop), Siovas, Samaris 30' ( Lonwijk), Botaka 69' ( Noslin), Tekie, Rienstra 79' ( Baghdadi), Tirpan, Cox, Gladon, Semedo RESERVEBANK: Dornebusch, Verrips, Johansson, Musaba, Taşçı, Hogervorst | Schubert, Dasa, Doekhi 43', Bazoer, Hájek 46' ( Cornelisse), Manhoef, Domgjoni 84' ( Vroegh), Bero, Tronstad, Grbić 76' ( Buitink), Openda 88' ( Yapi) RESERVEBANK: Verstappen, Reiziger, Frederiksen, Huisman |  |
| Bijz.: Beide elftallen met rouwbanden i.v.m. overlijden Jody Lukoki Afwezig: Gboho, Houwen, Rasmussen, Wittek (geblesseerd); Oroz (dienstplichtredenen)                                                       |                   |           |                          | | |  |

Speelronde 34:
| zondag 15 mei 2022, 14:30 | Vitesse        | 2–2 (0–1) | Ajax                    | Opstelling Vitesse | Opstelling Ajax |  |
| Stadion: GelreDome, Arnhem Toeschouwers: 18.920 Arbiter: Nijhuis Assistenten: Dobre Assistenten: Inia 4de official: Van der Laan Video-assistenten: Bos Video-assistenten: Ozinga | Openda 52' 56' |           | 15' Brobbey 87' Álvarez | Schubert, Dasa, Doekhi , Bazoer, Cornelisse, Manhoef 89' ( Yapi), Domgjoni 53' ( Grbić), Bero 89' ( Huisman), Tronstad, Vroegh 53' ( Buitink), Openda RESERVEBANK: Houwen, Reiziger, Frederiksen, Van Zwam | Gorter, Regeer 79' ( Van Gelderen), Rensch 64' ( Kudus), Blind 73', Tagliafico 64' ( Salah-Eddine), Taylor, Álvarez 24', Tadić , Berghuis, Haller 57' ( Klaassen 76'), Brobbey 79' ( Daramy) RESERVEBANK: Stekelenburg, Tytoń, Ihattaren, Llansana, Musampa |  |
| Stadion: GelreDome, Arnhem Toeschouwers: 18.920 Arbiter: Nijhuis Assistenten: Dobre Assistenten: Inia 4de official: Van der Laan Video-assistenten: Bos Video-assistenten: Ozinga |                |           |                         | Schubert, Dasa, Doekhi , Bazoer, Cornelisse, Manhoef 89' ( Yapi), Domgjoni 53' ( Grbić), Bero 89' ( Huisman), Tronstad, Vroegh 53' ( Buitink), Openda RESERVEBANK: Houwen, Reiziger, Frederiksen, Van Zwam | Gorter, Regeer 79' ( Van Gelderen), Rensch 64' ( Kudus), Blind 73', Tagliafico 64' ( Salah-Eddine), Taylor, Álvarez 24', Tadić , Berghuis, Haller 57' ( Klaassen 76'), Brobbey 79' ( Daramy) RESERVEBANK: Stekelenburg, Tytoń, Ihattaren, Llansana, Musampa |  |
| Stadion: GelreDome, Arnhem Toeschouwers: 18.920 Arbiter: Nijhuis Assistenten: Dobre Assistenten: Inia 4de official: Van der Laan Video-assistenten: Bos Video-assistenten: Ozinga |                |           |                         | Schubert, Dasa, Doekhi , Bazoer, Cornelisse, Manhoef 89' ( Yapi), Domgjoni 53' ( Grbić), Bero 89' ( Huisman), Tronstad, Vroegh 53' ( Buitink), Openda RESERVEBANK: Houwen, Reiziger, Frederiksen, Van Zwam | Gorter, Regeer 79' ( Van Gelderen), Rensch 64' ( Kudus), Blind 73', Tagliafico 64' ( Salah-Eddine), Taylor, Álvarez 24', Tadić , Berghuis, Haller 57' ( Klaassen 76'), Brobbey 79' ( Daramy) RESERVEBANK: Stekelenburg, Tytoń, Ihattaren, Llansana, Musampa |  |
| Bijz.: Vitesse viert het 130-jarig jubileum, speelt in het thuistenue van het komende seizoen Afwezig: Gboho, Hájek, Rasmussen, Wittek (geblesseerd); Oroz (dienstplichtredenen)  |                |           |                         | | |  |

### Play-offs om Europees voetbal
Halve finale, wedstrijd 1:
| donderdag 19 mei 2022, 21:00 | FC Utrecht                                        | 3–1 (2–0) | Vitesse    | Opstelling FC Utrecht | Opstelling Vitesse |  |
| Stadion: Stadion Galgenwaard, Utrecht Toeschouwers: 17.524 Arbiter: Higler Assistenten: Zeinstra Assistenten: Diks 4de official: Blank Video-assistenten: Van der Eijk Video-assistenten: Inia | Janssen 3' Van de Streek 21' Gustafson 81' (pen.) |           | 85' Vroegh | Oelschlägel, Ter Avest, Van der Hoorn, Janssen , Van der Kust 51', Timber 79' ( Veerman), Van Overeem, Van de Streek 53', Gustafson 90+3' ( Van der Maarel), Douvikas 70' ( Mahi), Boussaid 79' ( Almqvist) RESERVEBANK: Nijhuis, Maher, Zagre, Warmerdam, Sylla, Balk, Shein, Kluivert | Houwen, Dasa, Doekhi 74', Bazoer, Cornelisse 56' ( Domgjoni), Manhoef, Bero, Tronstad 60', Buitink 51' 56' ( Huisman), Openda 90+3', Frederiksen 46' ( Vroegh) RESERVEBANK: Schubert, Reiziger, Hájek, Yapi, Hernández |  |
| Stadion: Stadion Galgenwaard, Utrecht Toeschouwers: 17.524 Arbiter: Higler Assistenten: Zeinstra Assistenten: Diks 4de official: Blank Video-assistenten: Van der Eijk Video-assistenten: Inia |                                                   |           |            | Oelschlägel, Ter Avest, Van der Hoorn, Janssen , Van der Kust 51', Timber 79' ( Veerman), Van Overeem, Van de Streek 53', Gustafson 90+3' ( Van der Maarel), Douvikas 70' ( Mahi), Boussaid 79' ( Almqvist) RESERVEBANK: Nijhuis, Maher, Zagre, Warmerdam, Sylla, Balk, Shein, Kluivert | Houwen, Dasa, Doekhi 74', Bazoer, Cornelisse 56' ( Domgjoni), Manhoef, Bero, Tronstad 60', Buitink 51' 56' ( Huisman), Openda 90+3', Frederiksen 46' ( Vroegh) RESERVEBANK: Schubert, Reiziger, Hájek, Yapi, Hernández |  |
| Stadion: Stadion Galgenwaard, Utrecht Toeschouwers: 17.524 Arbiter: Higler Assistenten: Zeinstra Assistenten: Diks 4de official: Blank Video-assistenten: Van der Eijk Video-assistenten: Inia |                                                   |           |            | Oelschlägel, Ter Avest, Van der Hoorn, Janssen , Van der Kust 51', Timber 79' ( Veerman), Van Overeem, Van de Streek 53', Gustafson 90+3' ( Van der Maarel), Douvikas 70' ( Mahi), Boussaid 79' ( Almqvist) RESERVEBANK: Nijhuis, Maher, Zagre, Warmerdam, Sylla, Balk, Shein, Kluivert | Houwen, Dasa, Doekhi 74', Bazoer, Cornelisse 56' ( Domgjoni), Manhoef, Bero, Tronstad 60', Buitink 51' 56' ( Huisman), Openda 90+3', Frederiksen 46' ( Vroegh) RESERVEBANK: Schubert, Reiziger, Hájek, Yapi, Hernández |  |
| Bijz.: 'Slechts' 362 Vitesse-supporters mee door combi-verplichting en beperkte beschikbaarheid bussen Afwezig: Gboho, Rasmussen, Wittek (geblesseerd); Oroz (dienstplichtredenen)             |                                                   |           |            | | |  |

Halve finale, wedstrijd 2:
| zondag 22 mei 2022, 18:00 | Vitesse                                  | 3–0 (n.v.) (1–0; 2–0) | FC Utrecht | Opstelling Vitesse | Opstelling FC Utrecht |  |
| Stadion: GelreDome, Arnhem Toeschouwers: 13.675 Arbiter: Lindhout Assistenten: Schaap Assistenten: De Nas 4de official: Cantineau Video-assistenten: Kamphuis Video-assistenten: Van Vlokhoven | Manhoef 39' Tronstad 52' Frederiksen 93' |                       |            | Houwen 117', Dasa 119' ( Steffen), Bazoer, Doekhi , Manhoef 106' ( Hájek 112'), Bero, Domgjoni 44' 84' ( Huisman), Tronstad, Vroegh 91' ( Yapi), Buitink 84' ( Frederiksen 120+1', 120+3'), Openda 119' ( Grbić) RESERVEBANK: Schubert, Verstappen, Reiziger, Hernández, Van Zwam, De Regt | Oelschlägel, Ter Avest 100' ( Van der Maarel 105+1'), Van der Hoorn, Janssen , Van der Kust 100' ( Zagre), Van Overeem, Timber 89' ( Veerman), Van de Streek 70' ( Shein), Gustafson, Douvikas 58' ( Almqvist), Boussaid RESERVEBANK: Nijhuis, Mahi, Warmerdam, Sylla, Balk, Kluivert, Meissen |  |
| Stadion: GelreDome, Arnhem Toeschouwers: 13.675 Arbiter: Lindhout Assistenten: Schaap Assistenten: De Nas 4de official: Cantineau Video-assistenten: Kamphuis Video-assistenten: Van Vlokhoven |                                          |                       |            | Houwen 117', Dasa 119' ( Steffen), Bazoer, Doekhi , Manhoef 106' ( Hájek 112'), Bero, Domgjoni 44' 84' ( Huisman), Tronstad, Vroegh 91' ( Yapi), Buitink 84' ( Frederiksen 120+1', 120+3'), Openda 119' ( Grbić) RESERVEBANK: Schubert, Verstappen, Reiziger, Hernández, Van Zwam, De Regt | Oelschlägel, Ter Avest 100' ( Van der Maarel 105+1'), Van der Hoorn, Janssen , Van der Kust 100' ( Zagre), Van Overeem, Timber 89' ( Veerman), Van de Streek 70' ( Shein), Gustafson, Douvikas 58' ( Almqvist), Boussaid RESERVEBANK: Nijhuis, Mahi, Warmerdam, Sylla, Balk, Kluivert, Meissen |  |
| Stadion: GelreDome, Arnhem Toeschouwers: 13.675 Arbiter: Lindhout Assistenten: Schaap Assistenten: De Nas 4de official: Cantineau Video-assistenten: Kamphuis Video-assistenten: Van Vlokhoven |                                          |                       |            | Houwen 117', Dasa 119' ( Steffen), Bazoer, Doekhi , Manhoef 106' ( Hájek 112'), Bero, Domgjoni 44' 84' ( Huisman), Tronstad, Vroegh 91' ( Yapi), Buitink 84' ( Frederiksen 120+1', 120+3'), Openda 119' ( Grbić) RESERVEBANK: Schubert, Verstappen, Reiziger, Hernández, Van Zwam, De Regt | Oelschlägel, Ter Avest 100' ( Van der Maarel 105+1'), Van der Hoorn, Janssen , Van der Kust 100' ( Zagre), Van Overeem, Timber 89' ( Veerman), Van de Streek 70' ( Shein), Gustafson, Douvikas 58' ( Almqvist), Boussaid RESERVEBANK: Nijhuis, Mahi, Warmerdam, Sylla, Balk, Kluivert, Meissen |  |
| Bijz.: Debuut Steffen Afwezig: Cornelisse, Gboho, Rasmussen, Wittek (geblesseerd); Oroz (dienstplichtredenen)                                                                                  |                                          |                       |            | | |  |

Finale, wedstrijd 1:
| donderdag 26 mei 2022, 20:00 | Vitesse                | 2–1 (1–0) | AZ         | Opstelling Vitesse | Opstelling AZ |  |
| Stadion: GelreDome, Arnhem Toeschouwers: 17.547 Arbiter: Van Boekel Assistenten: Goossens Assistenten: Dobre 4de official: Kooij Video-assistenten: Lindhout Video-assistenten: Van de Ven | Buitink 22' Openda 86' |           | 59' Clasie | Houwen, Yapi 76' ( De Regt), Doekhi , Bazoer, Manhoef, Vroegh 76' ( Jonathans), Tronstad, Domgjoni 46' ( Hájek 49'), Bero, Buitink 76' ( Huisman), Openda 89' ( Steffen) RESERVEBANK: Verstappen, Van Haveren, Cornelisse, Van Zwam | Vindahl, Hatzidiakos, Beukema, Martins Indi , Kerkez 80' ( Witry), Midtsjø 16' ( Reijnders), De Wit, Clasie, Evjen 80' ( Aboukhlal), Pavlidis, Karlsson RESERVEBANK: Verhulst, Sugawara, Sowah, Koopmeiners, Duin, Taabouni, Buurmeester, Dekker, Van Brederode |  |
| Stadion: GelreDome, Arnhem Toeschouwers: 17.547 Arbiter: Van Boekel Assistenten: Goossens Assistenten: Dobre 4de official: Kooij Video-assistenten: Lindhout Video-assistenten: Van de Ven |                        |           |            | Houwen, Yapi 76' ( De Regt), Doekhi , Bazoer, Manhoef, Vroegh 76' ( Jonathans), Tronstad, Domgjoni 46' ( Hájek 49'), Bero, Buitink 76' ( Huisman), Openda 89' ( Steffen) RESERVEBANK: Verstappen, Van Haveren, Cornelisse, Van Zwam | Vindahl, Hatzidiakos, Beukema, Martins Indi , Kerkez 80' ( Witry), Midtsjø 16' ( Reijnders), De Wit, Clasie, Evjen 80' ( Aboukhlal), Pavlidis, Karlsson RESERVEBANK: Verhulst, Sugawara, Sowah, Koopmeiners, Duin, Taabouni, Buurmeester, Dekker, Van Brederode |  |
| Stadion: GelreDome, Arnhem Toeschouwers: 17.547 Arbiter: Van Boekel Assistenten: Goossens Assistenten: Dobre 4de official: Kooij Video-assistenten: Lindhout Video-assistenten: Van de Ven |                        |           |            | Houwen, Yapi 76' ( De Regt), Doekhi , Bazoer, Manhoef, Vroegh 76' ( Jonathans), Tronstad, Domgjoni 46' ( Hájek 49'), Bero, Buitink 76' ( Huisman), Openda 89' ( Steffen) RESERVEBANK: Verstappen, Van Haveren, Cornelisse, Van Zwam | Vindahl, Hatzidiakos, Beukema, Martins Indi , Kerkez 80' ( Witry), Midtsjø 16' ( Reijnders), De Wit, Clasie, Evjen 80' ( Aboukhlal), Pavlidis, Karlsson RESERVEBANK: Verhulst, Sugawara, Sowah, Koopmeiners, Duin, Taabouni, Buurmeester, Dekker, Van Brederode |  |
| Afwezig: Frederiksen (geschorst); Dasa (bruiloft); Hernández (interlandverplichtingen); Gboho, Rasmussen, Wittek (geblesseerd); Grbić (ziek); Oroz (dienstplichtredenen)                   |                        |           |            | | |  |

Finale, wedstrijd 2:
| zondag 29 mei 2022, 14:30 | AZ                                                        | 6–1 (3–0) | Vitesse    | Opstelling AZ | Opstelling Vitesse |  |
| Stadion: AFAS Stadion, Alkmaar Toeschouwers: 15.222 Arbiter: Nijhuis Assistenten: Bluemink Assistenten: Van Dongen 4de official: Bos Video-assistenten: Manschot Video-assistenten: Van Kampen | Pavlidis 3' Reijnders 13' 52' De Wit 41' Karlsson 75' 89' |           | 78' Bazoer | Vindahl, Hatzidiakos 81' ( Sugawara), Beukema, Martins Indi , Kerkez 90' ( Dekker), Reijnders, De Wit, Clasie 46' ( Koopmeiners), Evjen 8' 90' ( Buurmeester), Pavlidis 67' ( Aboukhlal), Karlsson RESERVEBANK: Verhulst, Westerveld, Sowah, Witry, Barası, Duin, Van Brederode | Houwen, Yapi 46' ( Frederiksen), Bazoer, Doekhi , Cornelisse 46' ( Huisman), Manhoef, Bero 29', Tronstad 69' 83' ( Steffen), Vroegh 46' ( Domgjoni), Openda 69', Buitink 56' ( Grbić) RESERVEBANK: Schubert, Verstappen, Jonathans, Van Zwam, De Regt |  |
| Stadion: AFAS Stadion, Alkmaar Toeschouwers: 15.222 Arbiter: Nijhuis Assistenten: Bluemink Assistenten: Van Dongen 4de official: Bos Video-assistenten: Manschot Video-assistenten: Van Kampen |                                                           |           |            | Vindahl, Hatzidiakos 81' ( Sugawara), Beukema, Martins Indi , Kerkez 90' ( Dekker), Reijnders, De Wit, Clasie 46' ( Koopmeiners), Evjen 8' 90' ( Buurmeester), Pavlidis 67' ( Aboukhlal), Karlsson RESERVEBANK: Verhulst, Westerveld, Sowah, Witry, Barası, Duin, Van Brederode | Houwen, Yapi 46' ( Frederiksen), Bazoer, Doekhi , Cornelisse 46' ( Huisman), Manhoef, Bero 29', Tronstad 69' 83' ( Steffen), Vroegh 46' ( Domgjoni), Openda 69', Buitink 56' ( Grbić) RESERVEBANK: Schubert, Verstappen, Jonathans, Van Zwam, De Regt |  |
| Stadion: AFAS Stadion, Alkmaar Toeschouwers: 15.222 Arbiter: Nijhuis Assistenten: Bluemink Assistenten: Van Dongen 4de official: Bos Video-assistenten: Manschot Video-assistenten: Van Kampen |                                                           |           |            | Vindahl, Hatzidiakos 81' ( Sugawara), Beukema, Martins Indi , Kerkez 90' ( Dekker), Reijnders, De Wit, Clasie 46' ( Koopmeiners), Evjen 8' 90' ( Buurmeester), Pavlidis 67' ( Aboukhlal), Karlsson RESERVEBANK: Verhulst, Westerveld, Sowah, Witry, Barası, Duin, Van Brederode | Houwen, Yapi 46' ( Frederiksen), Bazoer, Doekhi , Cornelisse 46' ( Huisman), Manhoef, Bero 29', Tronstad 69' 83' ( Steffen), Vroegh 46' ( Domgjoni), Openda 69', Buitink 56' ( Grbić) RESERVEBANK: Schubert, Verstappen, Jonathans, Van Zwam, De Regt |  |
| Afwezig: Hájek (geschorst); Dasa (bruiloft); Hernández (interlandverplichtingen); Gboho, Rasmussen, Wittek (geblesseerd); Oroz (dienstplichtredenen)                                           |                                                           |           |            | | |  |

### KNVB beker
- De eerste ronde van de KNVB beker vond plaats op 26, 27 en 28 oktober. Vitesse sloeg deze ronde als Europees spelende ploeg over.[64]
- Op 30 oktober lootte Vitesse een thuiswedstrijd in de tweede ronde tegen Sparta Rotterdam.
- Op 18 december lootte Vitesse een thuiswedstrijd in de achtste finale tegen DVS '33 Ermelo.
- Op 18 januari plaatste Vitesse zich voor de kwartfinale en was daarvoor al zeker van een uitwedstrijd.
- Op 22 januari lootte Vitesse Ajax als tegenstander in de kwartfinale.

Tweede ronde:
| woensdag 15 december 2021, 18:00 | Vitesse             | 2–1 (1–1) | Sparta Rotterdam      | Opstelling Vitesse | Opstelling Sparta Rotterdam |  |
| Stadion: GelreDome, Arnhem Toeschouwers: - Arbiter: Dieperink Assistenten: Kleinjan Assistenten: Schaap 4de official: Oostrom                                                                  | Frederiksen 42' 80' |           | 33' (pen.) Van Crooij | Houwen, Yapi 39' 63' ( Oroz), Doekhi , Bazoer 32' 46' ( Huisman 50'), Rasmussen, Wittek 24', Bero 47', Domgjoni, Gboho 63' ( Tronstad), Frederiksen 90' ( Buitink), Openda 82' ( Hájek) RESERVEBANK: Schubert, Verstappen, Von Moos, Vroegh, Cornelisse, Manhoef, De Regt | Coremans, Jans, Van Mullem, Heylen, Auassar 15' 82' ( Beugelsdijk), Meijers 82' ( Pinto), Mijnans 73' ( Emegha), Abels 41', Smeets, Van Crooij 73' ( Thy), Engels 73' ( Madi) RESERVEBANK: Janse, Murre, Masouras, Vriends, Goudmijn |  |
| Stadion: GelreDome, Arnhem Toeschouwers: - Arbiter: Dieperink Assistenten: Kleinjan Assistenten: Schaap 4de official: Oostrom                                                                  |                     |           |                       | Houwen, Yapi 39' 63' ( Oroz), Doekhi , Bazoer 32' 46' ( Huisman 50'), Rasmussen, Wittek 24', Bero 47', Domgjoni, Gboho 63' ( Tronstad), Frederiksen 90' ( Buitink), Openda 82' ( Hájek) RESERVEBANK: Schubert, Verstappen, Von Moos, Vroegh, Cornelisse, Manhoef, De Regt | Coremans, Jans, Van Mullem, Heylen, Auassar 15' 82' ( Beugelsdijk), Meijers 82' ( Pinto), Mijnans 73' ( Emegha), Abels 41', Smeets, Van Crooij 73' ( Thy), Engels 73' ( Madi) RESERVEBANK: Janse, Murre, Masouras, Vriends, Goudmijn |  |
| Stadion: GelreDome, Arnhem Toeschouwers: - Arbiter: Dieperink Assistenten: Kleinjan Assistenten: Schaap 4de official: Oostrom                                                                  |                     |           |                       | Houwen, Yapi 39' 63' ( Oroz), Doekhi , Bazoer 32' 46' ( Huisman 50'), Rasmussen, Wittek 24', Bero 47', Domgjoni, Gboho 63' ( Tronstad), Frederiksen 90' ( Buitink), Openda 82' ( Hájek) RESERVEBANK: Schubert, Verstappen, Von Moos, Vroegh, Cornelisse, Manhoef, De Regt | Coremans, Jans, Van Mullem, Heylen, Auassar 15' 82' ( Beugelsdijk), Meijers 82' ( Pinto), Mijnans 73' ( Emegha), Abels 41', Smeets, Van Crooij 73' ( Thy), Engels 73' ( Madi) RESERVEBANK: Janse, Murre, Masouras, Vriends, Goudmijn |  |
| Bijz.: Geen publiek toegestaan i.v.m. nationale coronamaatregelen; aftrap vervroegd om tv-uitzending mogelijk te maken Afwezig: Darfalou, Reiziger (geblesseerd); Tannane (uit selectie gezet) |                     |           |                       | | |  |

Achtste finale:
| dinsdag 18 januari 2022, 20:00 | Vitesse                | 2–0 (1–0) | DVS '33 Ermelo | Opstelling Vitesse | Opstelling DVS '33 Ermelo |  |
| Stadion: GelreDome, Arnhem Toeschouwers: - Arbiter: Ruperti Assistenten: Van Kampen Assistenten: Van Marrewijk 4de official: Hensgens                                  | Huisman 22' Openda 57' |           |                | Houwen, Oroz, Bazoer 73' ( Cornelisse), Rasmussen , Dasa 81' ( De Regt), Domgjoni 58' ( Buitink), Huisman, Gboho 58' ( Vroegh), Wittek, Grbić 58' ( Frederiksen), Openda RESERVEBANK: Schubert, Verstappen, Doekhi, Hájek, Manhoef, Hernández | Waterberg, Van de Berg, Evre , Jonker, Van Hilten, El Ablak 69' ( Veenhof 90+1'), Kruisheer 70' ( Dekker), Kluiver 78' ( Aninkora), Akla 46' ( Van Dijk), Nijland 78' ( Pinarci), Roemeon RESERVEBANK: Schipper, Van der Stoel, Valstar, Selles, Van der Mooren |  |
| Stadion: GelreDome, Arnhem Toeschouwers: - Arbiter: Ruperti Assistenten: Van Kampen Assistenten: Van Marrewijk 4de official: Hensgens                                  |                        |           |                | Houwen, Oroz, Bazoer 73' ( Cornelisse), Rasmussen , Dasa 81' ( De Regt), Domgjoni 58' ( Buitink), Huisman, Gboho 58' ( Vroegh), Wittek, Grbić 58' ( Frederiksen), Openda RESERVEBANK: Schubert, Verstappen, Doekhi, Hájek, Manhoef, Hernández | Waterberg, Van de Berg, Evre , Jonker, Van Hilten, El Ablak 69' ( Veenhof 90+1'), Kruisheer 70' ( Dekker), Kluiver 78' ( Aninkora), Akla 46' ( Van Dijk), Nijland 78' ( Pinarci), Roemeon RESERVEBANK: Schipper, Van der Stoel, Valstar, Selles, Van der Mooren |  |
| Stadion: GelreDome, Arnhem Toeschouwers: - Arbiter: Ruperti Assistenten: Van Kampen Assistenten: Van Marrewijk 4de official: Hensgens                                  |                        |           |                | Houwen, Oroz, Bazoer 73' ( Cornelisse), Rasmussen , Dasa 81' ( De Regt), Domgjoni 58' ( Buitink), Huisman, Gboho 58' ( Vroegh), Wittek, Grbić 58' ( Frederiksen), Openda RESERVEBANK: Schubert, Verstappen, Doekhi, Hájek, Manhoef, Hernández | Waterberg, Van de Berg, Evre , Jonker, Van Hilten, El Ablak 69' ( Veenhof 90+1'), Kruisheer 70' ( Dekker), Kluiver 78' ( Aninkora), Akla 46' ( Van Dijk), Nijland 78' ( Pinarci), Roemeon RESERVEBANK: Schipper, Van der Stoel, Valstar, Selles, Van der Mooren |  |
| Bijz.: Geen publiek toegestaan i.v.m. nationale coronamaatregelen; nieuwe grasmat in GelreDome; debuut De Regt Afwezig: Bero, Tronstad (geblesseerd/niet wedstrijdfit) |                        |           |                | | |  |

Kwartfinale:
| woensdag 9 februari 2022, 19:00 | Ajax                                    | 5–0 (2–0) | Vitesse | Opstelling Ajax | Opstelling Vitesse |  |
| Stadion: Johan Cruijff ArenA, Amsterdam Arbiter: Nijhuis Assistenten: Diks Assistenten: Bluemink 4de official: Oostrom Video-assistenten: Kooij Video-assistenten: Vandeursen | Antony 17' 61' Haller 30' 46' Tadić 51' |           |         | Pasveer, Rensch, Timber, Martínez 55' ( Tagliafico), Blind, Klaassen 78' ( Kudus), Álvarez 65' ( Schuurs), Berghuis 65' ( Taylor), Antony, Haller 78' ( Danilo), Tadić RESERVEBANK: Gorter, Setford, Jensen, Daramy, Regeer | Houwen, Dasa 81' ( Domgjoni), Doekhi , Bazoer 82' ( Oroz), Hájek, Wittek 52' 74' ( Hernández), Tronstad, Bero, Frederiksen 64' ( Yapi), Grbić 74' ( De Regt), Buitink 64' ( Manhoef) RESERVEBANK: Schubert, Reiziger, Gboho, Vroegh, Huisman |  |
| Stadion: Johan Cruijff ArenA, Amsterdam Arbiter: Nijhuis Assistenten: Diks Assistenten: Bluemink 4de official: Oostrom Video-assistenten: Kooij Video-assistenten: Vandeursen |                                         |           |         | Pasveer, Rensch, Timber, Martínez 55' ( Tagliafico), Blind, Klaassen 78' ( Kudus), Álvarez 65' ( Schuurs), Berghuis 65' ( Taylor), Antony, Haller 78' ( Danilo), Tadić RESERVEBANK: Gorter, Setford, Jensen, Daramy, Regeer | Houwen, Dasa 81' ( Domgjoni), Doekhi , Bazoer 82' ( Oroz), Hájek, Wittek 52' 74' ( Hernández), Tronstad, Bero, Frederiksen 64' ( Yapi), Grbić 74' ( De Regt), Buitink 64' ( Manhoef) RESERVEBANK: Schubert, Reiziger, Gboho, Vroegh, Huisman |  |
| Stadion: Johan Cruijff ArenA, Amsterdam Arbiter: Nijhuis Assistenten: Diks Assistenten: Bluemink 4de official: Oostrom Video-assistenten: Kooij Video-assistenten: Vandeursen |                                         |           |         | Pasveer, Rensch, Timber, Martínez 55' ( Tagliafico), Blind, Klaassen 78' ( Kudus), Álvarez 65' ( Schuurs), Berghuis 65' ( Taylor), Antony, Haller 78' ( Danilo), Tadić RESERVEBANK: Gorter, Setford, Jensen, Daramy, Regeer | Houwen, Dasa 81' ( Domgjoni), Doekhi , Bazoer 82' ( Oroz), Hájek, Wittek 52' 74' ( Hernández), Tronstad, Bero, Frederiksen 64' ( Yapi), Grbić 74' ( De Regt), Buitink 64' ( Manhoef) RESERVEBANK: Schubert, Reiziger, Gboho, Vroegh, Huisman |  |
| Bijz.: Door coronamaatregelen maximaal één derde van de stadioncapaciteit toegestaan Afwezig: Openda, Rasmussen (geschorst); Cornelisse, Gong (niet wedstrijdfit)             |                                         |           |         | | |  |

### UEFA Europa Conference League
- Op 19 juli 2021 vond de loting plaats voor de derde kwalificatieronde; voor Vitesse werd Dundalk FC of FCI Levadia Tallinn de tegenstander, met de eerste wedstrijd thuis.
- Op 22 juli eindigde het eerste duel tussen Dundalk en Levadia Tallinn in een 2–2 gelijkspel, op 29 juli werd het tweede duel door Dundalk gewonnen met 1–2. Hiermee werden de Ieren de tegenstander in de derde kwalificatieronde.
- Op 2 augustus vond de loting plaats voor de play-offs ronde; de winnaar van het tweeluik tussen Vitesse en Dundalk zou KF Laçi of RSC Anderlecht treffen.
- Met de resultaten op 12 augustus werden Vitesse en Anderlecht tegenstanders in de Play-offronde.
- Op 26 augustus plaatste Vitesse zich voor de groepsfase van de Europa Conference League.
- Op 27 augustus werden Tottenham Hotspur, Stade Rennais en NŠ Mura als tegenstanders geloot voor de groepsfase, in Groep G.
- Op 9 december won Vitesse de zesde groepswedstrijd thuis van NŠ Mura waardoor Vitesse op de tweede plaats van Groep G terechtkwam. Vitesse was deze dag nog niet zeker of het Europees voetbal na de winterstop een voortzetting zou krijgen omdat de wedstrijd tussen Tottenham Hotspur en Stade Rennais namelijk (nog) niet gespeeld werd.
- Op 11 december werd bekendgemaakt dat de Europa Conference League wedstrijd tussen Tottenham Hotspur en Stade Rennais niet meer zou worden ingehaald omdat er geen geschikte datum gevonden is.
- Bij de loting op 13 december werd de nummer twee van Groep G gekoppeld aan Rapid Wien als tegenstander voor de tussenronde in februari.
- Op 20 december kwam de UEFA met duidelijkheid: Vitesse eindigt als tweede in Groep G en plaatste zich hiermee voor de tussenronde van de Europa Conference League.

#### Voorronden
Derde kwalificatieronde, wedstrijd 1:
| donderdag 5 augustus 2021, 19:00 | Vitesse             | 2–2 (1–0) | Dundalk FC       | Opstelling Vitesse | Opstelling Dundalk FC |  |
| Stadion: GelreDome, Arnhem Toeschouwers: 8.756 Arbiter: Papapetrou Assistenten: Petropoulos Assistenten: Aptosoglou 4de official: Diamantopoulos | Bero 20' Openda 89' |           | 65' 76' McEleney | Schubert, Manhoef 83' ( Oroz), Doekhi , Bazoer 77' ( Von Moos), Hájek, Wittek, Gboho 68' ( Tannane), Tronstad, Bero 79', Frederiksen 68' ( Darfalou), Openda 90' RESERVEBANK: Houwen, Van Haveren, Gong, Domgjoni, Buitink, Vroegh, Cornelisse, Huisman | Alessio 85', Jurkovskis 84' ( Murray), Boyle, Nattestad, Leahy, McEleney 36' 84' ( Zahibo), Stanton 90', Sloggett, Duffy, McMillan 59' ( Hoban), Kelly 48' ( Dummigan) RESERVEBANK: Cherrie, Patching, Adedokun, O'Kane, Jeongwoo |  |
| Stadion: GelreDome, Arnhem Toeschouwers: 8.756 Arbiter: Papapetrou Assistenten: Petropoulos Assistenten: Aptosoglou 4de official: Diamantopoulos |                     |           |                  | Schubert, Manhoef 83' ( Oroz), Doekhi , Bazoer 77' ( Von Moos), Hájek, Wittek, Gboho 68' ( Tannane), Tronstad, Bero 79', Frederiksen 68' ( Darfalou), Openda 90' RESERVEBANK: Houwen, Van Haveren, Gong, Domgjoni, Buitink, Vroegh, Cornelisse, Huisman | Alessio 85', Jurkovskis 84' ( Murray), Boyle, Nattestad, Leahy, McEleney 36' 84' ( Zahibo), Stanton 90', Sloggett, Duffy, McMillan 59' ( Hoban), Kelly 48' ( Dummigan) RESERVEBANK: Cherrie, Patching, Adedokun, O'Kane, Jeongwoo |  |
| Stadion: GelreDome, Arnhem Toeschouwers: 8.756 Arbiter: Papapetrou Assistenten: Petropoulos Assistenten: Aptosoglou 4de official: Diamantopoulos |                     |           |                  | Schubert, Manhoef 83' ( Oroz), Doekhi , Bazoer 77' ( Von Moos), Hájek, Wittek, Gboho 68' ( Tannane), Tronstad, Bero 79', Frederiksen 68' ( Darfalou), Openda 90' RESERVEBANK: Houwen, Van Haveren, Gong, Domgjoni, Buitink, Vroegh, Cornelisse, Huisman | Alessio 85', Jurkovskis 84' ( Murray), Boyle, Nattestad, Leahy, McEleney 36' 84' ( Zahibo), Stanton 90', Sloggett, Duffy, McMillan 59' ( Hoban), Kelly 48' ( Dummigan) RESERVEBANK: Cherrie, Patching, Adedokun, O'Kane, Jeongwoo |  |
| Bijz.: Debuut Frederiksen, Gboho, Von Moos, Schubert Afwezig: Yapi (geschorst); Dasa, Rasmussen, Reiziger (geblesseerd)                          |                     |           |                  | | |  |

Derde kwalificatieronde, wedstrijd 2:
| donderdag 12 augustus 2021, 20:00 (UTC) | Dundalk FC      | 1–2 (0–2) | Vitesse            | Opstelling Dundalk FC | Opstelling Vitesse |  |
| Stadion: Tallaght Stadium, Tallaght Arbiter: Durieux Assistenten: Da Silva Assistenten: Ries 4de official: Morais                                                                              | Hoban 71' (pen) |           | 28' Bero 38' Gboho | Alessio, Dummigan, Boyle , Nattestad 73' ( Jurkovskis 90+4'), Leahy, Sloggett, Stanton 58' ( Kelly 78'), McEleney, Patching 72' ( McMillan), Duffy, Hoban 90+3' RESERVEBANK: Cherrie, Brady, Murray, Zahibo, Adedokun, O'Kane, Jeongwoo | Schubert, Manhoef 76' 78' ( Vroegh), Doekhi 83' ( Domgjoni), Bazoer 90+4', Oroz 86', Wittek, Tronstad 70', Bero, Gboho 63' ( Hájek), Frederiksen 63' ( Von Moos 83'), Darfalou 90+4' RESERVEBANK: Houwen, Van Haveren, Gong, Buitink, Cornelisse, Huisman |  |
| Stadion: Tallaght Stadium, Tallaght Arbiter: Durieux Assistenten: Da Silva Assistenten: Ries 4de official: Morais                                                                              |                 |           |                    | Alessio, Dummigan, Boyle , Nattestad 73' ( Jurkovskis 90+4'), Leahy, Sloggett, Stanton 58' ( Kelly 78'), McEleney, Patching 72' ( McMillan), Duffy, Hoban 90+3' RESERVEBANK: Cherrie, Brady, Murray, Zahibo, Adedokun, O'Kane, Jeongwoo | Schubert, Manhoef 76' 78' ( Vroegh), Doekhi 83' ( Domgjoni), Bazoer 90+4', Oroz 86', Wittek, Tronstad 70', Bero, Gboho 63' ( Hájek), Frederiksen 63' ( Von Moos 83'), Darfalou 90+4' RESERVEBANK: Houwen, Van Haveren, Gong, Buitink, Cornelisse, Huisman |  |
| Stadion: Tallaght Stadium, Tallaght Arbiter: Durieux Assistenten: Da Silva Assistenten: Ries 4de official: Morais                                                                              |                 |           |                    | Alessio, Dummigan, Boyle , Nattestad 73' ( Jurkovskis 90+4'), Leahy, Sloggett, Stanton 58' ( Kelly 78'), McEleney, Patching 72' ( McMillan), Duffy, Hoban 90+3' RESERVEBANK: Cherrie, Brady, Murray, Zahibo, Adedokun, O'Kane, Jeongwoo | Schubert, Manhoef 76' 78' ( Vroegh), Doekhi 83' ( Domgjoni), Bazoer 90+4', Oroz 86', Wittek, Tronstad 70', Bero, Gboho 63' ( Hájek), Frederiksen 63' ( Von Moos 83'), Darfalou 90+4' RESERVEBANK: Houwen, Van Haveren, Gong, Buitink, Cornelisse, Huisman |  |
| Bijz.: Debuut Domgjoni; niet gespeeld in Oriel Park stadion omdat dat niet aan de UEFA richtlijnen voldoet Afwezig: Openda, Yapi (geschorst); Dasa, Rasmussen, Reiziger, Tannane (geblesseerd) |                 |           |                    | | |  |

Play-offronde, wedstrijd 1:
| donderdag 19 augustus 2021, 20:00                                                                                                  | RSC Anderlecht                                      | 3–3 (2–1) | Vitesse                              | Opstelling RSC Anderlecht | Opstelling Vitesse |  |
| Stadion: Lotto Park, Anderlecht Toeschouwers: 7.877 Arbiter: Strukan Assistenten: Perica Assistenten: Jakšić 4de official: Vidulin | Raman 10' 34' Verschaeren 90' Refaelov 90+5' (pen.) |           | 31' Dasa 46' Frederiksen 72' Tannane | Van Crombrugge, Gómez, Hoedt, Delcroix, Murillo, Cullen 43', Olsson, Refaelov, Amuzu 69' ( Ashimeru), Raman 83' ( Verschaeren), Zirkzee 68' ( Kiese Thelin 90+7') RESERVEBANK: Verbruggen, Coosemans, Kana, Harwood-Bellis, Sardella, Mykhaylichenko, Stroeykens, Ait El Hadj, Dauda | Schubert 66', Dasa 76', Oroz, Bazoer 24', Hájek, Wittek 88', Bero 37', Gboho 90+2' ( Vroegh), Tronstad, Darfalou 85' 85' ( Buitink 89'), Frederiksen 66' ( Tannane 73') RESERVEBANK: Houwen, Van Haveren, Von Moos, Domgjoni, Cornelisse, Huisman |  |
| Stadion: Lotto Park, Anderlecht Toeschouwers: 7.877 Arbiter: Strukan Assistenten: Perica Assistenten: Jakšić 4de official: Vidulin |                                                     |           |                                      | Van Crombrugge, Gómez, Hoedt, Delcroix, Murillo, Cullen 43', Olsson, Refaelov, Amuzu 69' ( Ashimeru), Raman 83' ( Verschaeren), Zirkzee 68' ( Kiese Thelin 90+7') RESERVEBANK: Verbruggen, Coosemans, Kana, Harwood-Bellis, Sardella, Mykhaylichenko, Stroeykens, Ait El Hadj, Dauda | Schubert 66', Dasa 76', Oroz, Bazoer 24', Hájek, Wittek 88', Bero 37', Gboho 90+2' ( Vroegh), Tronstad, Darfalou 85' 85' ( Buitink 89'), Frederiksen 66' ( Tannane 73') RESERVEBANK: Houwen, Van Haveren, Von Moos, Domgjoni, Cornelisse, Huisman |  |
| Stadion: Lotto Park, Anderlecht Toeschouwers: 7.877 Arbiter: Strukan Assistenten: Perica Assistenten: Jakšić 4de official: Vidulin |                                                     |           |                                      | Van Crombrugge, Gómez, Hoedt, Delcroix, Murillo, Cullen 43', Olsson, Refaelov, Amuzu 69' ( Ashimeru), Raman 83' ( Verschaeren), Zirkzee 68' ( Kiese Thelin 90+7') RESERVEBANK: Verbruggen, Coosemans, Kana, Harwood-Bellis, Sardella, Mykhaylichenko, Stroeykens, Ait El Hadj, Dauda | Schubert 66', Dasa 76', Oroz, Bazoer 24', Hájek, Wittek 88', Bero 37', Gboho 90+2' ( Vroegh), Tronstad, Darfalou 85' 85' ( Buitink 89'), Frederiksen 66' ( Tannane 73') RESERVEBANK: Houwen, Van Haveren, Von Moos, Domgjoni, Cornelisse, Huisman |  |
| Afwezig: Openda, Yapi (geschorst); Doekhi, Manhoef, Rasmussen, Reiziger (geblesseerd)                                              |                                                     |           |                                      | | |  |

Play-offronde, wedstrijd 2:
| donderdag 26 augustus 2021, 19:00                                                                                                  | Vitesse       | 2–1 (1–0) | RSC Anderlecht | Opstelling Vitesse | Opstelling RSC Anderlecht |  |
| Stadion: GelreDome, Arnhem Toeschouwers: 10.618 Arbiter: Frankowski Assistenten: Boniek Assistenten: Winkler 4de official: Jakubik | Wittek 4' 49' |           | 81' Refaelov   | Schubert 66', Dasa, Oroz, Bazoer 8', Hájek 71', Wittek, Gboho 86' ( Vroegh), Bero , Tronstad, Openda 83' ( Buitink 90+2'), Frederiksen 72' ( Darfalou) RESERVEBANK: Houwen, Van Haveren, Tannane, Gong, Domgjoni, Cornelisse, Huisman | Van Crombrugge, Gómez, Hoedt 9', Harwood-Bellis, Murillo, Olsson 29', Cullen, Refaelov, Amuzu 66' 70' ( Verschaeren), Raman 70' ( Kiese Thelin), Zirkzee 70' ( Dauda) RESERVEBANK: Verbruggen, Coosemans, Mykhaylichenko, Ashimeru, Ait El Hadj, Stroeykens, Sardella, Kana, Debast |  |
| Stadion: GelreDome, Arnhem Toeschouwers: 10.618 Arbiter: Frankowski Assistenten: Boniek Assistenten: Winkler 4de official: Jakubik |               |           |                | Schubert 66', Dasa, Oroz, Bazoer 8', Hájek 71', Wittek, Gboho 86' ( Vroegh), Bero , Tronstad, Openda 83' ( Buitink 90+2'), Frederiksen 72' ( Darfalou) RESERVEBANK: Houwen, Van Haveren, Tannane, Gong, Domgjoni, Cornelisse, Huisman | Van Crombrugge, Gómez, Hoedt 9', Harwood-Bellis, Murillo, Olsson 29', Cullen, Refaelov, Amuzu 66' 70' ( Verschaeren), Raman 70' ( Kiese Thelin), Zirkzee 70' ( Dauda) RESERVEBANK: Verbruggen, Coosemans, Mykhaylichenko, Ashimeru, Ait El Hadj, Stroeykens, Sardella, Kana, Debast |  |
| Stadion: GelreDome, Arnhem Toeschouwers: 10.618 Arbiter: Frankowski Assistenten: Boniek Assistenten: Winkler 4de official: Jakubik |               |           |                | Schubert 66', Dasa, Oroz, Bazoer 8', Hájek 71', Wittek, Gboho 86' ( Vroegh), Bero , Tronstad, Openda 83' ( Buitink 90+2'), Frederiksen 72' ( Darfalou) RESERVEBANK: Houwen, Van Haveren, Tannane, Gong, Domgjoni, Cornelisse, Huisman | Van Crombrugge, Gómez, Hoedt 9', Harwood-Bellis, Murillo, Olsson 29', Cullen, Refaelov, Amuzu 66' 70' ( Verschaeren), Raman 70' ( Kiese Thelin), Zirkzee 70' ( Dauda) RESERVEBANK: Verbruggen, Coosemans, Mykhaylichenko, Ashimeru, Ait El Hadj, Stroeykens, Sardella, Kana, Debast |  |
| Afwezig: Doekhi, Manhoef, Rasmussen, Reiziger (geblesseerd)                                                                        |               |           |                | | |  |

#### Groepsfase
Groepswedstrijd 1:
| donderdag 16 september 2021, 18:45 | NŠ Mura | 0–2 (0–1) | Vitesse                 | Opstelling NŠ Mura | Opstelling Vitesse |  |
| Stadion: Ljudski vrt-stadion, Maribor Toeschouwers: 3300 Arbiter: Al-Hakim Assistenten: Klyver Assistenten: Nyberg 4de official: Ladebäck |         |           | 30' Tronstad 69' Doekhi | Obradović, Kous, Karničnik, Gorenc, Šturm, Kozar 79' ( Lorbek), Horvat 72', Škoflek 79' ( Maroša), Lotrič 46' ( T. Cipot), Mandić 69' ( K. Cipot), Klepač 46' ( Pučko) RESERVEBANK: Erjavec, Zalokar, Karamarko, Mahimić | Schubert, Yapi, Doekhi , Bazoer 84' ( Rasmussen), Hájek, Wittek, Bero 90' ( Vroegh), Tannane 66' ( Openda), Tronstad, Gboho 66' ( Huisman), Frederiksen 66' ( Darfalou) RESERVEBANK: Houwen, Van Haveren, Von Moos, Domgjoni, Buitink, Cornelisse |  |
| Stadion: Ljudski vrt-stadion, Maribor Toeschouwers: 3300 Arbiter: Al-Hakim Assistenten: Klyver Assistenten: Nyberg 4de official: Ladebäck |         |           |                         | Obradović, Kous, Karničnik, Gorenc, Šturm, Kozar 79' ( Lorbek), Horvat 72', Škoflek 79' ( Maroša), Lotrič 46' ( T. Cipot), Mandić 69' ( K. Cipot), Klepač 46' ( Pučko) RESERVEBANK: Erjavec, Zalokar, Karamarko, Mahimić | Schubert, Yapi, Doekhi , Bazoer 84' ( Rasmussen), Hájek, Wittek, Bero 90' ( Vroegh), Tannane 66' ( Openda), Tronstad, Gboho 66' ( Huisman), Frederiksen 66' ( Darfalou) RESERVEBANK: Houwen, Van Haveren, Von Moos, Domgjoni, Buitink, Cornelisse |  |
| Stadion: Ljudski vrt-stadion, Maribor Toeschouwers: 3300 Arbiter: Al-Hakim Assistenten: Klyver Assistenten: Nyberg 4de official: Ladebäck |         |           |                         | Obradović, Kous, Karničnik, Gorenc, Šturm, Kozar 79' ( Lorbek), Horvat 72', Škoflek 79' ( Maroša), Lotrič 46' ( T. Cipot), Mandić 69' ( K. Cipot), Klepač 46' ( Pučko) RESERVEBANK: Erjavec, Zalokar, Karamarko, Mahimić | Schubert, Yapi, Doekhi , Bazoer 84' ( Rasmussen), Hájek, Wittek, Bero 90' ( Vroegh), Tannane 66' ( Openda), Tronstad, Gboho 66' ( Huisman), Frederiksen 66' ( Darfalou) RESERVEBANK: Houwen, Van Haveren, Von Moos, Domgjoni, Buitink, Cornelisse |  |
| Afwezig: Manhoef, Reiziger (geblesseerd); Oroz (Covid); Dasa (religieuze feestdag)                                                        |         |           |                         | | |  |

Groepswedstrijd 2:
| donderdag 30 september 2021, 21:00                                                                                              | Vitesse    | 1–2 (1–0) | Stade Rennais                    | Opstelling Vitesse | Opstelling Stade Rennais |  |
| Stadion: GelreDome, Arnhem Toeschouwers: 14.571 Arbiter: Clancy Assistenten: McGeachie Assistenten: Connor 4de official: Duncan | Wittek 30' |           | 54' (pen.) Guirassy 70' Sulemana | Schubert, Dasa, Doekhi , Bazoer 58' ( Hájek 61'), Rasmussen, Wittek, Bero 90+2', Gboho 71' ( Manhoef), Tronstad 47', Openda 68', Frederiksen 71' ( Darfalou) RESERVEBANK: Houwen, Oroz, Von Moos, Domgjoni, Yapi, Buitink, Vroegh, Cornelisse, Huisman | Gomis, Traoré 35' 72' ( Assignon 90+2'), Badé 56', 73', Aguerd, Truffert, Tait 72' ( Martin), Santamaria 10', Bourigeaud 45+1' 46' ( Sulemana), Laborde 46' ( Terrier), Guirassy 77' ( Omari), Tchaouna RESERVEBANK: Salin, Alemdar, Abline, Diouf, Meling, Ugochukwu, Tel |  |
| Stadion: GelreDome, Arnhem Toeschouwers: 14.571 Arbiter: Clancy Assistenten: McGeachie Assistenten: Connor 4de official: Duncan |            |           |                                  | Schubert, Dasa, Doekhi , Bazoer 58' ( Hájek 61'), Rasmussen, Wittek, Bero 90+2', Gboho 71' ( Manhoef), Tronstad 47', Openda 68', Frederiksen 71' ( Darfalou) RESERVEBANK: Houwen, Oroz, Von Moos, Domgjoni, Yapi, Buitink, Vroegh, Cornelisse, Huisman | Gomis, Traoré 35' 72' ( Assignon 90+2'), Badé 56', 73', Aguerd, Truffert, Tait 72' ( Martin), Santamaria 10', Bourigeaud 45+1' 46' ( Sulemana), Laborde 46' ( Terrier), Guirassy 77' ( Omari), Tchaouna RESERVEBANK: Salin, Alemdar, Abline, Diouf, Meling, Ugochukwu, Tel |  |
| Stadion: GelreDome, Arnhem Toeschouwers: 14.571 Arbiter: Clancy Assistenten: McGeachie Assistenten: Connor 4de official: Duncan |            |           |                                  | Schubert, Dasa, Doekhi , Bazoer 58' ( Hájek 61'), Rasmussen, Wittek, Bero 90+2', Gboho 71' ( Manhoef), Tronstad 47', Openda 68', Frederiksen 71' ( Darfalou) RESERVEBANK: Houwen, Oroz, Von Moos, Domgjoni, Yapi, Buitink, Vroegh, Cornelisse, Huisman | Gomis, Traoré 35' 72' ( Assignon 90+2'), Badé 56', 73', Aguerd, Truffert, Tait 72' ( Martin), Santamaria 10', Bourigeaud 45+1' 46' ( Sulemana), Laborde 46' ( Terrier), Guirassy 77' ( Omari), Tchaouna RESERVEBANK: Salin, Alemdar, Abline, Diouf, Meling, Ugochukwu, Tel |  |
| Afwezig: Reiziger (geblesseerd); Tannane (uit selectie gezet)                                                                   |            |           |                                  | | |  |

Groepswedstrijd 3:
| donderdag 21 oktober 2021, 18:45 | Vitesse    | 1–0 (0–0) | Tottenham Hotspur | Opstelling Vitesse | Opstelling Tottenham Hotspur |  |
| Stadion: GelreDome, Arnhem Toeschouwers: 23.931 (uitverkocht) Arbiter: Osmers Assistenten: Achmüller Assistenten: Kempter 4de official: Schröder | Wittek 78' |           |                   | Schubert, Dasa, Doekhi , Bazoer, Rasmussen, Wittek 81' 87' ( Hájek), Bero 12', Tronstad, Frederiksen 85' ( Buitink 89'), Darfalou, Openda 90+1' ( Oroz) RESERVEBANK: Houwen, Van Haveren, Von Moos, Gboho, Domgjoni, Yapi, Vroegh, Cornelisse, Huisman | Gollini, Tanganga, Sánchez 72', Rodon, Davies , Gil, Lo Celso, Alli, Winks 80', Bergwijn 41', Scarlett 74' 75' ( Markanday) RESERVEBANK: Austin, White, John, Fagan-Walcott, Clarke, Cesay, Ma. Craig, Mi. Craig, Lyons-Foster |  |
| Stadion: GelreDome, Arnhem Toeschouwers: 23.931 (uitverkocht) Arbiter: Osmers Assistenten: Achmüller Assistenten: Kempter 4de official: Schröder |            |           |                   | Schubert, Dasa, Doekhi , Bazoer, Rasmussen, Wittek 81' 87' ( Hájek), Bero 12', Tronstad, Frederiksen 85' ( Buitink 89'), Darfalou, Openda 90+1' ( Oroz) RESERVEBANK: Houwen, Van Haveren, Von Moos, Gboho, Domgjoni, Yapi, Vroegh, Cornelisse, Huisman | Gollini, Tanganga, Sánchez 72', Rodon, Davies , Gil, Lo Celso, Alli, Winks 80', Bergwijn 41', Scarlett 74' 75' ( Markanday) RESERVEBANK: Austin, White, John, Fagan-Walcott, Clarke, Cesay, Ma. Craig, Mi. Craig, Lyons-Foster |  |
| Stadion: GelreDome, Arnhem Toeschouwers: 23.931 (uitverkocht) Arbiter: Osmers Assistenten: Achmüller Assistenten: Kempter 4de official: Schröder |            |           |                   | Schubert, Dasa, Doekhi , Bazoer, Rasmussen, Wittek 81' 87' ( Hájek), Bero 12', Tronstad, Frederiksen 85' ( Buitink 89'), Darfalou, Openda 90+1' ( Oroz) RESERVEBANK: Houwen, Van Haveren, Von Moos, Gboho, Domgjoni, Yapi, Vroegh, Cornelisse, Huisman | Gollini, Tanganga, Sánchez 72', Rodon, Davies , Gil, Lo Celso, Alli, Winks 80', Bergwijn 41', Scarlett 74' 75' ( Markanday) RESERVEBANK: Austin, White, John, Fagan-Walcott, Clarke, Cesay, Ma. Craig, Mi. Craig, Lyons-Foster |  |
| Bijz.: Capaciteit GelreDome uitgebreid om meer toeschouwers toe te laten Afwezig: Manhoef (geblesseerd); Tannane (uit selectie gezet)            |            |           |                   | | |  |

Groepswedstrijd 4:
| donderdag 4 november 2021, 20:00 (UTC)                                                                                       | Tottenham Hotspur                            | 3–2 (3–2) | Vitesse                | Opstelling Tottenham Hotspur | Opstelling Vitesse |  |
| Stadion: Tottenham Hotspur Stadium, Londen Arbiter: Di Bello Assistenten: Costanzo Assistenten: Passeri 4de official: Abisso | Son 14' Lucas Moura 22' Rasmussen 28' (e.d.) |           | 32' Rasmussen 39' Bero | Lloris , Dier, Romero 37', 59', Davies, Emerson, Skipp 73' ( Winks), Højbjerg 87' ( Lo Celso), Reguilón, Lucas Moura 73' ( Sánchez), Kane, Son 72' ( Ndombele) RESERVEBANK: Gollini, Austin, Doherty, Rodon, Alli, Bergwijn, Tanganga, Scarlett | Schubert 84', Dasa, Doekhi 76', 80', Bazoer 80', Rasmussen, Wittek, Bero, Tronstad 90' ( Oroz), Gboho 46' ( Openda), Buitink 63' 86' ( Houwen), Frederiksen 74' ( Darfalou) RESERVEBANK: Van Haveren, Hájek, Von Moos, Domgjoni, Yapi, Vroegh, Cornelisse, Huisman |  |
| Stadion: Tottenham Hotspur Stadium, Londen Arbiter: Di Bello Assistenten: Costanzo Assistenten: Passeri 4de official: Abisso |                                              |           |                        | Lloris , Dier, Romero 37', 59', Davies, Emerson, Skipp 73' ( Winks), Højbjerg 87' ( Lo Celso), Reguilón, Lucas Moura 73' ( Sánchez), Kane, Son 72' ( Ndombele) RESERVEBANK: Gollini, Austin, Doherty, Rodon, Alli, Bergwijn, Tanganga, Scarlett | Schubert 84', Dasa, Doekhi 76', 80', Bazoer 80', Rasmussen, Wittek, Bero, Tronstad 90' ( Oroz), Gboho 46' ( Openda), Buitink 63' 86' ( Houwen), Frederiksen 74' ( Darfalou) RESERVEBANK: Van Haveren, Hájek, Von Moos, Domgjoni, Yapi, Vroegh, Cornelisse, Huisman |  |
| Stadion: Tottenham Hotspur Stadium, Londen Arbiter: Di Bello Assistenten: Costanzo Assistenten: Passeri 4de official: Abisso |                                              |           |                        | Lloris , Dier, Romero 37', 59', Davies, Emerson, Skipp 73' ( Winks), Højbjerg 87' ( Lo Celso), Reguilón, Lucas Moura 73' ( Sánchez), Kane, Son 72' ( Ndombele) RESERVEBANK: Gollini, Austin, Doherty, Rodon, Alli, Bergwijn, Tanganga, Scarlett | Schubert 84', Dasa, Doekhi 76', 80', Bazoer 80', Rasmussen, Wittek, Bero, Tronstad 90' ( Oroz), Gboho 46' ( Openda), Buitink 63' 86' ( Houwen), Frederiksen 74' ( Darfalou) RESERVEBANK: Van Haveren, Hájek, Von Moos, Domgjoni, Yapi, Vroegh, Cornelisse, Huisman |  |
| Afwezig: Manhoef, Reiziger (geblesseerd); Tannane (uit selectie gezet)                                                       |                                              |           |                        | | |  |

Groepswedstrijd 5:
| donderdag 25 november 2021, 18:45 | Stade Rennais      | 3–3 (2–1) | Vitesse                            | Opstelling Stade Rennais | Opstelling Vitesse |  |
| Stadion: Roazhon Park, Rennes Toeschouwers: 23.081 Arbiter: Eskås Assistenten: Haglund Assistenten: Ytterland 4de official: Hagenes                             | Laborde 9' 39' 69' |           | 43' Huisman 75' Buitink 90' Openda | Gomis, Traoré , Omari 82', Aguerd, Meling, Majer 73' ( Doku), Santamaria, Tait 63' ( Ugochukwu), Bourigeaud 62' ( Sulemana 88'), Laborde 73' ( Guirassy), Terrier 82' ( Truffert) RESERVEBANK: Salin, Alemdar, Badé, Tchaouna, Diouf, Assignon, Martin | Houwen, Yapi 53' ( Dasa), Oroz, Rasmussen 34', Wittek 68', Gboho 46' ( Buitink), Tronstad, Bero , Bazoer 90' 83' ( Frederiksen), Openda 40', Huisman {{{1}}}' ( Manhoef) RESERVEBANK: Van Haveren, Froeling, Hájek, Von Moos, Domgjoni, Vroegh, Cornelisse |  |
| Stadion: Roazhon Park, Rennes Toeschouwers: 23.081 Arbiter: Eskås Assistenten: Haglund Assistenten: Ytterland 4de official: Hagenes                             |                    |           |                                    | Gomis, Traoré , Omari 82', Aguerd, Meling, Majer 73' ( Doku), Santamaria, Tait 63' ( Ugochukwu), Bourigeaud 62' ( Sulemana 88'), Laborde 73' ( Guirassy), Terrier 82' ( Truffert) RESERVEBANK: Salin, Alemdar, Badé, Tchaouna, Diouf, Assignon, Martin | Houwen, Yapi 53' ( Dasa), Oroz, Rasmussen 34', Wittek 68', Gboho 46' ( Buitink), Tronstad, Bero , Bazoer 90' 83' ( Frederiksen), Openda 40', Huisman {{{1}}}' ( Manhoef) RESERVEBANK: Van Haveren, Froeling, Hájek, Von Moos, Domgjoni, Vroegh, Cornelisse |  |
| Stadion: Roazhon Park, Rennes Toeschouwers: 23.081 Arbiter: Eskås Assistenten: Haglund Assistenten: Ytterland 4de official: Hagenes                             |                    |           |                                    | Gomis, Traoré , Omari 82', Aguerd, Meling, Majer 73' ( Doku), Santamaria, Tait 63' ( Ugochukwu), Bourigeaud 62' ( Sulemana 88'), Laborde 73' ( Guirassy), Terrier 82' ( Truffert) RESERVEBANK: Salin, Alemdar, Badé, Tchaouna, Diouf, Assignon, Martin | Houwen, Yapi 53' ( Dasa), Oroz, Rasmussen 34', Wittek 68', Gboho 46' ( Buitink), Tronstad, Bero , Bazoer 90' 83' ( Frederiksen), Openda 40', Huisman {{{1}}}' ( Manhoef) RESERVEBANK: Van Haveren, Froeling, Hájek, Von Moos, Domgjoni, Vroegh, Cornelisse |  |
| Afwezig: Doekhi, Schubert (geschorst); Darfalou, Reiziger (geblesseerd); Gong (vaderschapsverlof); Verstappen (niet ingeschreven); Tannane (uit selectie gezet) |                    |           |                                    | | |  |

Groepswedstrijd 6:
| donderdag 9 december 2021, 21:00 | Vitesse                           | 3–1 (3–0) | NŠ Mura    | Opstelling Vitesse | Opstelling NŠ Mura |  |
| Stadion: GelreDome, Arnhem Toeschouwers: - Arbiter: Glova Assistenten: Bednar Assistenten: Polacek 4de official: Očenáš                   | Buitink 3' Openda 35' Huisman 40' |           | 82' Maroša | Houwen, Dasa, Doekhi 77', Bazoer 65' ( Oroz), Rasmussen, Wittek, Huisman 59' ( Gboho), Tronstad, Bero 82', Openda, Buitink 60' ( Frederiksen) RESERVEBANK: Van Haveren, Froeling, Hájek, Von Moos, Domgjoni, Yapi, Vroegh, Cornelisse, Manhoef | Zalokar, Karničnik 90+4', Maruško, Karamarko, Kous 46', Kozar 54' 63' ( Ouro), Lorbek, Šturm 46' ( Maroša), Horvat 73' ( Bobičanec), Mulahusejnović 46' ( K. Cipot 76'), Pučko 83' ( Ščernjavič) RESERVEBANK: Erjavec, Buček, T. Cipot, Lotrič, Klepač, Mandić |  |
| Stadion: GelreDome, Arnhem Toeschouwers: - Arbiter: Glova Assistenten: Bednar Assistenten: Polacek 4de official: Očenáš                   |                                   |           |            | Houwen, Dasa, Doekhi 77', Bazoer 65' ( Oroz), Rasmussen, Wittek, Huisman 59' ( Gboho), Tronstad, Bero 82', Openda, Buitink 60' ( Frederiksen) RESERVEBANK: Van Haveren, Froeling, Hájek, Von Moos, Domgjoni, Yapi, Vroegh, Cornelisse, Manhoef | Zalokar, Karničnik 90+4', Maruško, Karamarko, Kous 46', Kozar 54' 63' ( Ouro), Lorbek, Šturm 46' ( Maroša), Horvat 73' ( Bobičanec), Mulahusejnović 46' ( K. Cipot 76'), Pučko 83' ( Ščernjavič) RESERVEBANK: Erjavec, Buček, T. Cipot, Lotrič, Klepač, Mandić |  |
| Stadion: GelreDome, Arnhem Toeschouwers: - Arbiter: Glova Assistenten: Bednar Assistenten: Polacek 4de official: Očenáš                   |                                   |           |            | Houwen, Dasa, Doekhi 77', Bazoer 65' ( Oroz), Rasmussen, Wittek, Huisman 59' ( Gboho), Tronstad, Bero 82', Openda, Buitink 60' ( Frederiksen) RESERVEBANK: Van Haveren, Froeling, Hájek, Von Moos, Domgjoni, Yapi, Vroegh, Cornelisse, Manhoef | Zalokar, Karničnik 90+4', Maruško, Karamarko, Kous 46', Kozar 54' 63' ( Ouro), Lorbek, Šturm 46' ( Maroša), Horvat 73' ( Bobičanec), Mulahusejnović 46' ( K. Cipot 76'), Pučko 83' ( Ščernjavič) RESERVEBANK: Erjavec, Buček, T. Cipot, Lotrič, Klepač, Mandić |  |
| Bijz.: Geen publiek toegestaan i.v.m. nationale coronamaatregelen Afwezig: Darfalou, Reiziger (geblesseerd); Tannane (uit selectie gezet) |                                   |           |            | | |  |

##### Eindstand Groep G
| Pos | Team              | Wed | W | G | V | Ptn | DV | DT | +/− | Kwalificatie         |       | REN   | VIT   | TOT   | MUR   |
| --- | ----------------- | --- | - | - | - | --- | -- | -- | --- | -------------------- | ----- | ----- | ----- | ----- | ----- |
| 1   | Stade Rennais     | 6   | 4 | 2 | 0 | 14  | 13 | 7  | +6  | Naar achtste finales |       |       | 3 – 3 | 2 – 2 | 1 – 0 |
| 2   | Vitesse           | 6   | 3 | 1 | 2 | 10  | 12 | 9  | +3  | Naar tussenronde     |       | 1 – 2 |       | 1 – 0 | 3 – 1 |
| 3   | Tottenham Hotspur | 6   | 2 | 1 | 3 | 7   | 11 | 11 | 0   |                      |       | 0 – 3 | 3 – 2 |       | 5 – 1 |
| 4   | NŠ Mura           | 6   | 1 | 0 | 5 | 3   | 5  | 14 | −9  |                      | 1 – 2 | 0 – 2 | 2 – 1 |       |       |

#### Knock-outfase
Tussenronde, wedstrijd 1:
| donderdag 17 februari 2022, 18:45                                                                                   | Rapid Wien          | 2–1 (2–0) | Vitesse    | Opstelling Rapid Wien | Opstelling Vitesse |  |
| Stadion: Weststadion, Wenen Arbiter: Rumšas Assistenten: Radius Assistenten: Sužiedėlis 4de official: Valikonis     | Druijf 1' Grüll 16' |           | 74' Openda | Gartler 85', Stojković 41', 65', Aiwu 29', Moormann 61' ( Wimmer), Auer, Kitagawa 68' ( Arase), Grahovac 8' 83' ( Querfeld), Ljubičić, Druijf 69' ( Petrovič), Demir 37' 62' ( Fountas), Grüll 90+1' RESERVEBANK: Strebinger, Hedl, Schobesberger, Knasmüllner, Oswald, Zimmermann, Velimirovic | Houwen, Dasa, Oroz 64', Doekhi 59', Rasmussen, Wittek, Tronstad 5', Gboho 55' ( Frederiksen), Domgjoni, Openda 89', Grbić 86' ( Buitink) RESERVEBANK: Schubert, Verstappen, Hájek, Yapi, Vroegh, Huisman, Manhoef |  |
| Stadion: Weststadion, Wenen Arbiter: Rumšas Assistenten: Radius Assistenten: Sužiedėlis 4de official: Valikonis     |                     |           |            | Gartler 85', Stojković 41', 65', Aiwu 29', Moormann 61' ( Wimmer), Auer, Kitagawa 68' ( Arase), Grahovac 8' 83' ( Querfeld), Ljubičić, Druijf 69' ( Petrovič), Demir 37' 62' ( Fountas), Grüll 90+1' RESERVEBANK: Strebinger, Hedl, Schobesberger, Knasmüllner, Oswald, Zimmermann, Velimirovic | Houwen, Dasa, Oroz 64', Doekhi 59', Rasmussen, Wittek, Tronstad 5', Gboho 55' ( Frederiksen), Domgjoni, Openda 89', Grbić 86' ( Buitink) RESERVEBANK: Schubert, Verstappen, Hájek, Yapi, Vroegh, Huisman, Manhoef |  |
| Stadion: Weststadion, Wenen Arbiter: Rumšas Assistenten: Radius Assistenten: Sužiedėlis 4de official: Valikonis     |                     |           |            | Gartler 85', Stojković 41', 65', Aiwu 29', Moormann 61' ( Wimmer), Auer, Kitagawa 68' ( Arase), Grahovac 8' 83' ( Querfeld), Ljubičić, Druijf 69' ( Petrovič), Demir 37' 62' ( Fountas), Grüll 90+1' RESERVEBANK: Strebinger, Hedl, Schobesberger, Knasmüllner, Oswald, Zimmermann, Velimirovic | Houwen, Dasa, Oroz 64', Doekhi 59', Rasmussen, Wittek, Tronstad 5', Gboho 55' ( Frederiksen), Domgjoni, Openda 89', Grbić 86' ( Buitink) RESERVEBANK: Schubert, Verstappen, Hájek, Yapi, Vroegh, Huisman, Manhoef |  |
| Bijz.: Geen uitpubliek toegestaan door straf UEFA Afwezig: Bero (geschorst); Bazoer, Cornelisse (niet wedstrijdfit) |                     |           |            | | |  |

Tussenronde, wedstrijd 2:
| donderdag 24 februari 2022, 21:00                                                                                                | Vitesse           | 2–0 (2–0) | Rapid Wien | Opstelling Vitesse | Opstelling Rapid Wien |  |
| Stadion: GelreDome, Arnhem Toeschouwers: 13.517 Arbiter: Kehlet Assistenten: Hummelgaard Assistenten: Skytte 4de official: Krogh | Grbić 3' Bero 19' |           |            | Houwen, Dasa 80', Doekhi , Rasmussen, Wittek, Tronstad, Oroz 78', Domgjoni 80' ( Vroegh), Frederiksen 69' ( Huisman), Grbić 90+1' ( Yapi), Bero RESERVEBANK: Schubert, Reiziger, Gboho, Cornelisse, Manhoef, Hernández, Van Duivenbooden, De Regt | Hedl, Schick 57' ( Kitagawa), Aiwu, Wimmer 76', Moormann, Demir 57' ( Knasmüllner), Grahovac 81' ( Petrovič), Ljubičić, Auer 81' ( Schobesberger), Druijf 74', Grüll 80' RESERVEBANK: Gartler, Orgler, Oswald, Arase, Sulzbacher, Zimmermann, Querfeld, Velimirovic |  |
| Stadion: GelreDome, Arnhem Toeschouwers: 13.517 Arbiter: Kehlet Assistenten: Hummelgaard Assistenten: Skytte 4de official: Krogh |                   |           |            | Houwen, Dasa 80', Doekhi , Rasmussen, Wittek, Tronstad, Oroz 78', Domgjoni 80' ( Vroegh), Frederiksen 69' ( Huisman), Grbić 90+1' ( Yapi), Bero RESERVEBANK: Schubert, Reiziger, Gboho, Cornelisse, Manhoef, Hernández, Van Duivenbooden, De Regt | Hedl, Schick 57' ( Kitagawa), Aiwu, Wimmer 76', Moormann, Demir 57' ( Knasmüllner), Grahovac 81' ( Petrovič), Ljubičić, Auer 81' ( Schobesberger), Druijf 74', Grüll 80' RESERVEBANK: Gartler, Orgler, Oswald, Arase, Sulzbacher, Zimmermann, Querfeld, Velimirovic |  |
| Stadion: GelreDome, Arnhem Toeschouwers: 13.517 Arbiter: Kehlet Assistenten: Hummelgaard Assistenten: Skytte 4de official: Krogh |                   |           |            | Houwen, Dasa 80', Doekhi , Rasmussen, Wittek, Tronstad, Oroz 78', Domgjoni 80' ( Vroegh), Frederiksen 69' ( Huisman), Grbić 90+1' ( Yapi), Bero RESERVEBANK: Schubert, Reiziger, Gboho, Cornelisse, Manhoef, Hernández, Van Duivenbooden, De Regt | Hedl, Schick 57' ( Kitagawa), Aiwu, Wimmer 76', Moormann, Demir 57' ( Knasmüllner), Grahovac 81' ( Petrovič), Ljubičić, Auer 81' ( Schobesberger), Druijf 74', Grüll 80' RESERVEBANK: Gartler, Orgler, Oswald, Arase, Sulzbacher, Zimmermann, Querfeld, Velimirovic |  |
| Bijz.: Hofs 80' Afwezig: Openda (geschorst); Bazoer (niet wedstrijdfit)                                                          |                   |           |            | | |  |

Achtste finale, wedstrijd 1:
| donderdag 10 maart 2022, 18:45 | Vitesse | 0–1 (0–1) | AS Roma      | Opstelling Vitesse | Opstelling AS Roma |  |
| Stadion: GelreDome, Arnhem Toeschouwers: 24.022 (uitverkocht) Arbiter: Raczkowski Assistenten: Siejka Assistenten: Kupsik 4de official: Musiał |         |           | 45+1' Sérgio | Houwen, Dasa, Doekhi , Rasmussen, Oroz 33' 82' ( Buitink), Wittek, Tronstad, Domgjoni 83' ( Bazoer), Bero, Grbić, Openda 82' ( Frederiksen) RESERVEBANK: Schubert, Reiziger, Hájek, Gboho, Yapi, Huisman, Manhoef, Hernández, De Regt | Rui Patrício, Mancini 86', Kumbulla, Ibañez, Maitland-Niles 46' ( Karsdorp), Sérgio 70', 78', Veretout 46' ( El Shaarawy), Mkhitaryan 88' ( Smalling), Viña 7' 46' ( Cristante), Zaniolo 66' ( Pellegrini), Abraham RESERVEBANK: Daniel Fuzato, Pérez, Sjomoerodov, Bove, Darboe, Zalewski, Afena-Gyan |  |
| Stadion: GelreDome, Arnhem Toeschouwers: 24.022 (uitverkocht) Arbiter: Raczkowski Assistenten: Siejka Assistenten: Kupsik 4de official: Musiał |         |           |              | Houwen, Dasa, Doekhi , Rasmussen, Oroz 33' 82' ( Buitink), Wittek, Tronstad, Domgjoni 83' ( Bazoer), Bero, Grbić, Openda 82' ( Frederiksen) RESERVEBANK: Schubert, Reiziger, Hájek, Gboho, Yapi, Huisman, Manhoef, Hernández, De Regt | Rui Patrício, Mancini 86', Kumbulla, Ibañez, Maitland-Niles 46' ( Karsdorp), Sérgio 70', 78', Veretout 46' ( El Shaarawy), Mkhitaryan 88' ( Smalling), Viña 7' 46' ( Cristante), Zaniolo 66' ( Pellegrini), Abraham RESERVEBANK: Daniel Fuzato, Pérez, Sjomoerodov, Bove, Darboe, Zalewski, Afena-Gyan |  |
| Stadion: GelreDome, Arnhem Toeschouwers: 24.022 (uitverkocht) Arbiter: Raczkowski Assistenten: Siejka Assistenten: Kupsik 4de official: Musiał |         |           |              | Houwen, Dasa, Doekhi , Rasmussen, Oroz 33' 82' ( Buitink), Wittek, Tronstad, Domgjoni 83' ( Bazoer), Bero, Grbić, Openda 82' ( Frederiksen) RESERVEBANK: Schubert, Reiziger, Hájek, Gboho, Yapi, Huisman, Manhoef, Hernández, De Regt | Rui Patrício, Mancini 86', Kumbulla, Ibañez, Maitland-Niles 46' ( Karsdorp), Sérgio 70', 78', Veretout 46' ( El Shaarawy), Mkhitaryan 88' ( Smalling), Viña 7' 46' ( Cristante), Zaniolo 66' ( Pellegrini), Abraham RESERVEBANK: Daniel Fuzato, Pérez, Sjomoerodov, Bove, Darboe, Zalewski, Afena-Gyan |  |
| Afwezig: Cornelisse, Verstappen (niet wedstrijdfit)                                                                                            |         |           |              | | |  |

Achtste finale, wedstrijd 2:
| donderdag 17 maart 2022, 21:00                                                                                    | AS Roma       | 1–1 (0–0) | Vitesse    | Opstelling AS Roma | Opstelling Vitesse |  |
| Stadion: Stadio Olimpico, Rome Arbiter: Petrescu Assistenten: Ghinguleac Assistenten: Marica 4de official: Birsan | Abraham 90+1' |           | 62' Wittek | Rui Patrício, Ibañez 18', Smalling, Kumbulla, Maitland-Niles 66' ( El Shaarawy 89'), Pellegrini 90+4' ( Bove), Veretout 66' ( Cristante), Viña 66' ( Karsdorp), Zaniolo 72' 79' ( Afena-Gyan), Abraham, Mkhitaryan RESERVEBANK: Boer, Daniel Fuzato, Pérez, Sjomoerodov, Diawara, Darboe, Zalewski | Houwen, Dasa, Doekhi , Rasmussen 58', Wittek, Tronstad, Bazoer 90+3' ( Buitink), Huisman 60' ( Gboho), Domgjoni 90+3' ( Frederiksen), Grbić 42', Openda RESERVEBANK: Schubert, Reiziger, Yapi, Vroegh, Cornelisse, Manhoef, Hernández, De Regt |  |
| Stadion: Stadio Olimpico, Rome Arbiter: Petrescu Assistenten: Ghinguleac Assistenten: Marica 4de official: Birsan |               |           |            | Rui Patrício, Ibañez 18', Smalling, Kumbulla, Maitland-Niles 66' ( El Shaarawy 89'), Pellegrini 90+4' ( Bove), Veretout 66' ( Cristante), Viña 66' ( Karsdorp), Zaniolo 72' 79' ( Afena-Gyan), Abraham, Mkhitaryan RESERVEBANK: Boer, Daniel Fuzato, Pérez, Sjomoerodov, Diawara, Darboe, Zalewski | Houwen, Dasa, Doekhi , Rasmussen 58', Wittek, Tronstad, Bazoer 90+3' ( Buitink), Huisman 60' ( Gboho), Domgjoni 90+3' ( Frederiksen), Grbić 42', Openda RESERVEBANK: Schubert, Reiziger, Yapi, Vroegh, Cornelisse, Manhoef, Hernández, De Regt |  |
| Stadion: Stadio Olimpico, Rome Arbiter: Petrescu Assistenten: Ghinguleac Assistenten: Marica 4de official: Birsan |               |           |            | Rui Patrício, Ibañez 18', Smalling, Kumbulla, Maitland-Niles 66' ( El Shaarawy 89'), Pellegrini 90+4' ( Bove), Veretout 66' ( Cristante), Viña 66' ( Karsdorp), Zaniolo 72' 79' ( Afena-Gyan), Abraham, Mkhitaryan RESERVEBANK: Boer, Daniel Fuzato, Pérez, Sjomoerodov, Diawara, Darboe, Zalewski | Houwen, Dasa, Doekhi , Rasmussen 58', Wittek, Tronstad, Bazoer 90+3' ( Buitink), Huisman 60' ( Gboho), Domgjoni 90+3' ( Frederiksen), Grbić 42', Openda RESERVEBANK: Schubert, Reiziger, Yapi, Vroegh, Cornelisse, Manhoef, Hernández, De Regt |  |
| Bijz.: José Mourinho 73' Afwezig: Oroz (geschorst); Bero, Hájek (ziek)                                            |               |           |            | | |  |

### Oefenwedstrijden
| woensdag 30 juni 2021, 17:00                                                                       | Vitesse  | 1–3 (1–2) | AEK Athene                           | Opstelling Vitesse | Opstelling AEK Athene |  |
| Stadion: Sportpark Van Zuijen (FC De Westhoek), Burgh-Haamstede Toeschouwers: - Arbiter: Nagtegaal | Oroz 36' |           | 17' Bakakis 38' Albanis 83' Macheras | Houwen, Hernández 46' ( Tronstad), Hájek 65' ( Van Ee), Cornelisse 46' ( Bazoer), Manhoef 46' ( Wittek), Bero 23' ( Openda 46' ( Huisman)), Vroegh 46' ( Domgjoni), Tannane 46' ( Von Moos), Oroz 46' ( Van Zwam), Darfalou 46' ( Buitink), Gong 46' ( De Regt) RESERVEBANK: Reiziger | Stanković 46' ( Tsintotas), Bakakis 58' ( Danchenko), Laci, Nedelcearu, Mitaj, Shakhov 64' ( Roukounakis), Szymański 70' ( Radonja), Galanopoulos 58' ( Šabanadžović), Albanis 63' ( Macheras), Mantalos 58' ( Kosidis), Ansarifard 46' ( Tanković) |  |
| Stadion: Sportpark Van Zuijen (FC De Westhoek), Burgh-Haamstede Toeschouwers: - Arbiter: Nagtegaal |          |           |                                      | Houwen, Hernández 46' ( Tronstad), Hájek 65' ( Van Ee), Cornelisse 46' ( Bazoer), Manhoef 46' ( Wittek), Bero 23' ( Openda 46' ( Huisman)), Vroegh 46' ( Domgjoni), Tannane 46' ( Von Moos), Oroz 46' ( Van Zwam), Darfalou 46' ( Buitink), Gong 46' ( De Regt) RESERVEBANK: Reiziger | Stanković 46' ( Tsintotas), Bakakis 58' ( Danchenko), Laci, Nedelcearu, Mitaj, Shakhov 64' ( Roukounakis), Szymański 70' ( Radonja), Galanopoulos 58' ( Šabanadžović), Albanis 63' ( Macheras), Mantalos 58' ( Kosidis), Ansarifard 46' ( Tanković) |  |
| Stadion: Sportpark Van Zuijen (FC De Westhoek), Burgh-Haamstede Toeschouwers: - Arbiter: Nagtegaal |          |           |                                      | Houwen, Hernández 46' ( Tronstad), Hájek 65' ( Van Ee), Cornelisse 46' ( Bazoer), Manhoef 46' ( Wittek), Bero 23' ( Openda 46' ( Huisman)), Vroegh 46' ( Domgjoni), Tannane 46' ( Von Moos), Oroz 46' ( Van Zwam), Darfalou 46' ( Buitink), Gong 46' ( De Regt) RESERVEBANK: Reiziger | Stanković 46' ( Tsintotas), Bakakis 58' ( Danchenko), Laci, Nedelcearu, Mitaj, Shakhov 64' ( Roukounakis), Szymański 70' ( Radonja), Galanopoulos 58' ( Šabanadžović), Albanis 63' ( Macheras), Mantalos 58' ( Kosidis), Ansarifard 46' ( Tanković) |  |
| |          |           |                                      | | |  |

| vrijdag 2 juli 2021, 16:00                                                                | Vitesse      | 1–3 (1–2) | Lokomotiva Zagreb       | Opstelling Vitesse | Opstelling Lokomotiva Zagreb                                                                         |  |
| Stadion: Sportpark Albano (Victoria '03), Oudenbosch Toeschouwers: 75 Arbiter: Van Kommer | Von Moos 34' |           | 36' 72' Šimić 45' Çokaj | Houwen, De Regt 46' ( Huisman), Oroz 46' ( Van Zwam), Rasmussen 46' ( Hájek), Manhoef 46' ( Wittek), Van Ee 46' ( Tronstad), Bero 63' ( De Regt), Domgjoni 46' ( Cornelisse), Von Moos 46' ( Vroegh), Gong 46' ( Hernández), Openda 46' ( Darfalou) RESERVEBANK: Reiziger | Santini , Cipetić, Soldo, De Haas, Milićević, Çokaj 29', Marić 51', Goričan, Kačavenda, Šimić, Dabro |  |
| Stadion: Sportpark Albano (Victoria '03), Oudenbosch Toeschouwers: 75 Arbiter: Van Kommer |              |           |                         | Houwen, De Regt 46' ( Huisman), Oroz 46' ( Van Zwam), Rasmussen 46' ( Hájek), Manhoef 46' ( Wittek), Van Ee 46' ( Tronstad), Bero 63' ( De Regt), Domgjoni 46' ( Cornelisse), Von Moos 46' ( Vroegh), Gong 46' ( Hernández), Openda 46' ( Darfalou) RESERVEBANK: Reiziger | Santini , Cipetić, Soldo, De Haas, Milićević, Çokaj 29', Marić 51', Goričan, Kačavenda, Šimić, Dabro |  |
| Stadion: Sportpark Albano (Victoria '03), Oudenbosch Toeschouwers: 75 Arbiter: Van Kommer |              |           |                         | Houwen, De Regt 46' ( Huisman), Oroz 46' ( Van Zwam), Rasmussen 46' ( Hájek), Manhoef 46' ( Wittek), Van Ee 46' ( Tronstad), Bero 63' ( De Regt), Domgjoni 46' ( Cornelisse), Von Moos 46' ( Vroegh), Gong 46' ( Hernández), Openda 46' ( Darfalou) RESERVEBANK: Reiziger | Santini , Cipetić, Soldo, De Haas, Milićević, Çokaj 29', Marić 51', Goričan, Kačavenda, Šimić, Dabro |  |
|                                                                                           |              |           |                         | | |  |

| dinsdag 6 juli 2021, 15:00                                                    | Vitesse | 0–5 (0–1, 0–3) | FC Nordsjælland                                             | Opstelling Vitesse | Opstelling FC Nordsjælland |  |
| Stadion: Sportpark De Mors (SV Delden), Delden Arbiter: Stegeman / Michielsen |         |                | 3' Adingra 42' Ibrahim 80' Kamaldeen 82' Antman 84' Nnamani | Houwen, Oroz 61' ( Bazoer), Doekhi 40' ( Hájek 103' 111' ( Steffen)), Rasmussen 61' ( Cornelisse), Wittek 61' ( Van Ee 105' ( Thenu)), Manhoef 61' ( Van Zwam), Tronstad 61' ( Huisman), Bero 61' ( Vroegh), Domgjoni 61' ( Hernández), Openda 59' ( Gong), Darfalou 61' ( De Regt) RESERVEBANK: Van Haveren, Van Duivenbooden, Altena | Peter Vindahl, Hansen , Nagalo, Jensen-Abbew, Svensson, Lykkegaard, Diomande, Andersen, Schjelderup, Adingra, Ibrahim 43' RESERVEBANK: Gülstorff, Ogura, Thychosen, Frese, Kamaldeen, Bredahl, Nnamani, Antman, Villadsen, Mesík, Coulibaly, Walta, Maxwell, Antwi, Francis, Kumado |  |
| Stadion: Sportpark De Mors (SV Delden), Delden Arbiter: Stegeman / Michielsen |         |                |                                                             | Houwen, Oroz 61' ( Bazoer), Doekhi 40' ( Hájek 103' 111' ( Steffen)), Rasmussen 61' ( Cornelisse), Wittek 61' ( Van Ee 105' ( Thenu)), Manhoef 61' ( Van Zwam), Tronstad 61' ( Huisman), Bero 61' ( Vroegh), Domgjoni 61' ( Hernández), Openda 59' ( Gong), Darfalou 61' ( De Regt) RESERVEBANK: Van Haveren, Van Duivenbooden, Altena | Peter Vindahl, Hansen , Nagalo, Jensen-Abbew, Svensson, Lykkegaard, Diomande, Andersen, Schjelderup, Adingra, Ibrahim 43' RESERVEBANK: Gülstorff, Ogura, Thychosen, Frese, Kamaldeen, Bredahl, Nnamani, Antman, Villadsen, Mesík, Coulibaly, Walta, Maxwell, Antwi, Francis, Kumado |  |
| Stadion: Sportpark De Mors (SV Delden), Delden Arbiter: Stegeman / Michielsen |         |                |                                                             | Houwen, Oroz 61' ( Bazoer), Doekhi 40' ( Hájek 103' 111' ( Steffen)), Rasmussen 61' ( Cornelisse), Wittek 61' ( Van Ee 105' ( Thenu)), Manhoef 61' ( Van Zwam), Tronstad 61' ( Huisman), Bero 61' ( Vroegh), Domgjoni 61' ( Hernández), Openda 59' ( Gong), Darfalou 61' ( De Regt) RESERVEBANK: Van Haveren, Van Duivenbooden, Altena | Peter Vindahl, Hansen , Nagalo, Jensen-Abbew, Svensson, Lykkegaard, Diomande, Andersen, Schjelderup, Adingra, Ibrahim 43' RESERVEBANK: Gülstorff, Ogura, Thychosen, Frese, Kamaldeen, Bredahl, Nnamani, Antman, Villadsen, Mesík, Coulibaly, Walta, Maxwell, Antwi, Francis, Kumado |  |
| Bijz.: Wedstrijd van 3× 40 minuten                                            |         |                |                                                             | | |  |

| dinsdag 13 juli 2021, 18:00                                                   | Vitesse         | 2–1 (2–1) | OFI Kreta    | Opstelling Vitesse | Opstelling OFI Kreta |  |
| Stadion: Sportveld Driel (RKSV Driel), Driel Toeschouwers: - Arbiter: Martens | Manhoef 10' 17' |           | 35' Sturgeon | Houwen, Dasa 46' ( Yapi), Doekhi 63' ( Bazoer), Hájek 46' ( Oroz), Cornelisse 75' ( Van Zwam), Manhoef 75' ( Thenu), Tronstad 63' ( Vroegh), Domgjoni 63' ( Tannane), Huisman 63' ( Hernández), Openda 75' ( Van Duivenbooden), Von Moos 63' ( Gong) RESERVEBANK: Van Haveren, Jonathans | Sotiriou 46' ( Sifakis), Lymperakis, Marinakis 46' ( Weiss), Sturgeon 46' ( Pasalidis), Van Duinen 46' ( Selimović 48'), Vouros 46' ( Neira), Balogiannis 46' ( Diamantis), Giannoulis 46' ( Nikokyrakis), Mellado 46' ( Sardinero), Castaignos 46' ( Grivas), De Guzman 46' ( Korovesis) RESERVEBANK: Affolter (proefspeler) |  |
| Stadion: Sportveld Driel (RKSV Driel), Driel Toeschouwers: - Arbiter: Martens |                 |           |              | Houwen, Dasa 46' ( Yapi), Doekhi 63' ( Bazoer), Hájek 46' ( Oroz), Cornelisse 75' ( Van Zwam), Manhoef 75' ( Thenu), Tronstad 63' ( Vroegh), Domgjoni 63' ( Tannane), Huisman 63' ( Hernández), Openda 75' ( Van Duivenbooden), Von Moos 63' ( Gong) RESERVEBANK: Van Haveren, Jonathans | Sotiriou 46' ( Sifakis), Lymperakis, Marinakis 46' ( Weiss), Sturgeon 46' ( Pasalidis), Van Duinen 46' ( Selimović 48'), Vouros 46' ( Neira), Balogiannis 46' ( Diamantis), Giannoulis 46' ( Nikokyrakis), Mellado 46' ( Sardinero), Castaignos 46' ( Grivas), De Guzman 46' ( Korovesis) RESERVEBANK: Affolter (proefspeler) |  |
| Stadion: Sportveld Driel (RKSV Driel), Driel Toeschouwers: - Arbiter: Martens |                 |           |              | Houwen, Dasa 46' ( Yapi), Doekhi 63' ( Bazoer), Hájek 46' ( Oroz), Cornelisse 75' ( Van Zwam), Manhoef 75' ( Thenu), Tronstad 63' ( Vroegh), Domgjoni 63' ( Tannane), Huisman 63' ( Hernández), Openda 75' ( Van Duivenbooden), Von Moos 63' ( Gong) RESERVEBANK: Van Haveren, Jonathans | Sotiriou 46' ( Sifakis), Lymperakis, Marinakis 46' ( Weiss), Sturgeon 46' ( Pasalidis), Van Duinen 46' ( Selimović 48'), Vouros 46' ( Neira), Balogiannis 46' ( Diamantis), Giannoulis 46' ( Nikokyrakis), Mellado 46' ( Sardinero), Castaignos 46' ( Grivas), De Guzman 46' ( Korovesis) RESERVEBANK: Affolter (proefspeler) |  |
|                                                                               |                 |           |              | | |  |

| vrijdag 16 juli 2021, 18:00                                            | FC Schalke 04              | 3–2 (0–0) | Vitesse              | Opstelling FC Schalke 04 | Opstelling Vitesse |  |
| Stadion: Parkstadion, Gelsenkirchen Toeschouwers: 1.000 Arbiter: Fuchs | Terodde 53' 65' Idrizi 83' |           | 73' Manhoef 88' Oroz | Fährmann, Thiaw, Flick 75' ( Wouters), Kamiński 45' ( Becker), Ranftl 81' ( Aydin), Pálsson 81' ( Mercan), Ouwejan 81' ( Çalhanoğlu), Latza 81' ( Idrizi), Mikhailov 81' ( Bozdoğan), Terodde 81' ( Pieringer), Bülter RESERVEBANK: Langer, Mendyl | Houwen, Dasa 60' ( Hernández), Doekhi 73' ( Cornelisse), Openda 73' ( Darfalou), Tronstad 73' ( Huisman), Oroz, Hájek 81' ( Van Zwam), Von Moos 73' ( Tannane), Bero 46' ( Vroegh), Domgjoni 60' ( Frederiksen 81' ( Buitink)), Wittek 46' ( Manhoef) RESERVEBANK: Van Haveren, Van Duivenbooden, Thenu, Jonathans |  |
| Stadion: Parkstadion, Gelsenkirchen Toeschouwers: 1.000 Arbiter: Fuchs |                            |           |                      | Fährmann, Thiaw, Flick 75' ( Wouters), Kamiński 45' ( Becker), Ranftl 81' ( Aydin), Pálsson 81' ( Mercan), Ouwejan 81' ( Çalhanoğlu), Latza 81' ( Idrizi), Mikhailov 81' ( Bozdoğan), Terodde 81' ( Pieringer), Bülter RESERVEBANK: Langer, Mendyl | Houwen, Dasa 60' ( Hernández), Doekhi 73' ( Cornelisse), Openda 73' ( Darfalou), Tronstad 73' ( Huisman), Oroz, Hájek 81' ( Van Zwam), Von Moos 73' ( Tannane), Bero 46' ( Vroegh), Domgjoni 60' ( Frederiksen 81' ( Buitink)), Wittek 46' ( Manhoef) RESERVEBANK: Van Haveren, Van Duivenbooden, Thenu, Jonathans |  |
| Stadion: Parkstadion, Gelsenkirchen Toeschouwers: 1.000 Arbiter: Fuchs |                            |           |                      | Fährmann, Thiaw, Flick 75' ( Wouters), Kamiński 45' ( Becker), Ranftl 81' ( Aydin), Pálsson 81' ( Mercan), Ouwejan 81' ( Çalhanoğlu), Latza 81' ( Idrizi), Mikhailov 81' ( Bozdoğan), Terodde 81' ( Pieringer), Bülter RESERVEBANK: Langer, Mendyl | Houwen, Dasa 60' ( Hernández), Doekhi 73' ( Cornelisse), Openda 73' ( Darfalou), Tronstad 73' ( Huisman), Oroz, Hájek 81' ( Van Zwam), Von Moos 73' ( Tannane), Bero 46' ( Vroegh), Domgjoni 60' ( Frederiksen 81' ( Buitink)), Wittek 46' ( Manhoef) RESERVEBANK: Van Haveren, Van Duivenbooden, Thenu, Jonathans |  |
|                                                                        |                            |           |                      | | |  |

| vrijdag 23 juli 2021, 19:00                                                             | Go Ahead Eagles | 1–1 (1–1) | Vitesse      | Opstelling Go Ahead Eagles | Opstelling Vitesse |  |
| Stadion: Sportpark Woldermarck (SV Terwolde), Terwolde Toeschouwers: - Arbiter: Gerrets | Sluiter 44'     |           | 36' Darfalou | Noppert, Lucassen 75' ( Van Klaveren), Nauber 59' ( Eddahchouri), Kuipers 75' ( De Jong), Berden 59' ( Kok), Rommens 75' ( Spiridakis), Dos Santos 32' ( Idzes), Dimitreijevic 32' ( Sluiter 59' ( Dumay)), Deijl 75' ( Eersteling), Bakker 75' ( Tuzlacik), Mulenga 46' ( Lidberg) RESERVEBANK: Jansen, Verdoni | Schubert 46' ( Reiziger), Gong, Van Zwam, Bazoer 60' ( Leeflang), Cornelisse, Manhoef, Hernández, Vroegh 14', Huisman, Tannane 44' 46' ( Frederiksen 78' ( Van Duivenbooden)), Darfalou 46' ( Buitink) RESERVEBANK: Jonathans |  |
| Stadion: Sportpark Woldermarck (SV Terwolde), Terwolde Toeschouwers: - Arbiter: Gerrets |                 |           |              | Noppert, Lucassen 75' ( Van Klaveren), Nauber 59' ( Eddahchouri), Kuipers 75' ( De Jong), Berden 59' ( Kok), Rommens 75' ( Spiridakis), Dos Santos 32' ( Idzes), Dimitreijevic 32' ( Sluiter 59' ( Dumay)), Deijl 75' ( Eersteling), Bakker 75' ( Tuzlacik), Mulenga 46' ( Lidberg) RESERVEBANK: Jansen, Verdoni | Schubert 46' ( Reiziger), Gong, Van Zwam, Bazoer 60' ( Leeflang), Cornelisse, Manhoef, Hernández, Vroegh 14', Huisman, Tannane 44' 46' ( Frederiksen 78' ( Van Duivenbooden)), Darfalou 46' ( Buitink) RESERVEBANK: Jonathans |  |
| Stadion: Sportpark Woldermarck (SV Terwolde), Terwolde Toeschouwers: - Arbiter: Gerrets |                 |           |              | Noppert, Lucassen 75' ( Van Klaveren), Nauber 59' ( Eddahchouri), Kuipers 75' ( De Jong), Berden 59' ( Kok), Rommens 75' ( Spiridakis), Dos Santos 32' ( Idzes), Dimitreijevic 32' ( Sluiter 59' ( Dumay)), Deijl 75' ( Eersteling), Bakker 75' ( Tuzlacik), Mulenga 46' ( Lidberg) RESERVEBANK: Jansen, Verdoni | Schubert 46' ( Reiziger), Gong, Van Zwam, Bazoer 60' ( Leeflang), Cornelisse, Manhoef, Hernández, Vroegh 14', Huisman, Tannane 44' 46' ( Frederiksen 78' ( Van Duivenbooden)), Darfalou 46' ( Buitink) RESERVEBANK: Jonathans |  |
|                                                                                         |                 |           |              | | |  |

| zaterdag 24 juli 2021, 18:00                                      | Vitesse | 0–1 (0–0) | Lommel SK | Opstelling Vitesse | Opstelling Lommel SK |  |
| Stadion: GelreDome, Arnhem Toeschouwers: - Arbiter: Van Zuilichem |         |           | 78' Roque | Schubert, Oroz, Doekhi , Hájek, Wittek, Domgjoni, Tronstad, Bero 77' ( Buitink), Von Moos 64' ( Darfalou), Frederiksen 46' ( Gboho), Openda RESERVEBANK: Houwen, Reiziger, Cornelisse, Leeflang | De Busser, Lemoine, Wuytens 67' ( Anello), Kis 67' ( Roque), Neven , Henkens 67' ( Tolinsson), Saito 75' ( Talvitie), Belghali 75' ( Aguilar), Thordarson, Troonbeeckx, Boussouf 45+1' ( Vandersmissen) RESERVEBANK: Lambrix, Kassimi, Kalulika, Van Den Eynden, Mendonca |  |
| Stadion: GelreDome, Arnhem Toeschouwers: - Arbiter: Van Zuilichem |         |           |           | Schubert, Oroz, Doekhi , Hájek, Wittek, Domgjoni, Tronstad, Bero 77' ( Buitink), Von Moos 64' ( Darfalou), Frederiksen 46' ( Gboho), Openda RESERVEBANK: Houwen, Reiziger, Cornelisse, Leeflang | De Busser, Lemoine, Wuytens 67' ( Anello), Kis 67' ( Roque), Neven , Henkens 67' ( Tolinsson), Saito 75' ( Talvitie), Belghali 75' ( Aguilar), Thordarson, Troonbeeckx, Boussouf 45+1' ( Vandersmissen) RESERVEBANK: Lambrix, Kassimi, Kalulika, Van Den Eynden, Mendonca |  |
| Stadion: GelreDome, Arnhem Toeschouwers: - Arbiter: Van Zuilichem |         |           |           | Schubert, Oroz, Doekhi , Hájek, Wittek, Domgjoni, Tronstad, Bero 77' ( Buitink), Von Moos 64' ( Darfalou), Frederiksen 46' ( Gboho), Openda RESERVEBANK: Houwen, Reiziger, Cornelisse, Leeflang | De Busser, Lemoine, Wuytens 67' ( Anello), Kis 67' ( Roque), Neven , Henkens 67' ( Tolinsson), Saito 75' ( Talvitie), Belghali 75' ( Aguilar), Thordarson, Troonbeeckx, Boussouf 45+1' ( Vandersmissen) RESERVEBANK: Lambrix, Kassimi, Kalulika, Van Den Eynden, Mendonca |  |
|                                                                   |         |           |           | | |  |

| donderdag 29 juli 2021, 16:30                                                                | VfL Bochum | 1–2 (0–0) | Vitesse               | Opstelling VfL Bochum | Opstelling Vitesse |  |
| Stadion: Leichtathletik-Platz am Vonovia Ruhrstadion, Bochum Toeschouwers: - Arbiter: Siewer | Asano 75'  |           | 63' Bazoer 80' Openda | Riemann 46' ( Ernst), Gamboa 45' 46' ( Bonga), Decarli, Lampropoulos 60' ( Bella-Kotchap), Leitsch 46' ( Pantović), Chibsah 60' ( Tesche), Mašović 60' ( Losilla), Osterhage 60' ( Soares), Novothny 60' ( Asano), Ganvoula 60' ( Zoller), Antwi-Adjej 60' ( Holtmann) RESERVEBANK: Weilandt | Houwen, Yapi 46' ( Manhoef), Doekhi , Bazoer 20' 88' ( Oroz), Hájek, Wittek, Tronstad, Gboho 60' ( Tannane), Domgjoni 60' ( Vroegh), Frederiksen 60' ( Darfalou 81'), Openda 82' ( Von Moos) RESERVEBANK: Schubert, Gong, Buitink, Cornelisse, Huisman, Hernández |  |
| Stadion: Leichtathletik-Platz am Vonovia Ruhrstadion, Bochum Toeschouwers: - Arbiter: Siewer |            |           |                       | Riemann 46' ( Ernst), Gamboa 45' 46' ( Bonga), Decarli, Lampropoulos 60' ( Bella-Kotchap), Leitsch 46' ( Pantović), Chibsah 60' ( Tesche), Mašović 60' ( Losilla), Osterhage 60' ( Soares), Novothny 60' ( Asano), Ganvoula 60' ( Zoller), Antwi-Adjej 60' ( Holtmann) RESERVEBANK: Weilandt | Houwen, Yapi 46' ( Manhoef), Doekhi , Bazoer 20' 88' ( Oroz), Hájek, Wittek, Tronstad, Gboho 60' ( Tannane), Domgjoni 60' ( Vroegh), Frederiksen 60' ( Darfalou 81'), Openda 82' ( Von Moos) RESERVEBANK: Schubert, Gong, Buitink, Cornelisse, Huisman, Hernández |  |
| Stadion: Leichtathletik-Platz am Vonovia Ruhrstadion, Bochum Toeschouwers: - Arbiter: Siewer |            |           |                       | Riemann 46' ( Ernst), Gamboa 45' 46' ( Bonga), Decarli, Lampropoulos 60' ( Bella-Kotchap), Leitsch 46' ( Pantović), Chibsah 60' ( Tesche), Mašović 60' ( Losilla), Osterhage 60' ( Soares), Novothny 60' ( Asano), Ganvoula 60' ( Zoller), Antwi-Adjej 60' ( Holtmann) RESERVEBANK: Weilandt | Houwen, Yapi 46' ( Manhoef), Doekhi , Bazoer 20' 88' ( Oroz), Hájek, Wittek, Tronstad, Gboho 60' ( Tannane), Domgjoni 60' ( Vroegh), Frederiksen 60' ( Darfalou 81'), Openda 82' ( Von Moos) RESERVEBANK: Schubert, Gong, Buitink, Cornelisse, Huisman, Hernández |  |
| Bijz.: Houwen verving Schubert kort voor aanvang in de basis                                 |            |           |                       | | |  |

| dinsdag 9 november 2021                                                  | Vitesse     | 1–1 (1–1) | De Graafschap   | Opstelling Vitesse | Opstelling De Graafschap |  |
| Stadion: Sportcentrum Papendal, Arnhem Toeschouwers: - Arbiter: Molenaar | Manhoef 17' |           | 33' Gravenberch | Houwen, Yapi, Oroz 46' ( Van Zwam), Cornelisse, Hájek, Manhoef 38' ( Kogeldans), Huisman, Von Moos, Vroegh, Gong 55' ( Jonathans), Gboho 46' ( De Regt) | Van den Dam, Wenting, Hilderink, Van de Pavert, Vergara Berrio, Neghli 81' ( Van der Heiden), Brittijn, Kleinpenning 46' ( Bouihrouchane), Gravenberch 83' ( Lever), Opoku, Konings 83' ( Lukassen) |  |
| Stadion: Sportcentrum Papendal, Arnhem Toeschouwers: - Arbiter: Molenaar |             |           |                 | Houwen, Yapi, Oroz 46' ( Van Zwam), Cornelisse, Hájek, Manhoef 38' ( Kogeldans), Huisman, Von Moos, Vroegh, Gong 55' ( Jonathans), Gboho 46' ( De Regt) | Van den Dam, Wenting, Hilderink, Van de Pavert, Vergara Berrio, Neghli 81' ( Van der Heiden), Brittijn, Kleinpenning 46' ( Bouihrouchane), Gravenberch 83' ( Lever), Opoku, Konings 83' ( Lukassen) |  |
| Stadion: Sportcentrum Papendal, Arnhem Toeschouwers: - Arbiter: Molenaar |             |           |                 | Houwen, Yapi, Oroz 46' ( Van Zwam), Cornelisse, Hájek, Manhoef 38' ( Kogeldans), Huisman, Von Moos, Vroegh, Gong 55' ( Jonathans), Gboho 46' ( De Regt) | Van den Dam, Wenting, Hilderink, Van de Pavert, Vergara Berrio, Neghli 81' ( Van der Heiden), Brittijn, Kleinpenning 46' ( Bouihrouchane), Gravenberch 83' ( Lever), Opoku, Konings 83' ( Lukassen) |  |
|                                                                          |             |           |                 | | |  |

| donderdag 27 januari 2022, 12:30                                             | Feyenoord                              | 6–2 (4–2) | Vitesse                  | Opstelling Feyenoord | Opstelling Vitesse |  |
| Stadion: Sportcomplex Varkenoord, Rotterdam Toeschouwers: - Arbiter: Ruperti | Wålemark 4' 41' Dessers 8' 29' 51' 55' |           | 9' Frederiksen 11' Grbić | NN                   | Schubert, Oroz 46' ( Domgjoni), Cornelisse, Hájek, Yapi, Bero , Vroegh 46' ( Huisman), Manhoef, Gboho, Frederiksen 67' ( Buitink), Grbić 46' ( Openda) RESERVEBANK: Reiziger |  |
| Stadion: Sportcomplex Varkenoord, Rotterdam Toeschouwers: - Arbiter: Ruperti |                                        |           |                          | NN                   | Schubert, Oroz 46' ( Domgjoni), Cornelisse, Hájek, Yapi, Bero , Vroegh 46' ( Huisman), Manhoef, Gboho, Frederiksen 67' ( Buitink), Grbić 46' ( Openda) RESERVEBANK: Reiziger |  |
| Stadion: Sportcomplex Varkenoord, Rotterdam Toeschouwers: - Arbiter: Ruperti |                                        |           |                          | NN                   | Schubert, Oroz 46' ( Domgjoni), Cornelisse, Hájek, Yapi, Bero , Vroegh 46' ( Huisman), Manhoef, Gboho, Frederiksen 67' ( Buitink), Grbić 46' ( Openda) RESERVEBANK: Reiziger |  |
| Bijz.: Besloten oefenwedstrijd                                               |                                        |           |                          |                      | |  |